# Biserica de lemn din Valea Largă, Alba

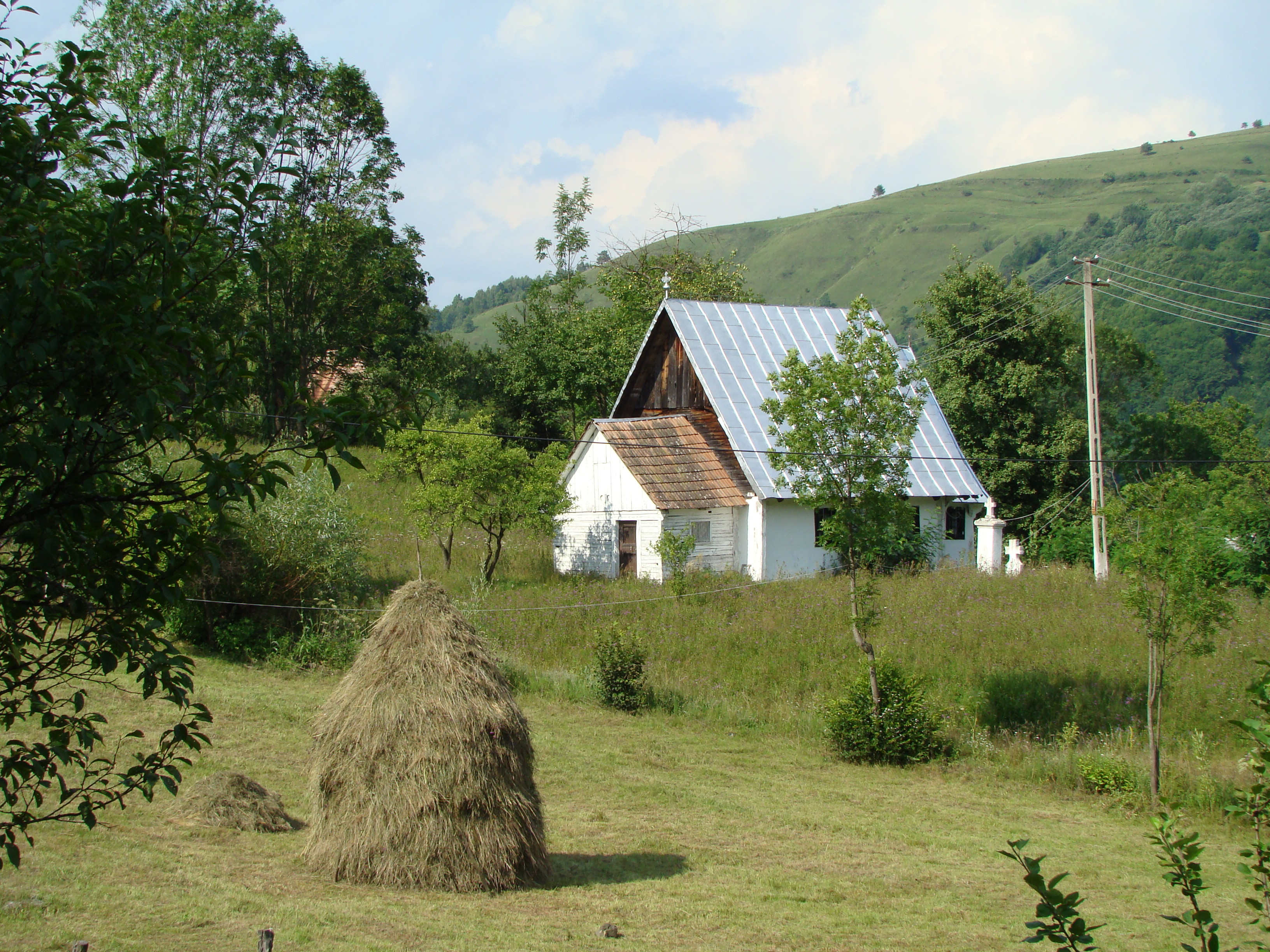
Biserica de lemn „Sf.Treime şi Sf.Prooroc Ilie” din Valea Largă, comuna Sălciua, județul Alba, foto: iulie 2009.

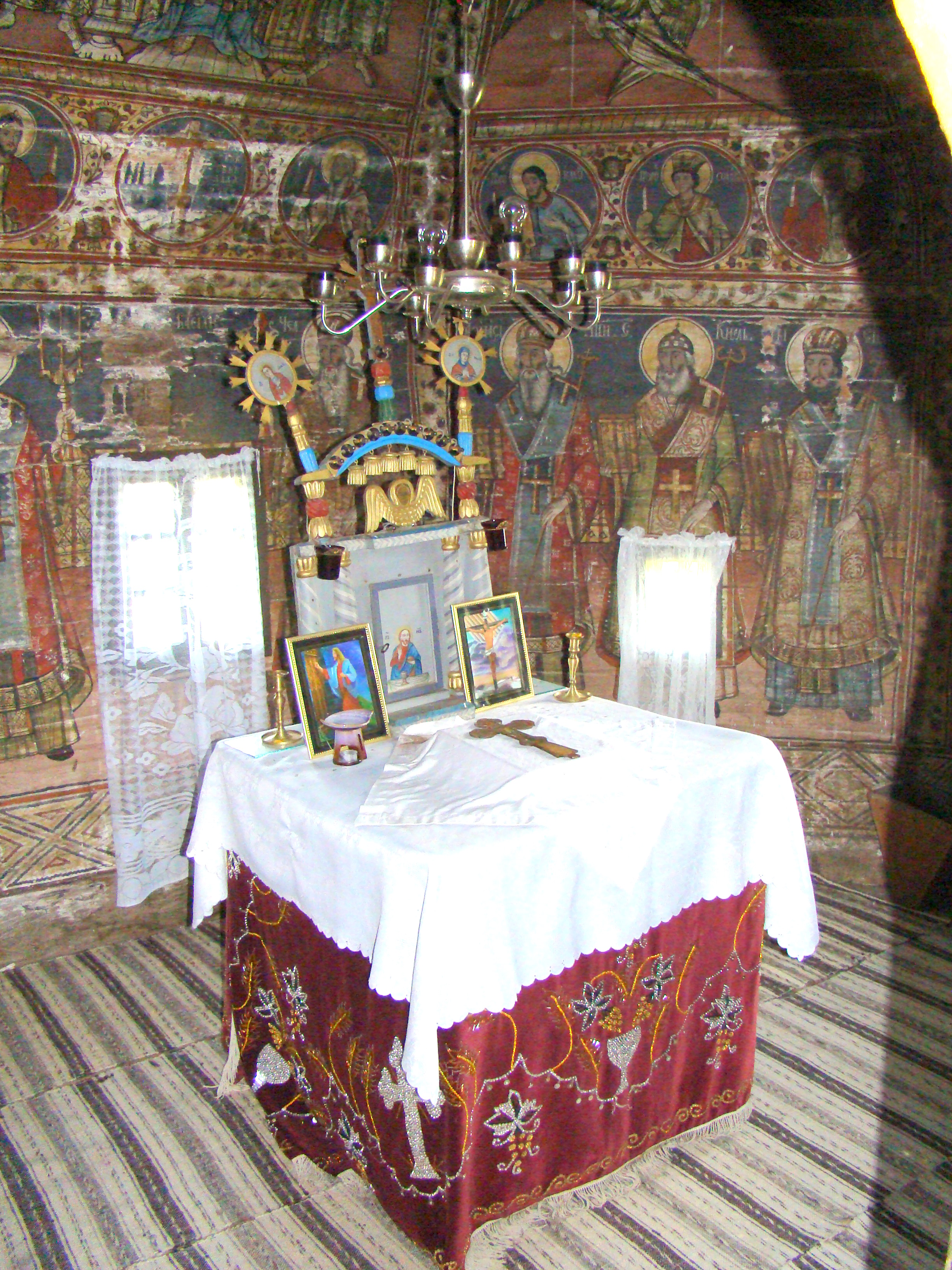
Masa altarului

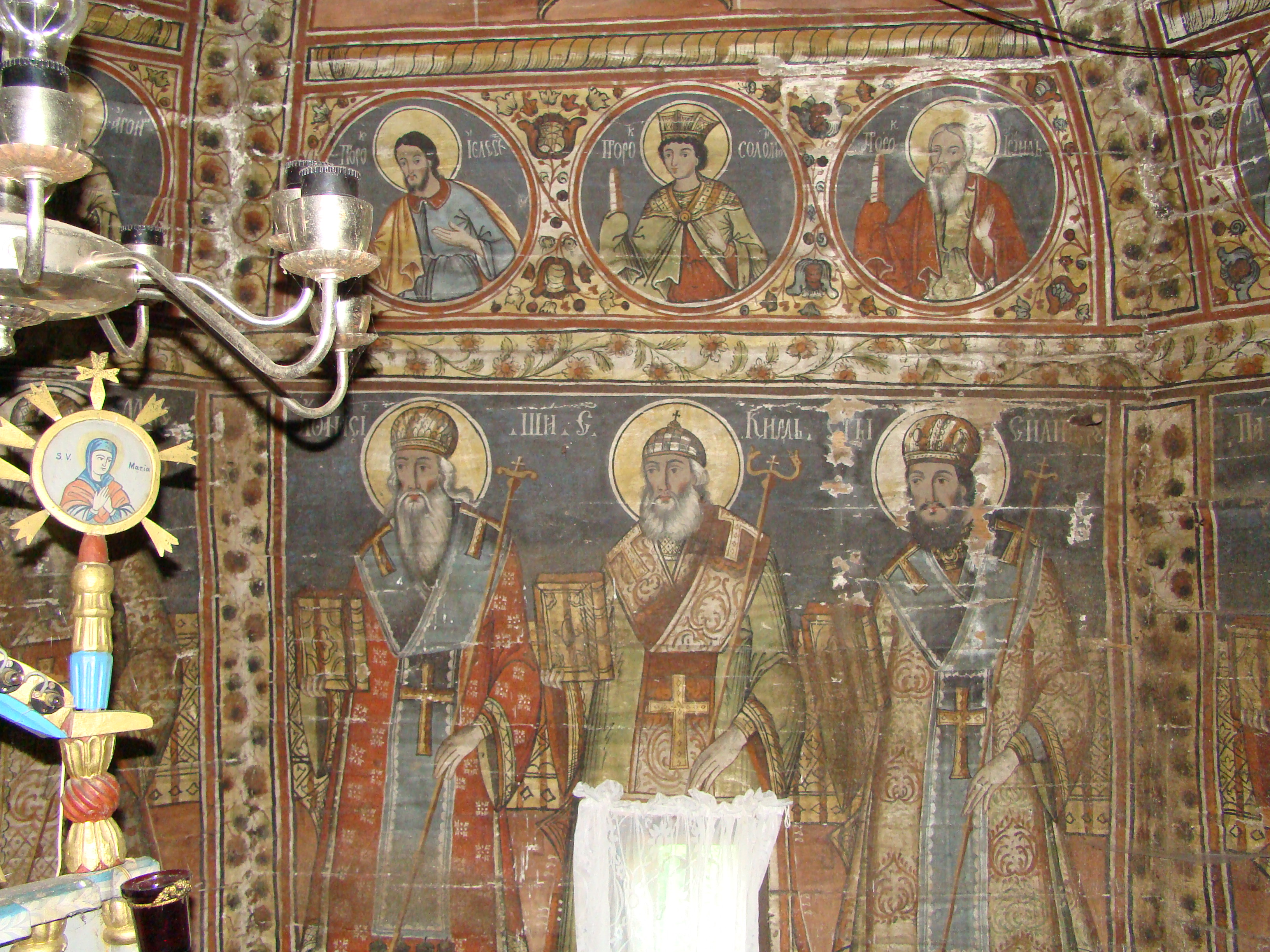
Pictura altarului

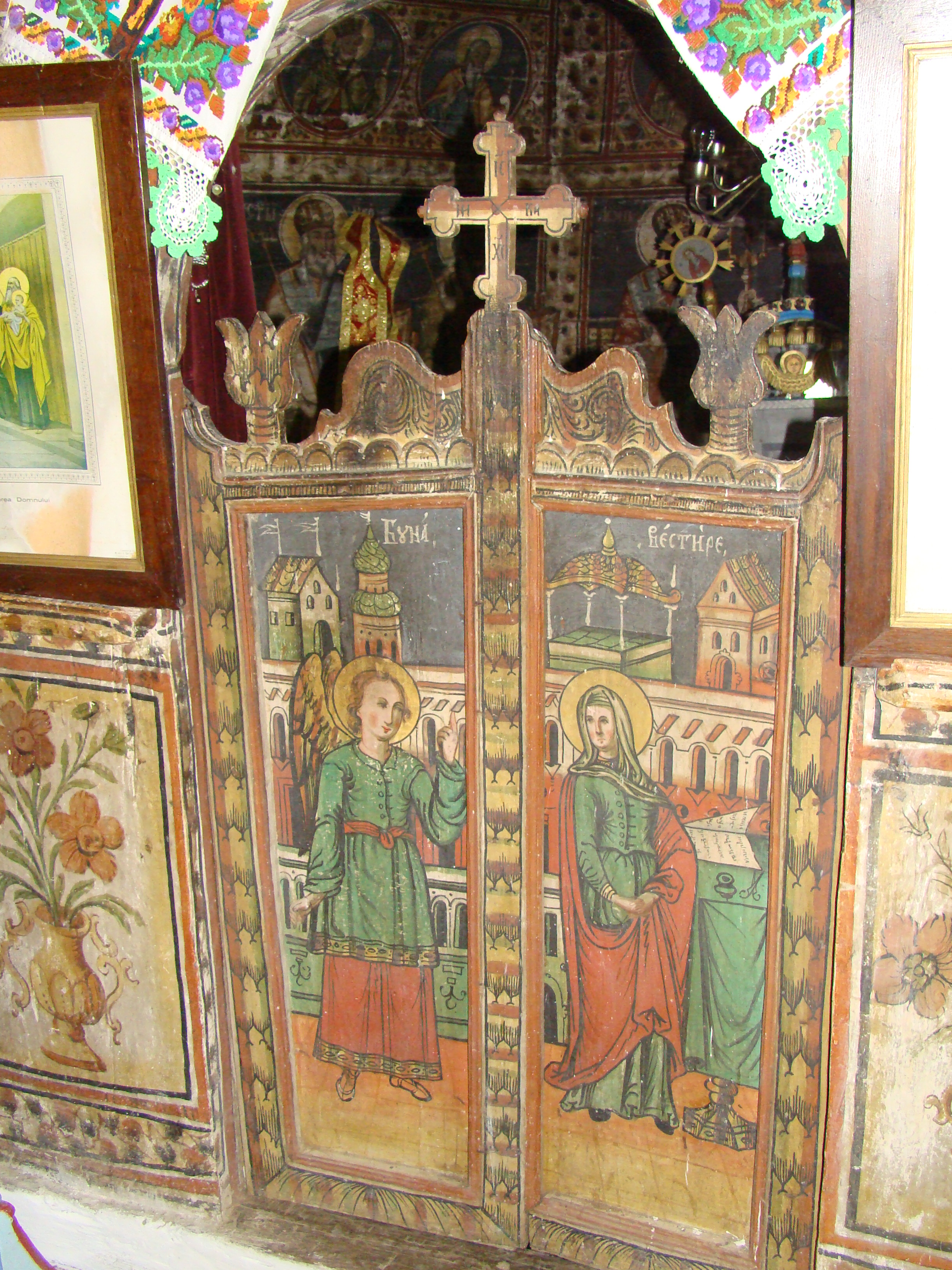
Ușile împărătești: Buna Vestire

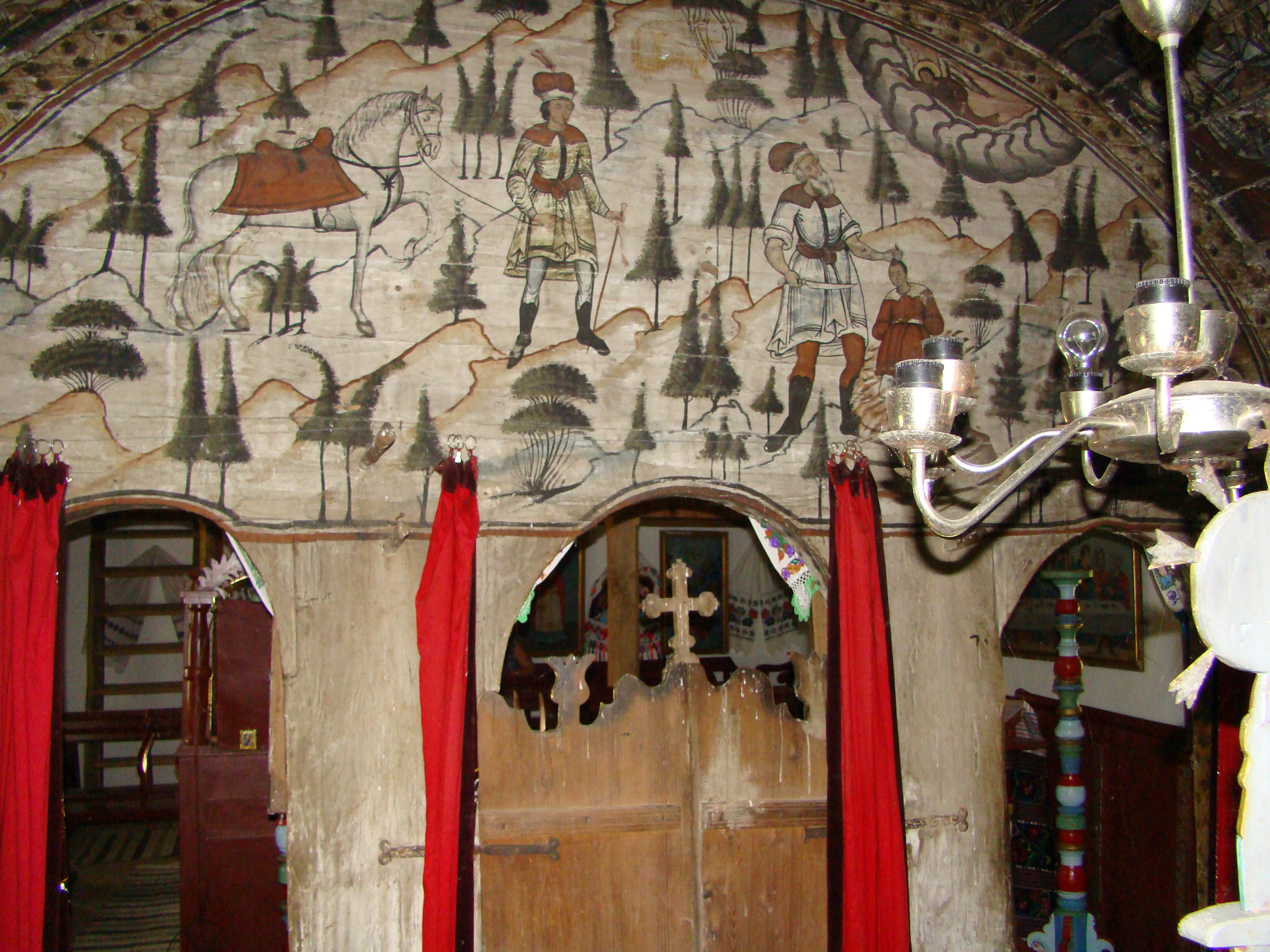
Pictura tâmplei altarului: Jertfa lui Avraam

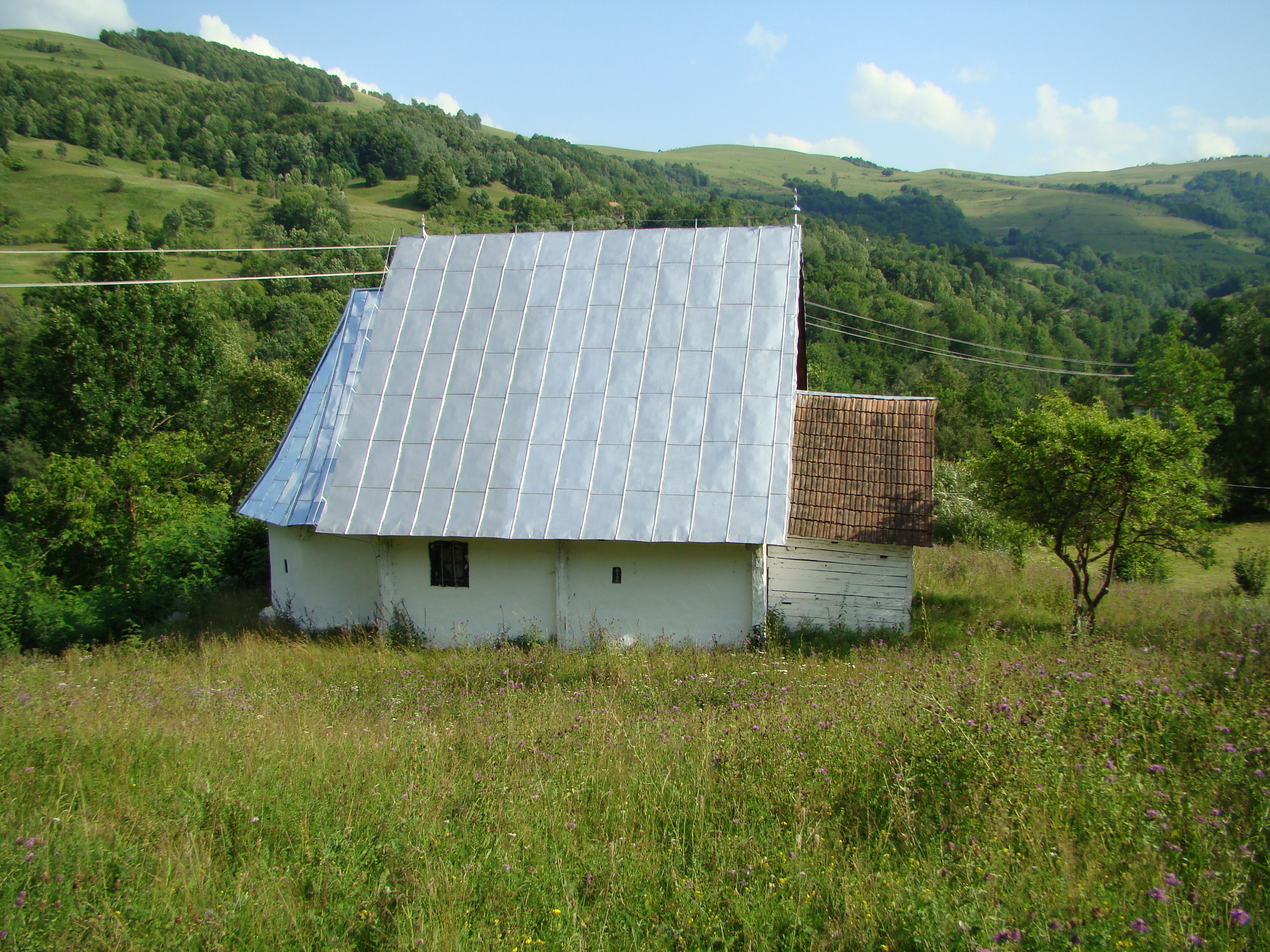
Biserica (nord)

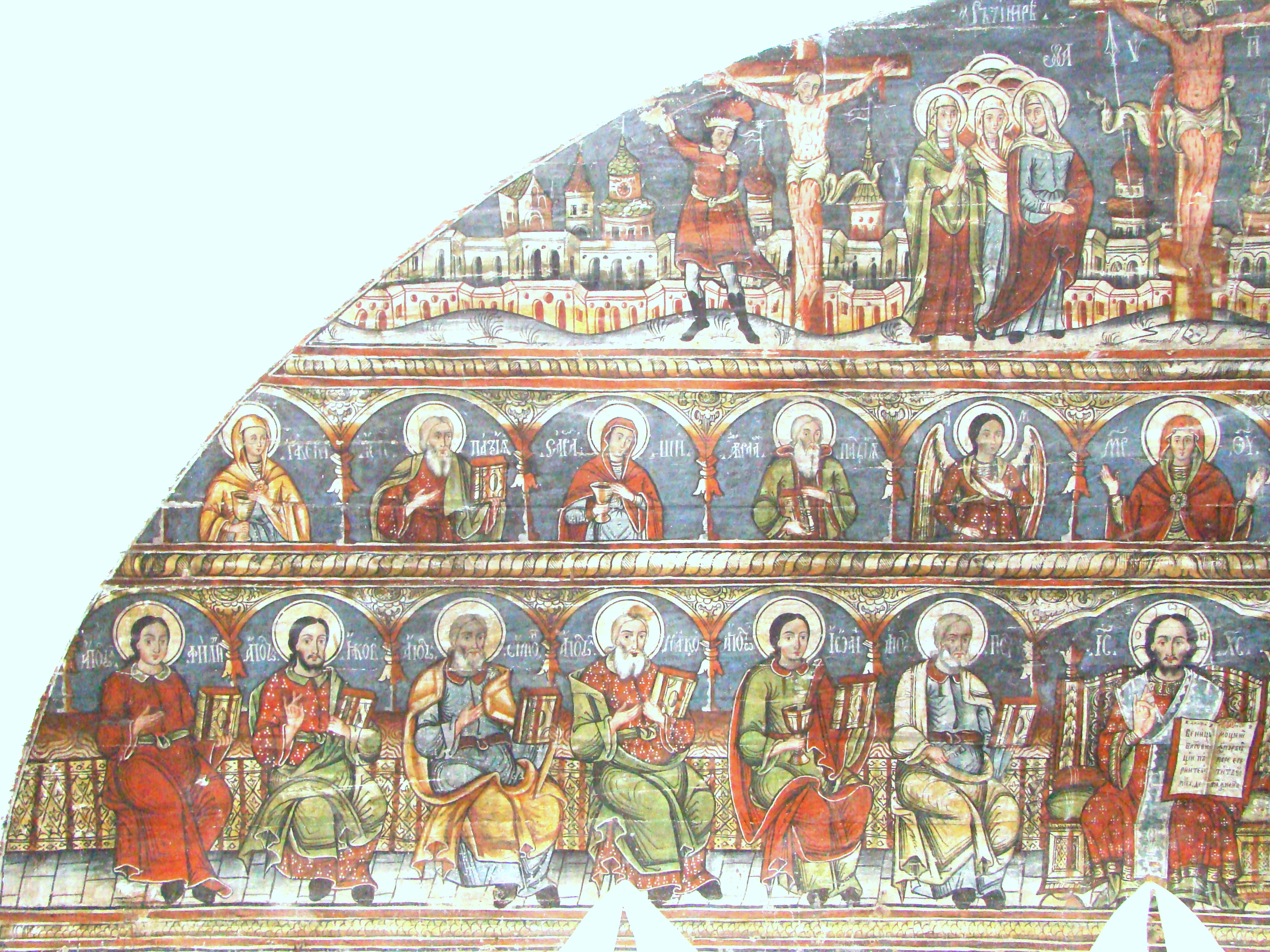
Catapeteasma (detaliu)

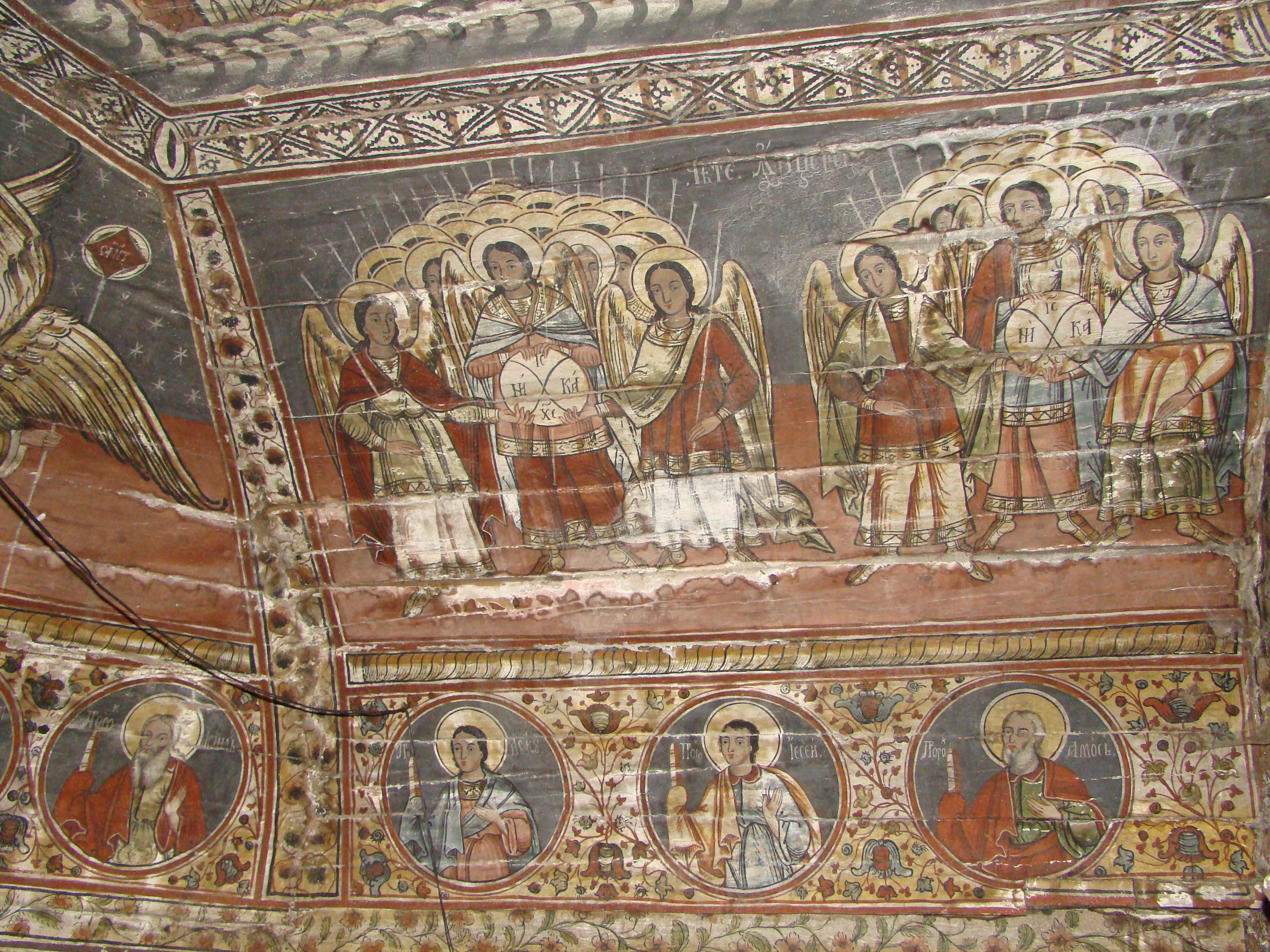
Pictura altarului

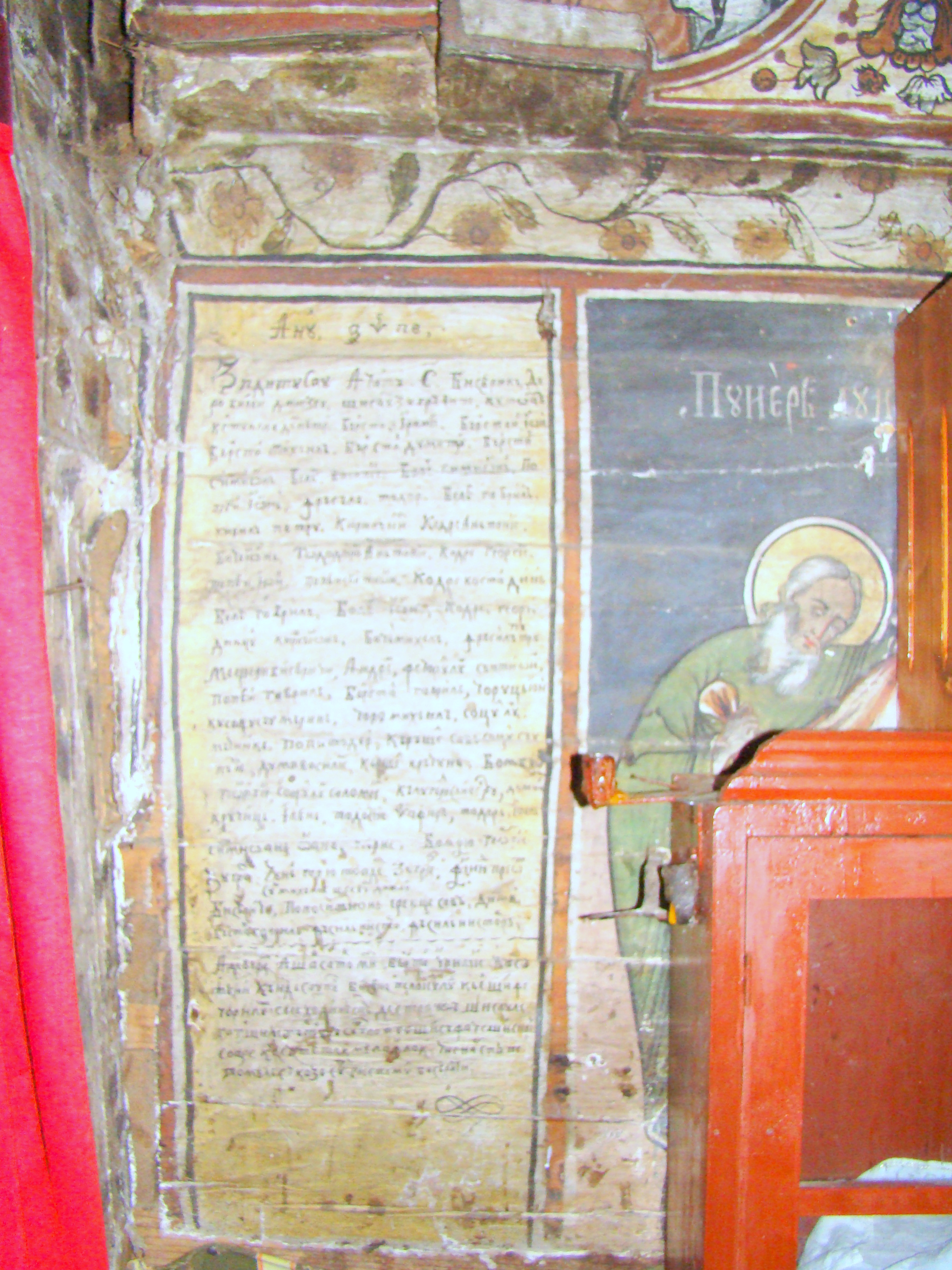
Pisania din altar

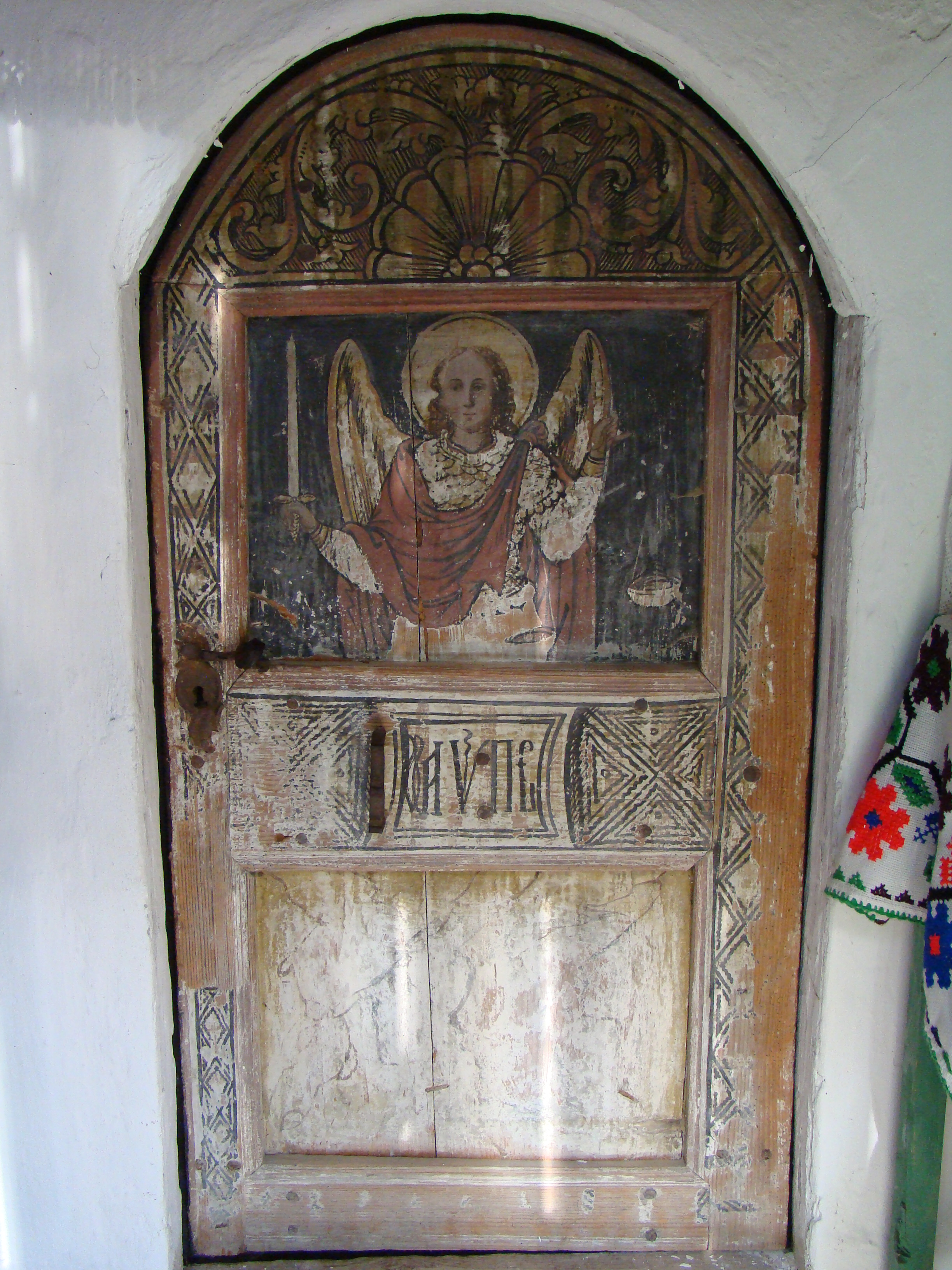
Ușa pictată

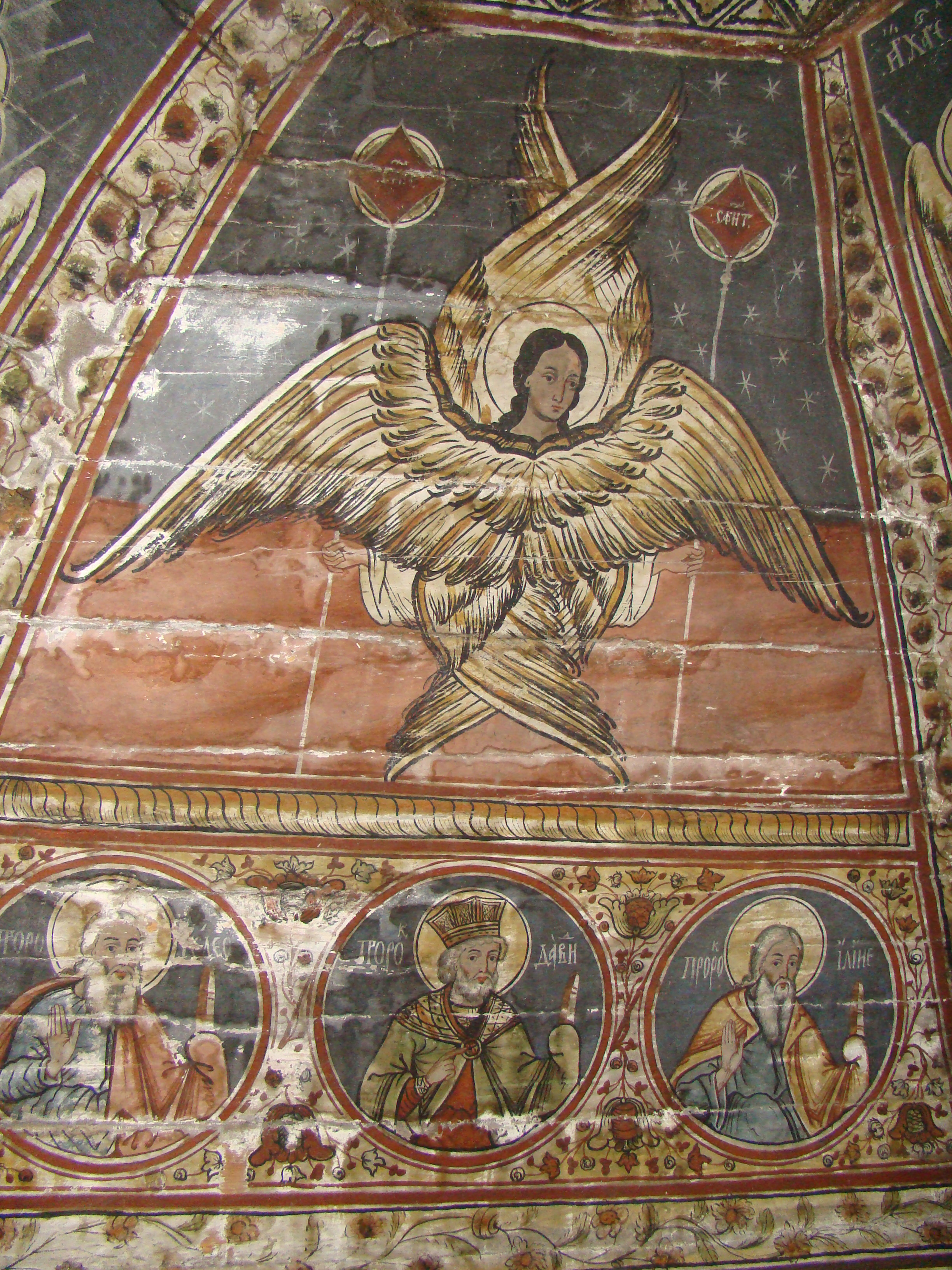
Pictura altarului: heruvim și prooroci (David și Ilie)

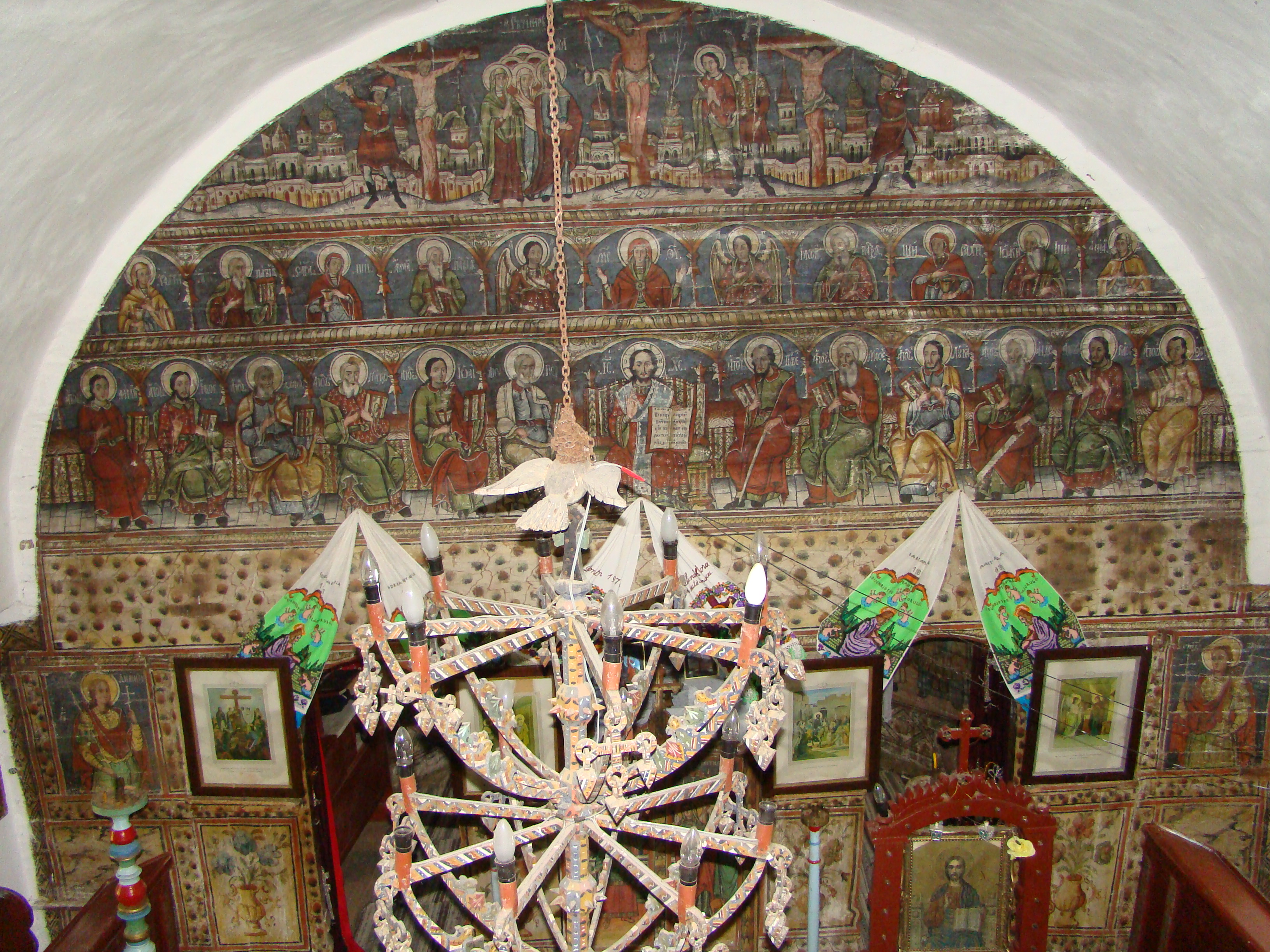
Catapeteasma văzută din cor

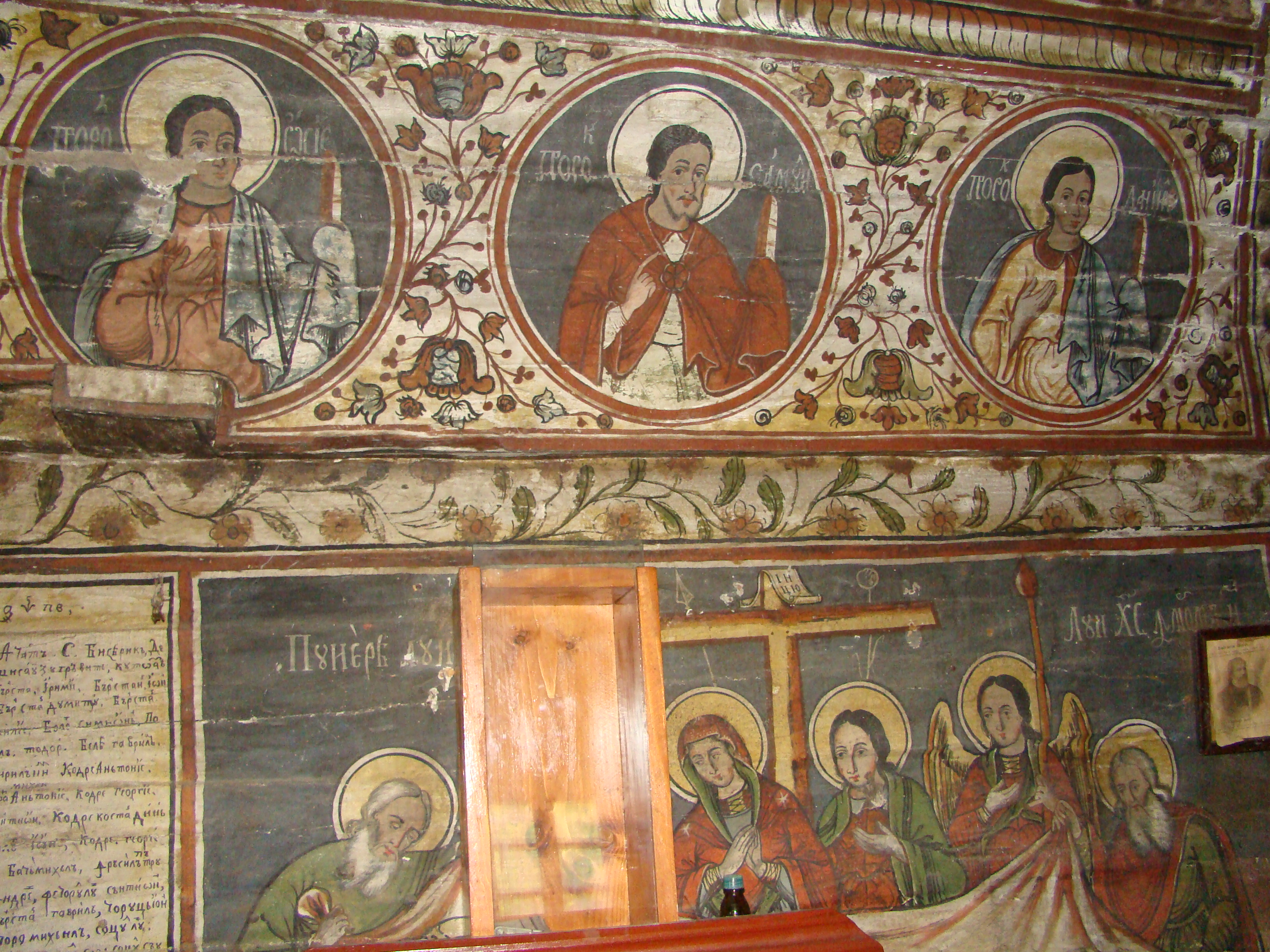
Pictura altarului

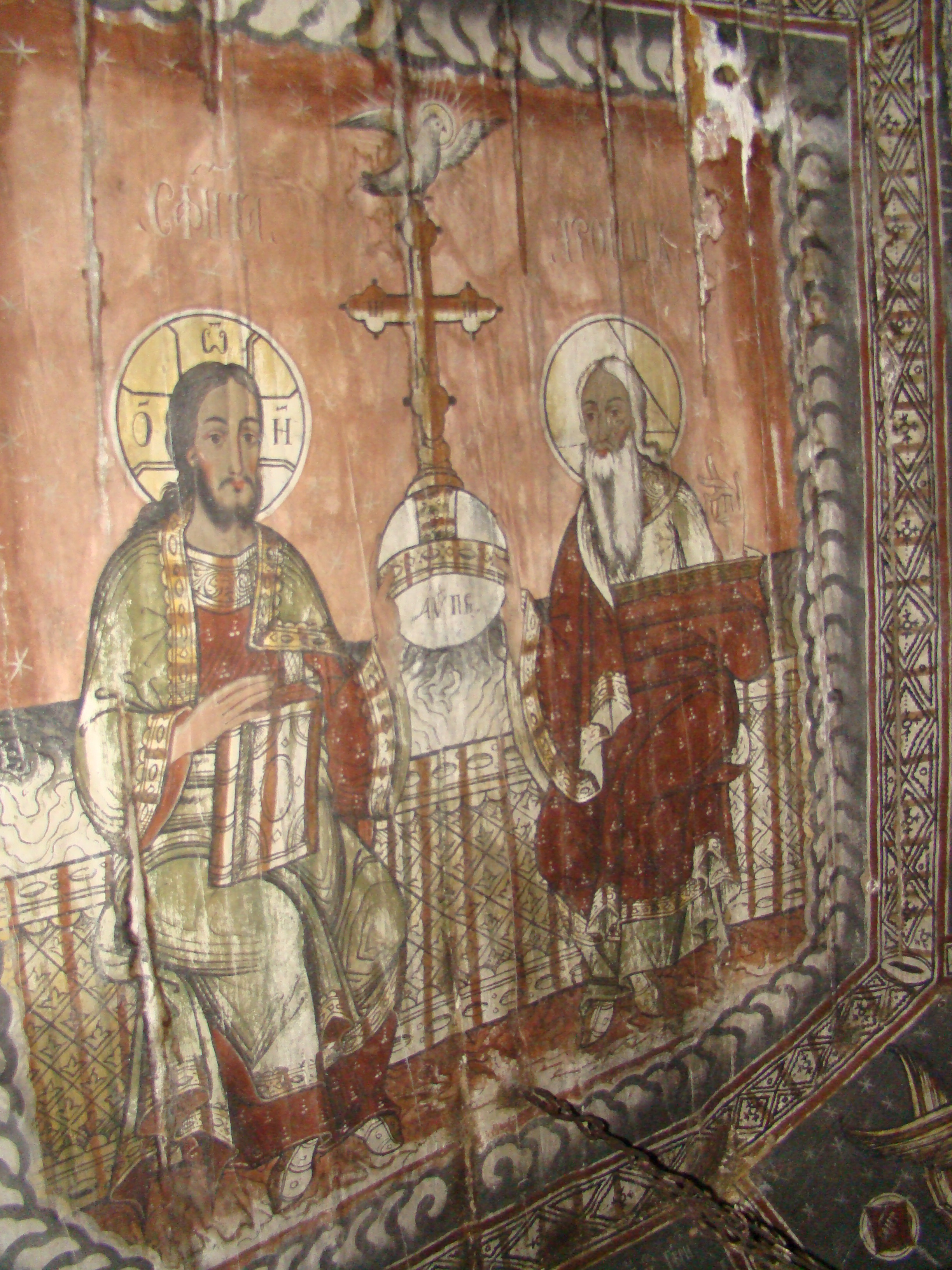
Sfânta Treime

Biserica de lemn din Valea Largă, comuna Sălciua, județul Alba, datează din anul 1782. Are hramul „Sfânta Treime și Sfântul Prooroc Ilie”. Biserica se află pe noua listă a monumentelor istorice sub cod LMI AB-II-m-B-00382.

## Descriere
Biserica este monument istoric cu elemente deosebite, prin inscripție și pictură, atât cât s-a conservat. Însemnările de pe unele tipărituri vechi, ce înșirau cu migală mulțimea sătenilor donatori, pisania din absida din biserică conține numele tuturor capilor de familie, uneori și al soțiilor, părtași la ctitorie, ca și pe cel al meșterilor, ușor identificați între cei 27 de ctitori, capi de familie, plus preotul și cei 17 meșteri, dintre care 4 femei. Sunt redate și unele aspecte din viața obștii. Pentru importanța sa, redăm mai jos pisania scrisă cu răbdare:
„În anul 1782 ziditu-s-au această sfântă biserică de robii lui Dumnezeu și s-au zugrăvit cu toată cheltuiala dumnealor Bărstan Irimie, Bărstan Ion, Bărstan Mihăilă, Bărstan Dumitru, Belea Vasile, Bolog Simion, Popean Ion, Frăsilă Teodor, Belea Gavrilă, Chirilă Pătru, Chirilă Chiru, Codrea Antonie, Baciu Ion, Todoran Mihai, Antonie Codre, Gheorghe Popean, Ion Popean Sântion, Codrea Constantin, Felea Gavrilă, Boleg Ion, Codrea Gheorghe, Ghianu, Chirilă Ion, Baci Mihăilă, Frăsilă Pătruș. Meșterii bisericii: Andrei feciorul lui Sântion, Popean Gavrilă, Bărstan Gavrilă, Cioruț Ion cu soția sa Marină, Cioru Mihăilă, soțul Măcinică, Popa Teodor, Cărăsel Savă, soțul său Pătra, Duma Vasilie, Cărășel Crăciun, Bombău Gheorghe sotul lui Solomie, Călugărul Silvestru, Dămian Crăciun, Ilean, Teodosie Psafiră, Todor, Ion, Simion, Oana, Maria, Boiariu Gheorghe. Zugrav Ciungariu Toader, zugrav Sun Mihăilă și Savu Dianu, fiind preot bisericii popa Simion, Ereița Sava, diac Bârstan Gavrilă, Frăsilă Nistor, Frăsilă... Adevărat așa s-a tocmit Bărstan Irimie cu sătenii când s-au pus biserica pe locul lui, ca el și feciorii lui să se hodinească de strajă și s-au legat și legătură sub gloabă și să face și scrisoare, ca să stea tocmeala în loc, cine ar sta pe tocmeală să cază supt blestemul bisericii...”
Pictura rămasă, în absidă, ca și cea a tâmplei, constituie documente grăitoare ale înfloririi atinse de arta penelului în Munții Apuseni, a formării zugravilor locali, a păstrării cu consecvență a tradițiilor bizantine. Cele trei frize ale tâmplei, delimitate prin chenare, cuprind: o remarcabilă Răstignire, între tâlhari, pe o suită arhitecturală ce amintește decorul picturii de la Biserica Doamnei din București; în arcade pe colonete, Avram și Saara, Ioachim și Ana, Iacov, Rachila, în centru cu Maria Orantă, încadrată de arhanghelii Mihail și Gavril; apostolii pe lavițe, în același decor de arcade, în centru cu Iisus Hristos pe jilț. În spațiul de jos, dincolo de intrări: glastre cu flori, Sf. Dumitru și Sf. Gheorghe. Ușile împărătești, cu reprezentarea Bunei Vestiri, au, în partea superioară, sculptată o floare de lalea și profilul unui șarpe. Bolta altarului reprezintă Sfânta Treime (datată 1782), iar pe fâșiile curbe Maria pe tron cu pruncul, arhanghelii Mihail și Gavril, heruvimii, medalioane cu prooroci, între ele cu decor floral, la registrul de naștere. Pictura pereților este delimitată de aceea a bolții, printr-un delicat chenar floral și redă: Punerea în Mormânt (pe nord), teoria sfinților părinți ai Bisericii Răsăritene, iar pe timpanul de vest, Jertfa lui Avram, în peisajul familiar al dealurilor.
Pictura de la Valea Largă ne poartă cu gândul la ansamblurile dispărute odată cu ctitoriile de lemn de la Sălciua de Jos, Sălciua de Sus și de la altele asemenea lor, cât și la venirea zugravilor, semnați, în anul 1741, în proscomidia de la Râmeț, cât și a altora, peregrini de la sudul munților". (Bibliografie: Biserici de lemn. Monumente istorice din Episcopia Alba Iuliei, 1987)
Constatându-se o gravă deteriorare a acoperișului bisericii vechi, dar mai ales a turnului, prin anii 50, în lipsa unui preot în sat, turnul bisericii a fost demolat, nimeni neavând inițiativa salvării lui, demolare care pentru cetățenii cei mai mici s-a petrecut într-un mod dramatic. După ce s-a stricat acoperișul, vreo 12 bărbați puternici din sat n-au reușit să dărâme turnul de care ancoraseră mai multe funii, încât a trebuit ca un tânăr să urce și să desfacă legăturile dintre bârnele de susținere ale turnului.
Biserica din Valea Largă, prin armonia construcției și valoarea zugrăvelii, probează vechimea vieții religioase în zonă, faptul că în localitate exista o colectivitate unită în jurul unui ideal creștin, că viața religioasă a fost intensă și înaintea construirii acestui lăcaș de cult. Înaintea bisericii descrise de la 1782, conform pisaniei, după alte surse neprobate ar fi fost construită la 1734 sau 1737, inconsecvență care poate veni din citirea pisaniei, a confuziei dintre cifrele 3 și 8 (puțin probabil). Fapt e că în partea de jos a cimitirului, aflat pe un pinten de rocă la circa 30 de metri înălțime deasupra firului văii, prin 1950 se mai puteau vedea urmele unei fundații, care putea fi a unui paraclis sau chiar a unei biserici de mici dimensiuni.
O cercetare deosebită ar merita cimitirul, cu cele două tipuri de cruci, de piatră și de lemn, evident ultimele dintre ele depreciate și dispărute, iar cele de piatră adâncite în pământ, doar unora mai zărindu-li-se vârfurile.

## Imagini din exterior

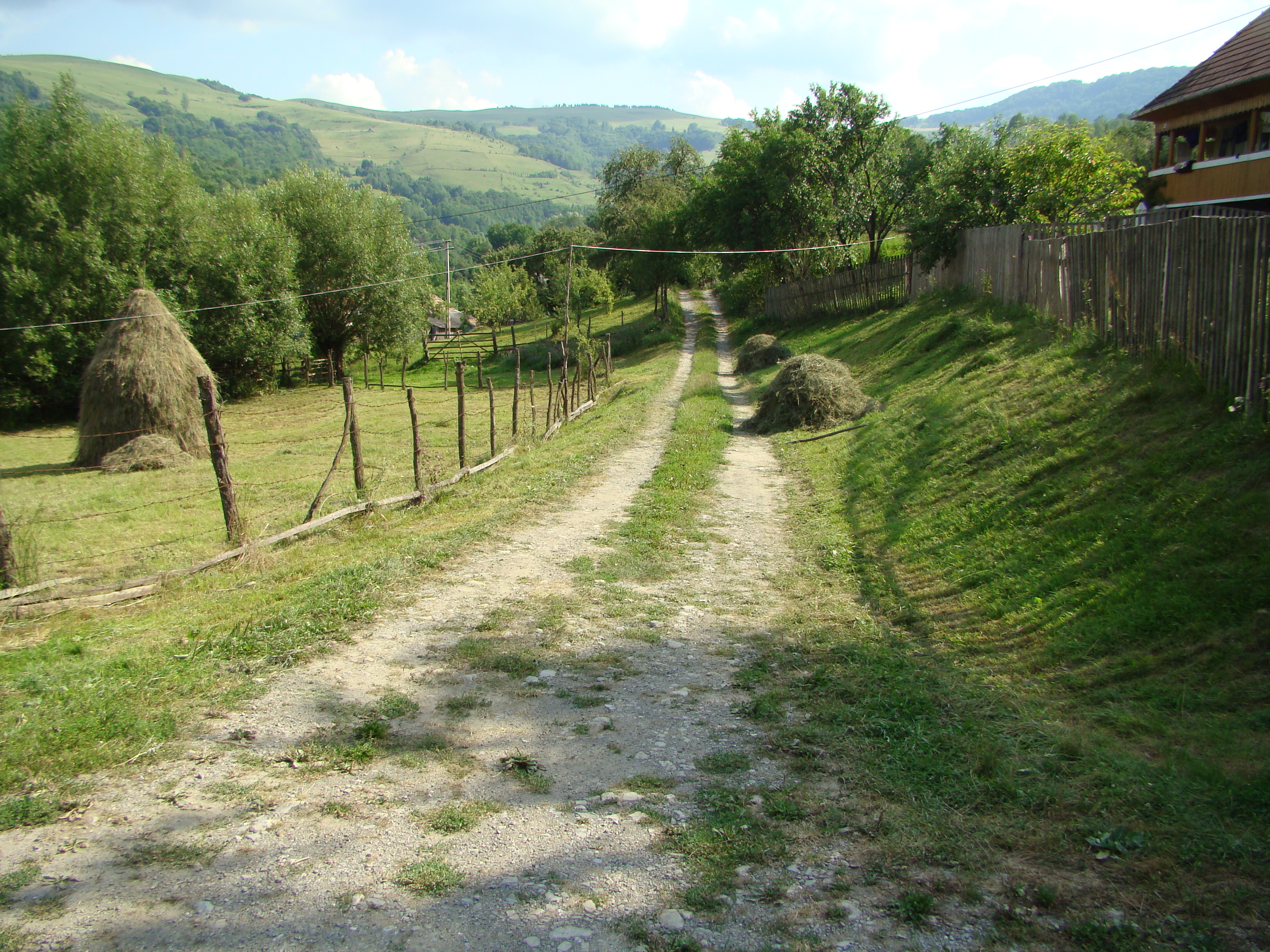
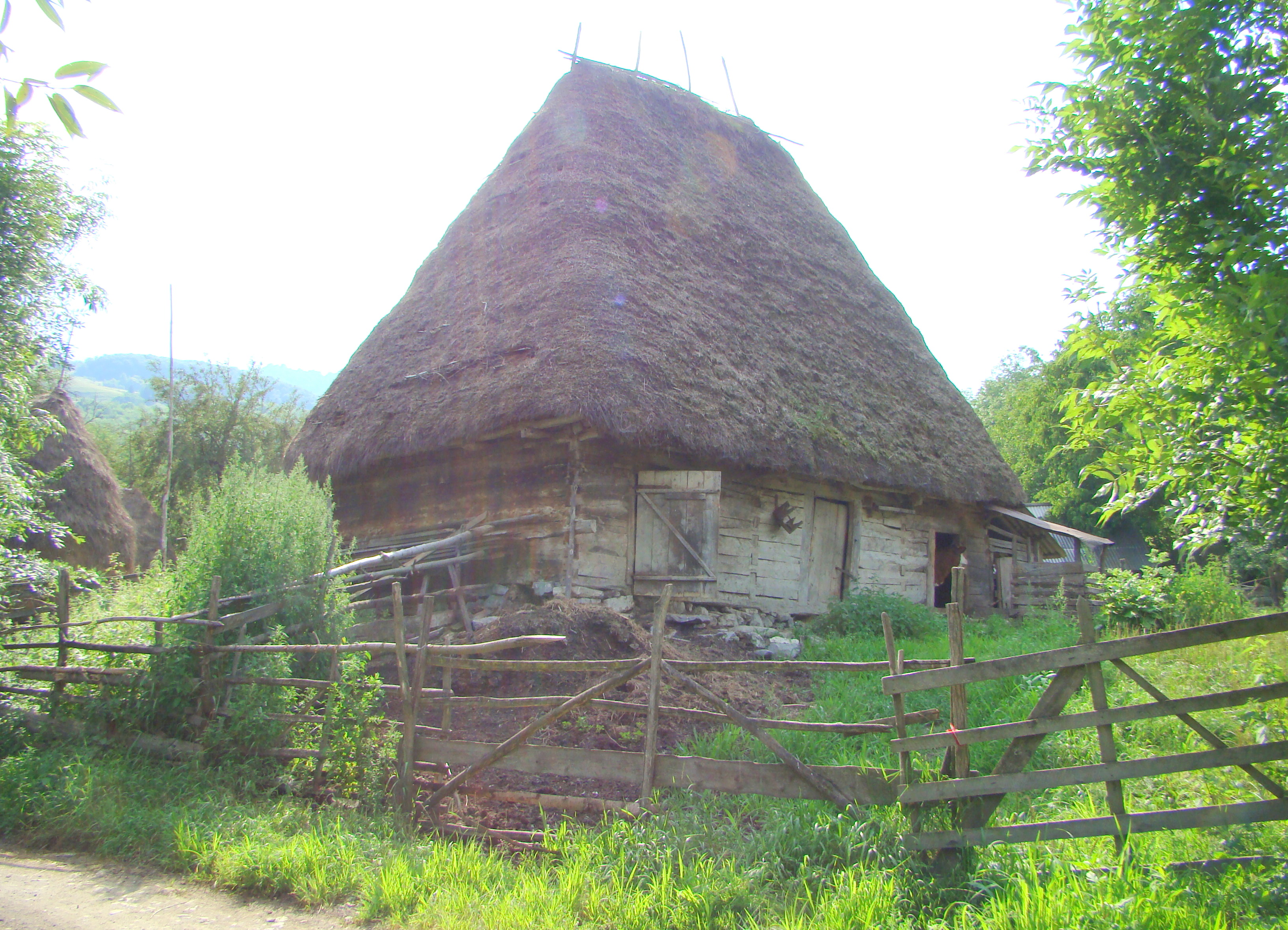
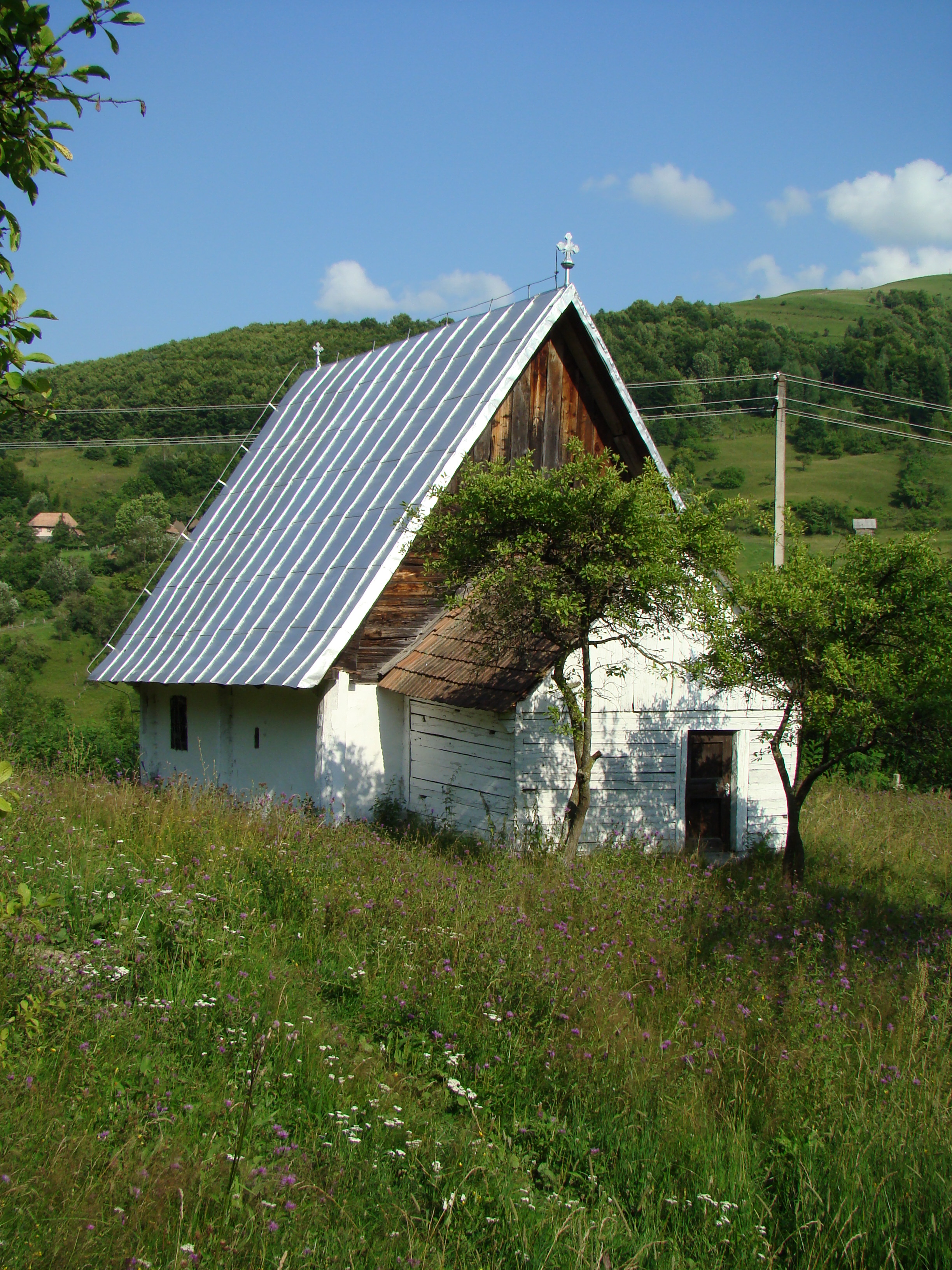
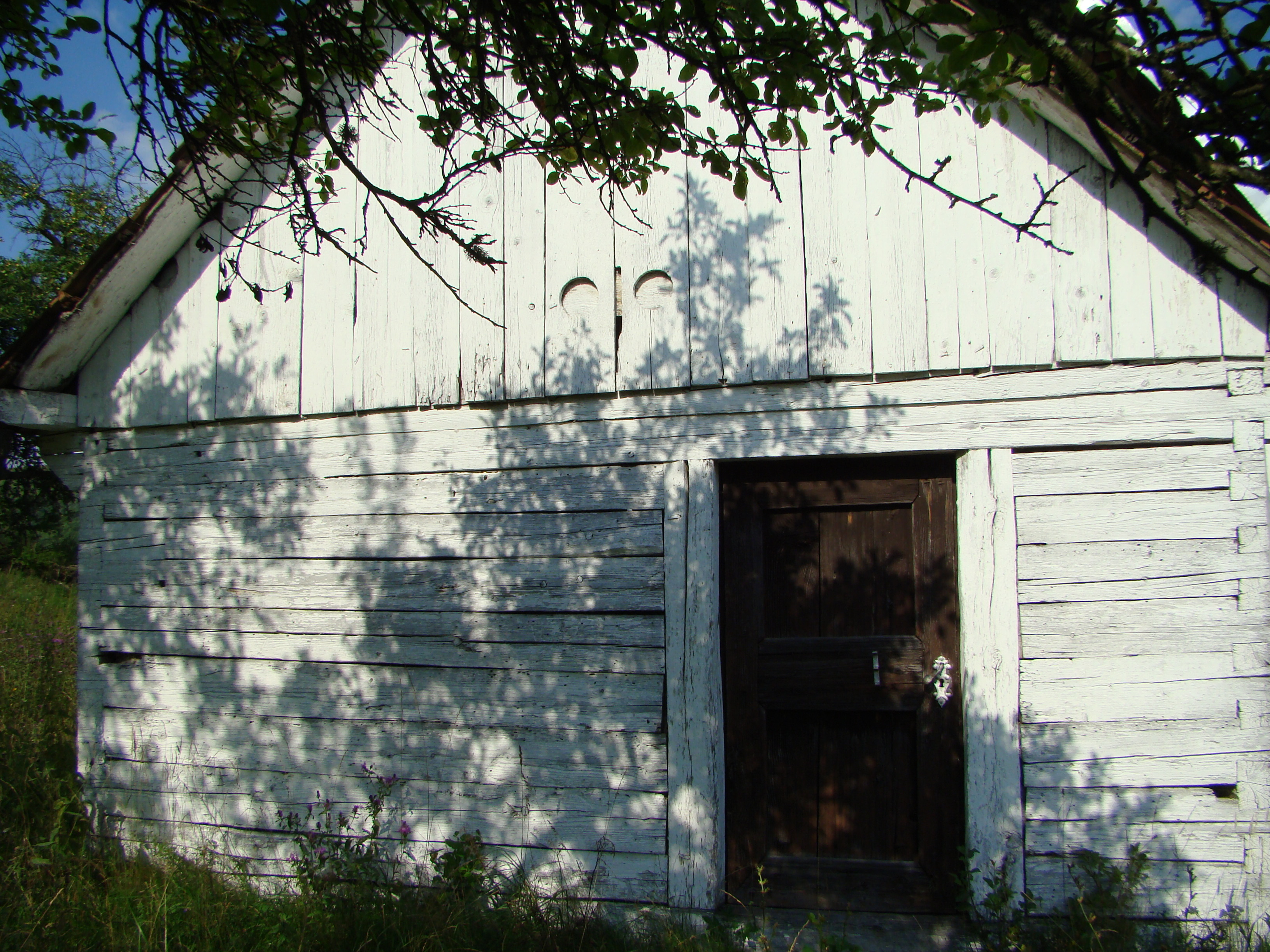
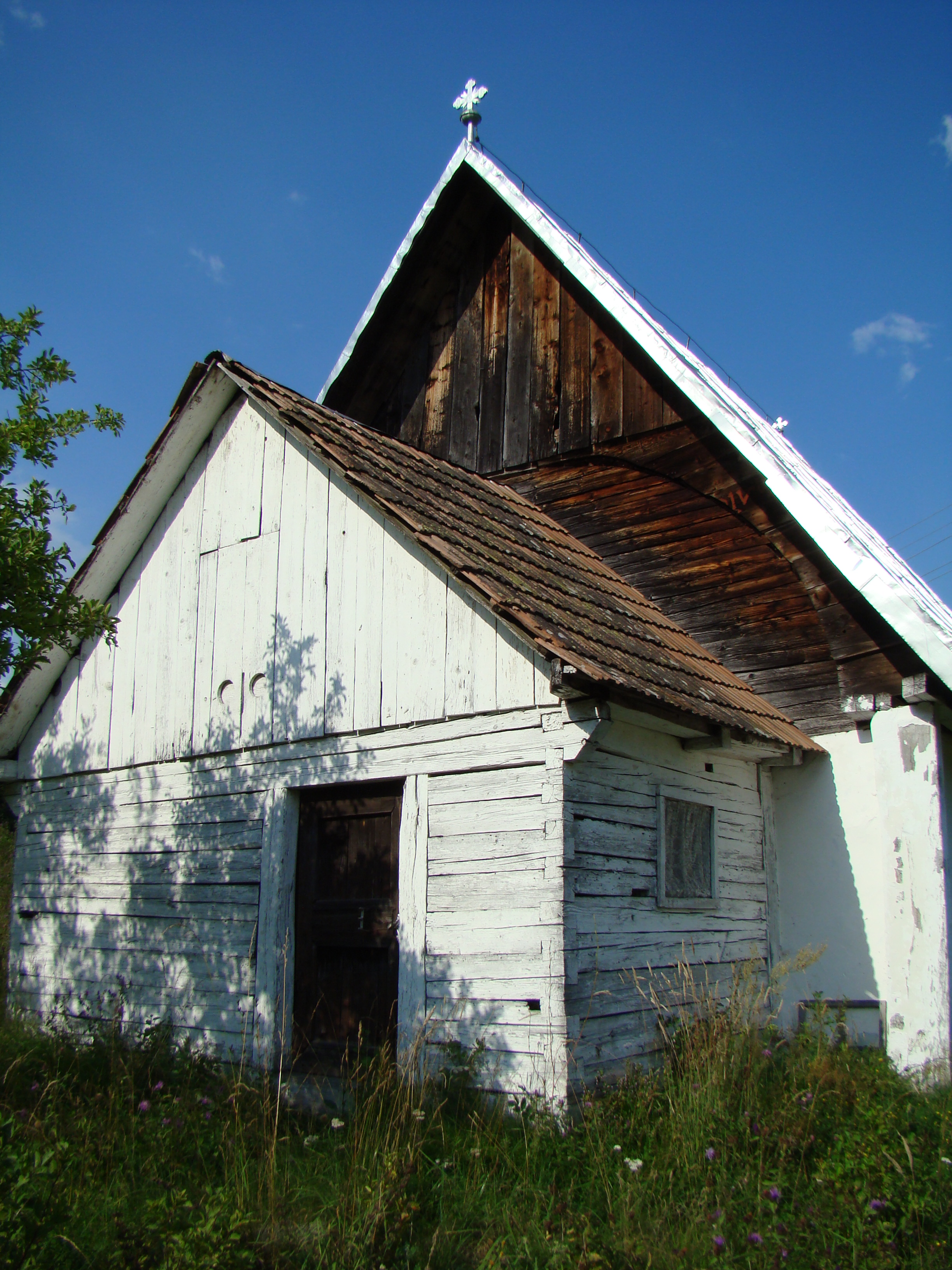
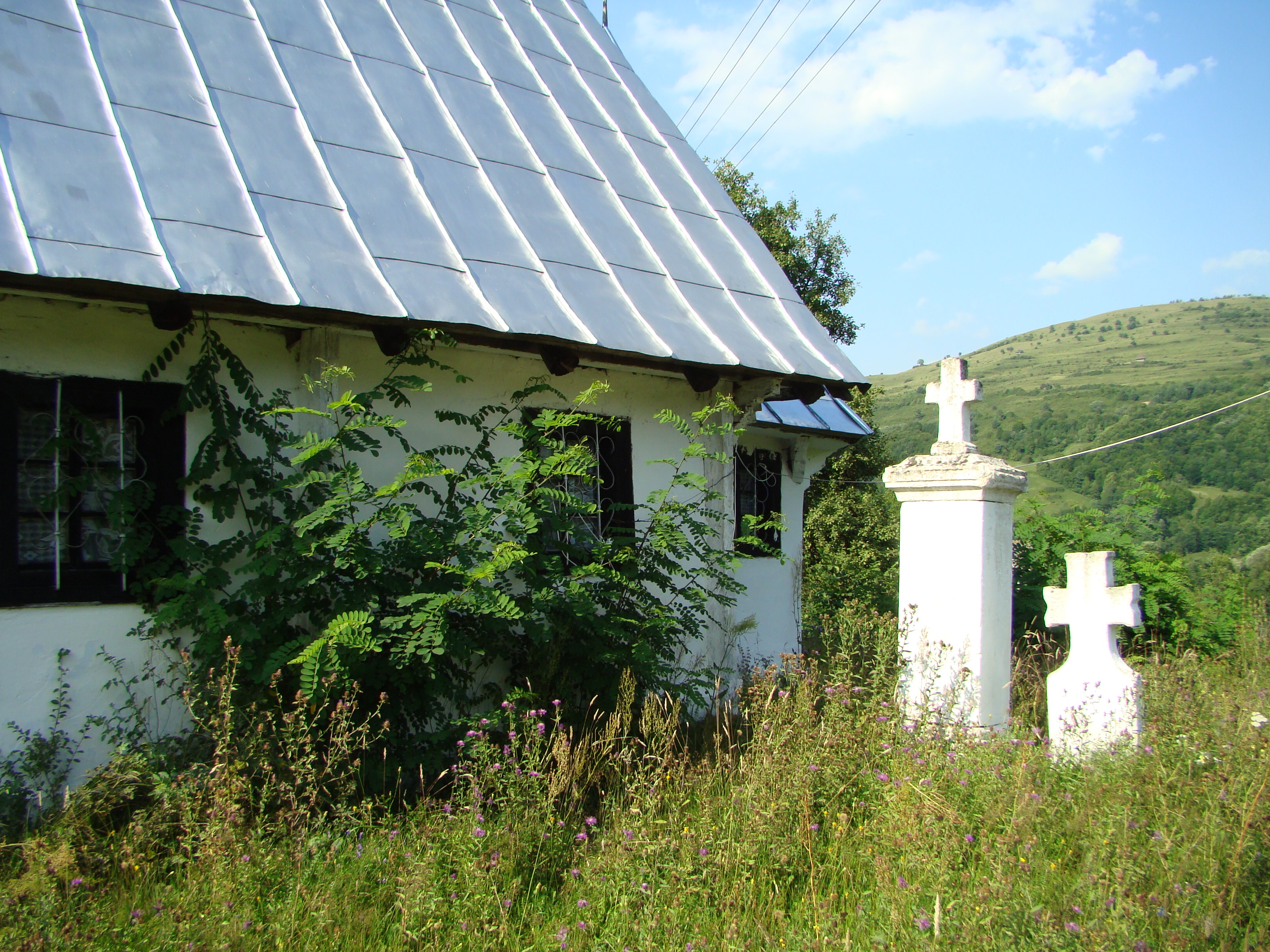
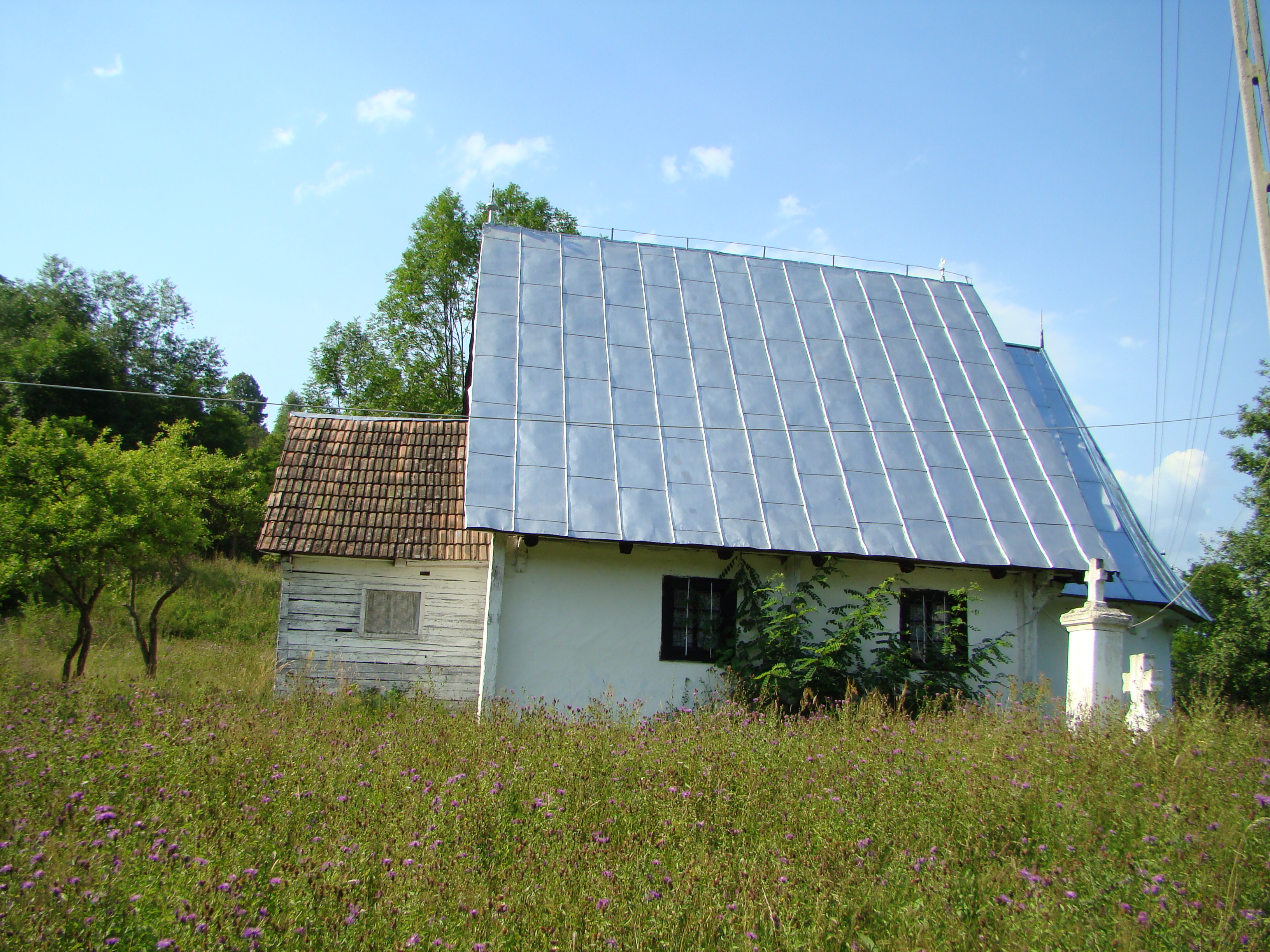
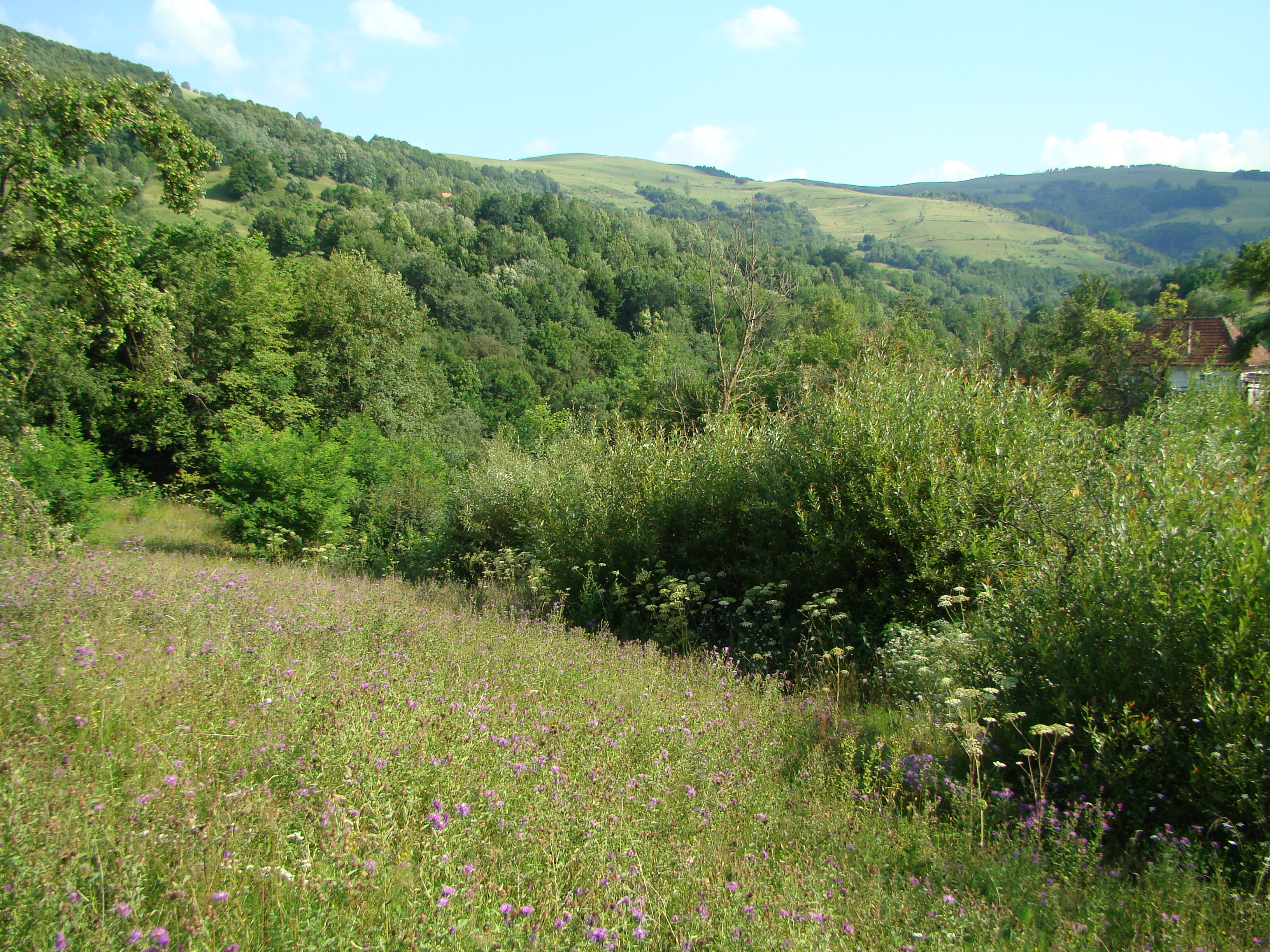
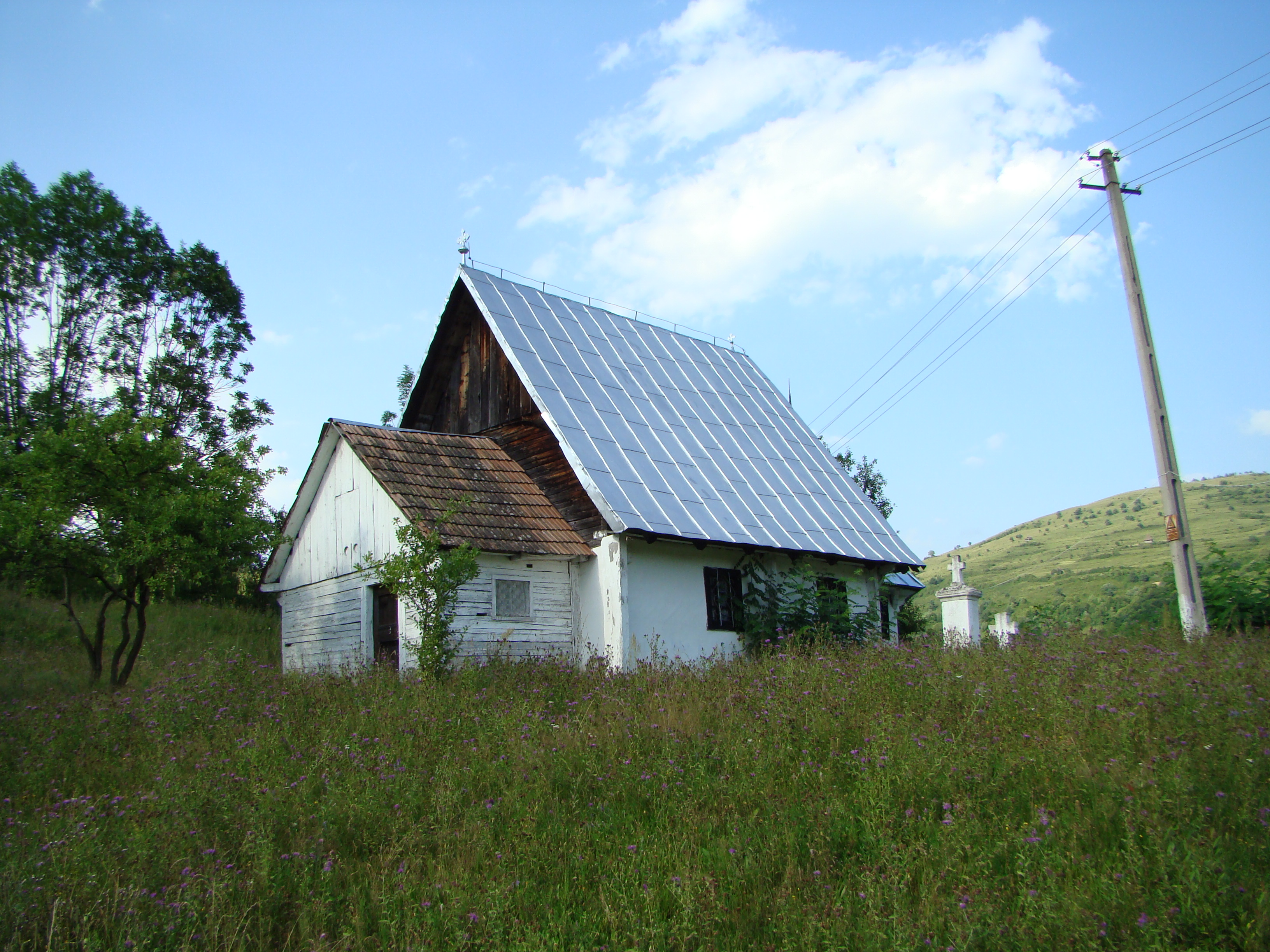
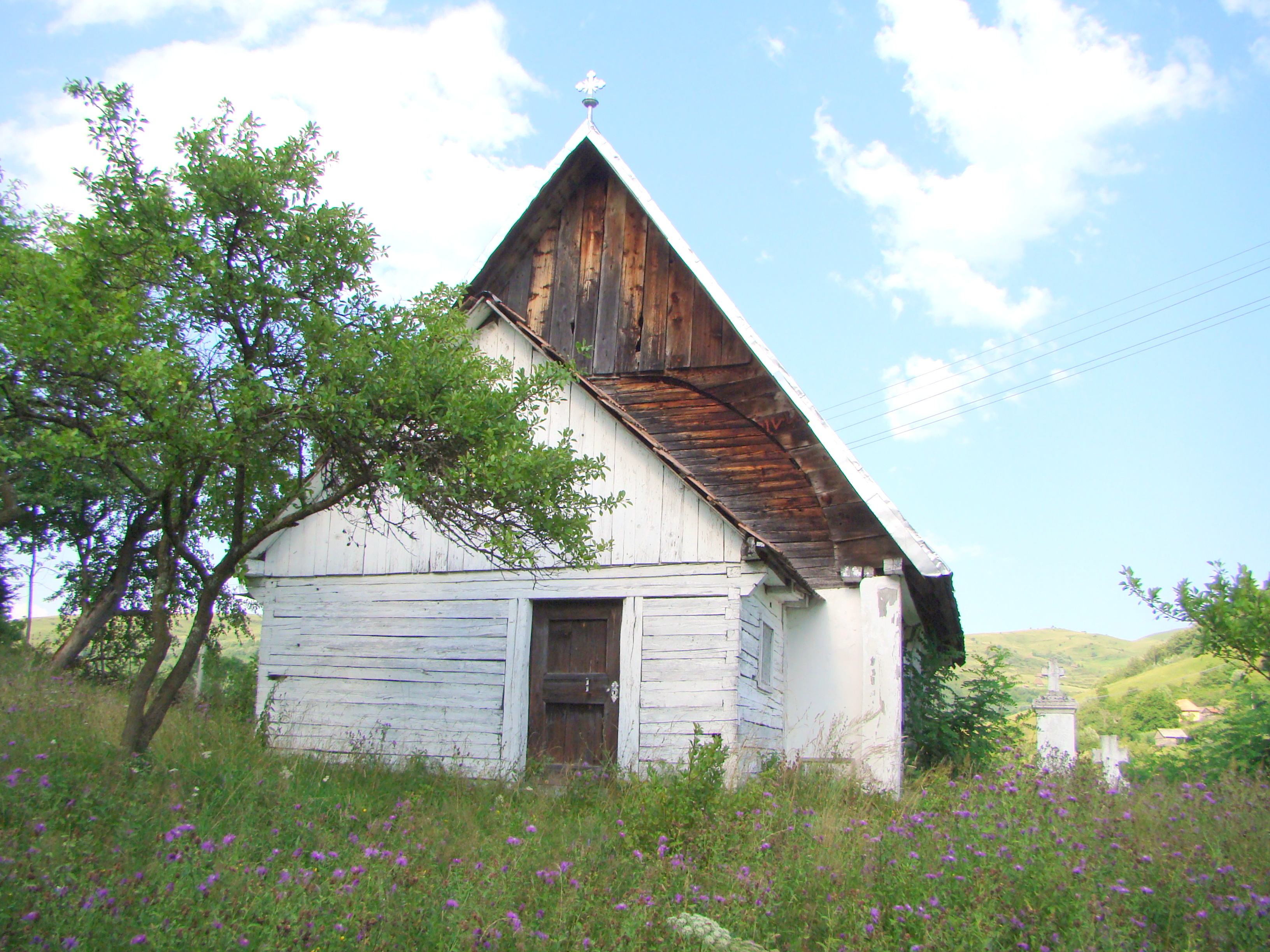
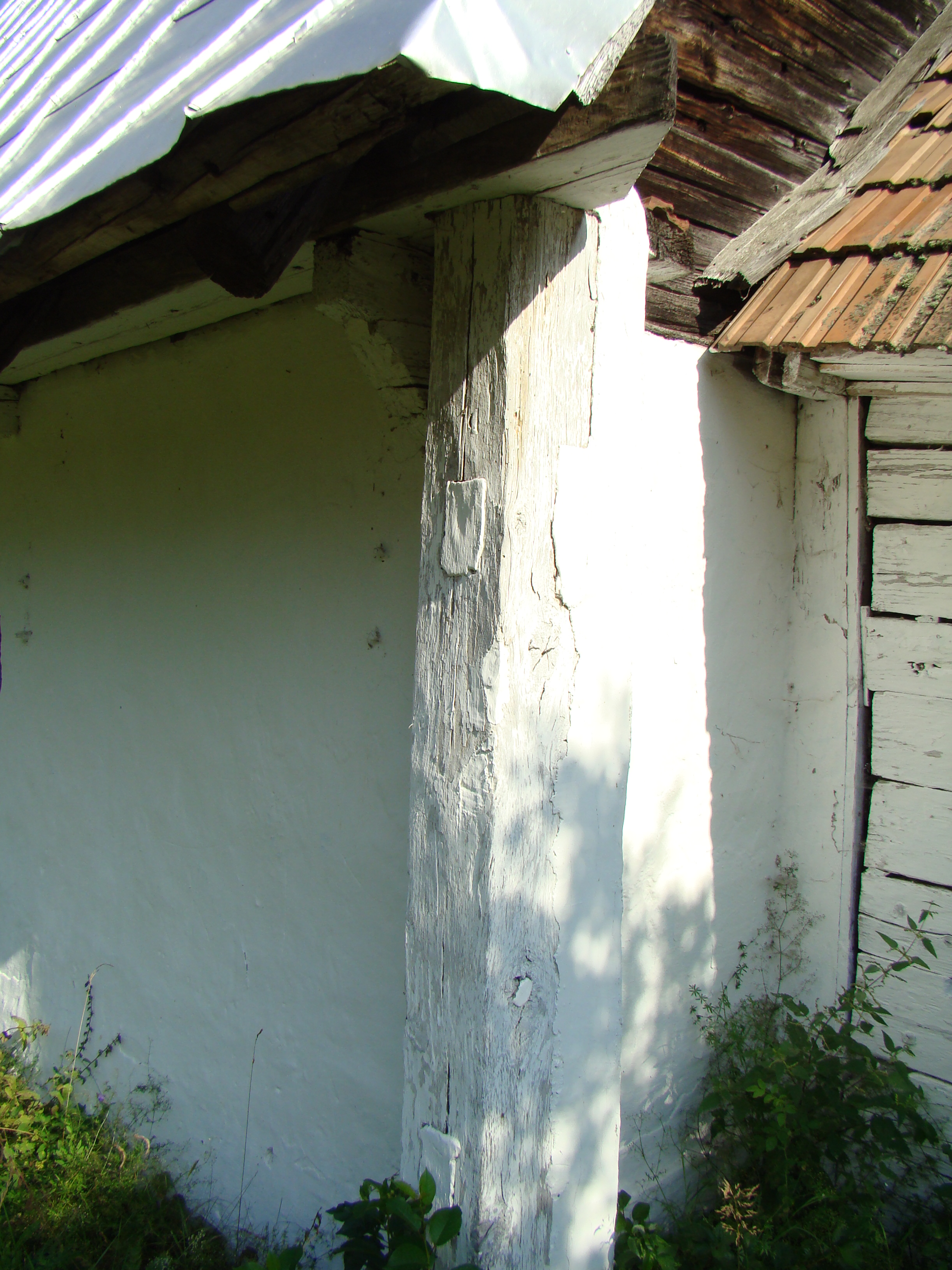
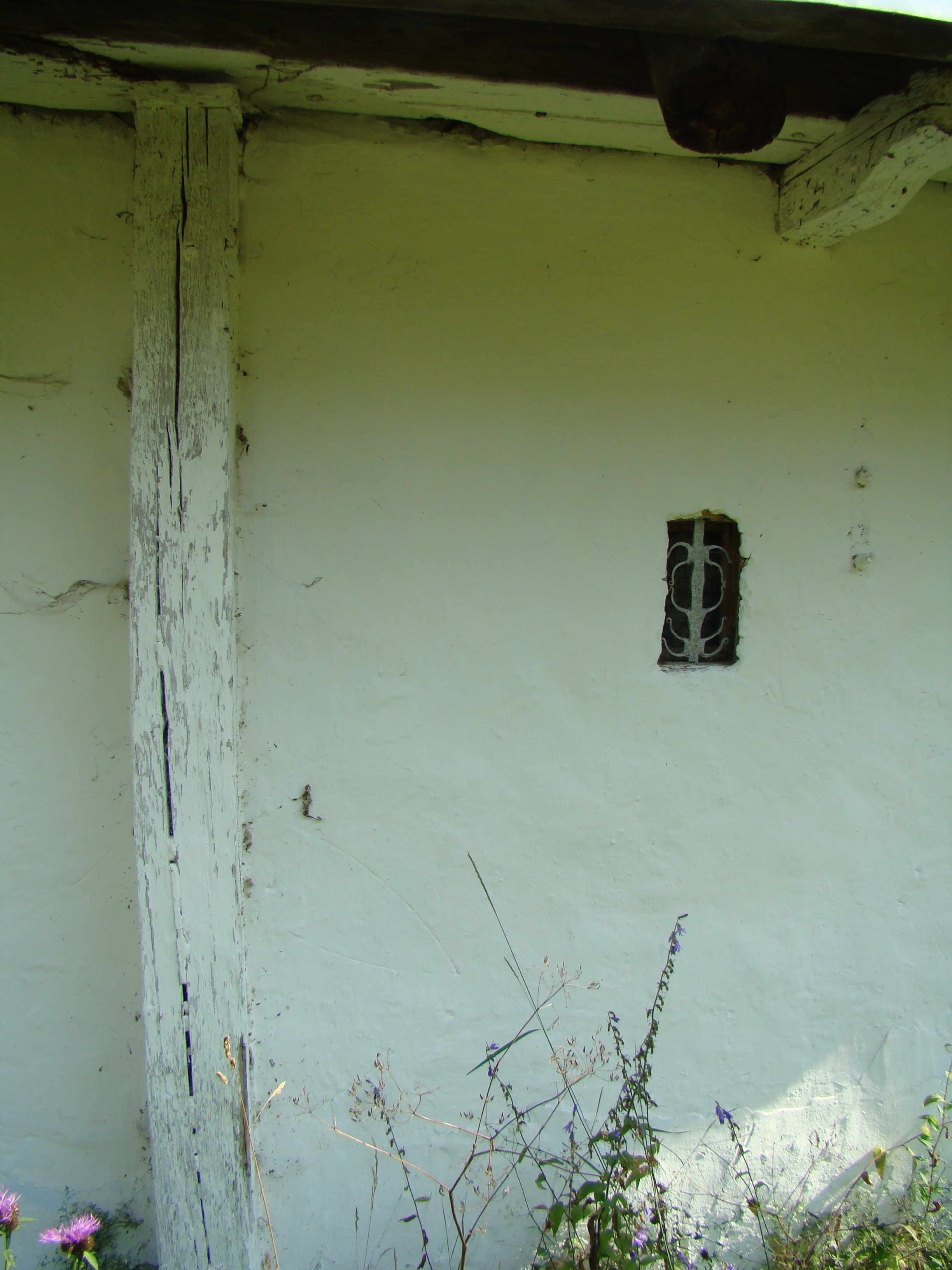
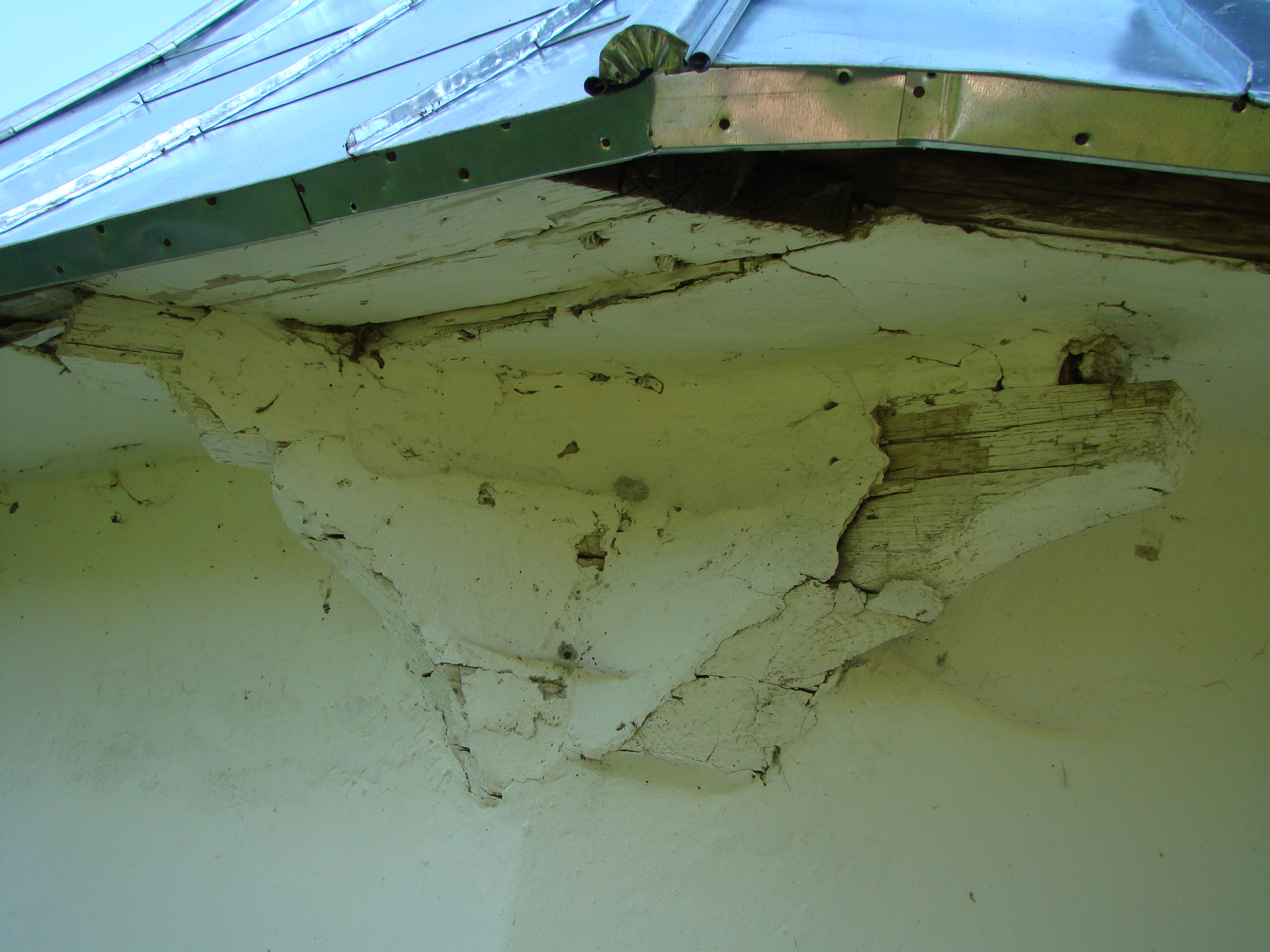
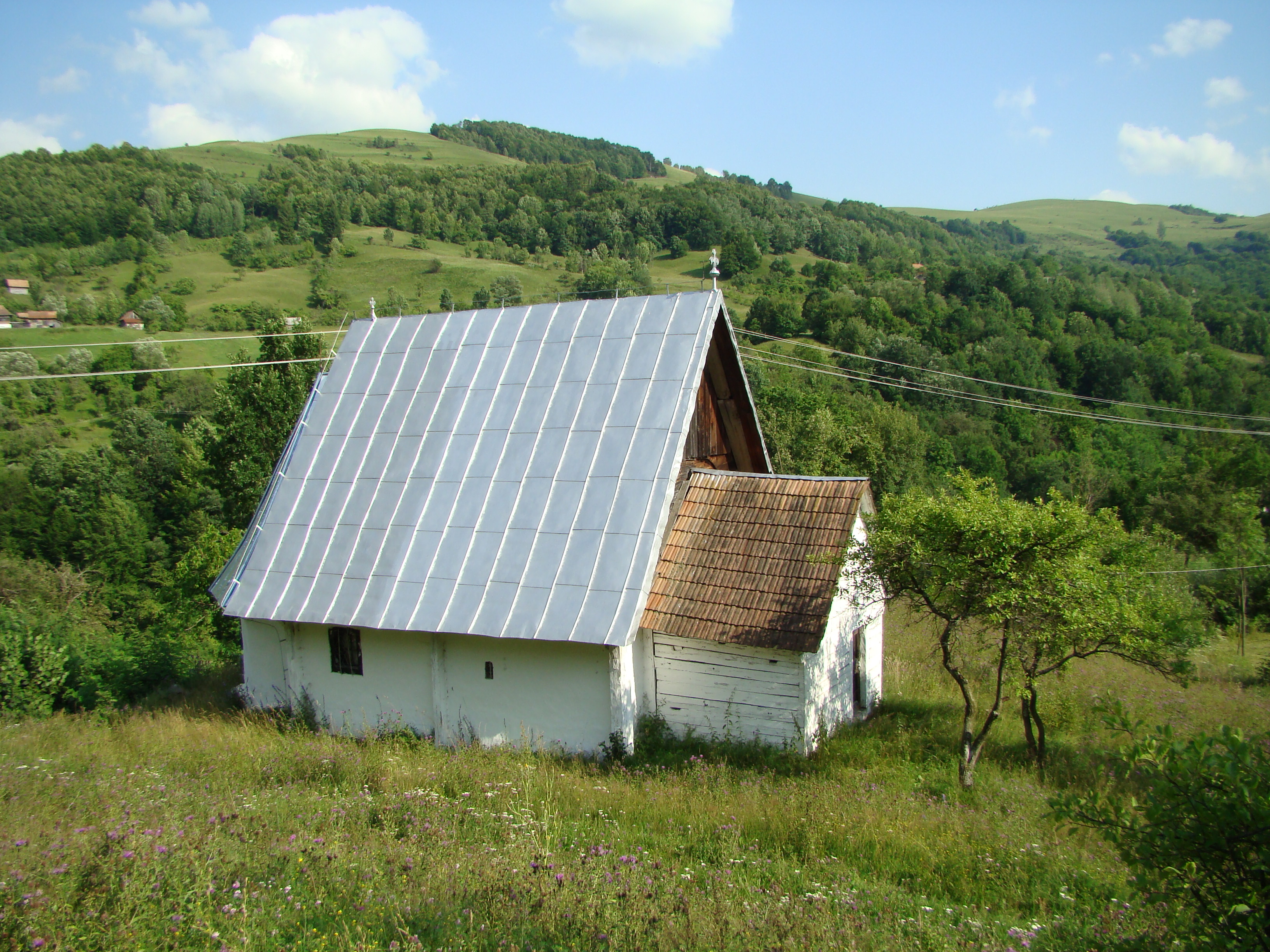
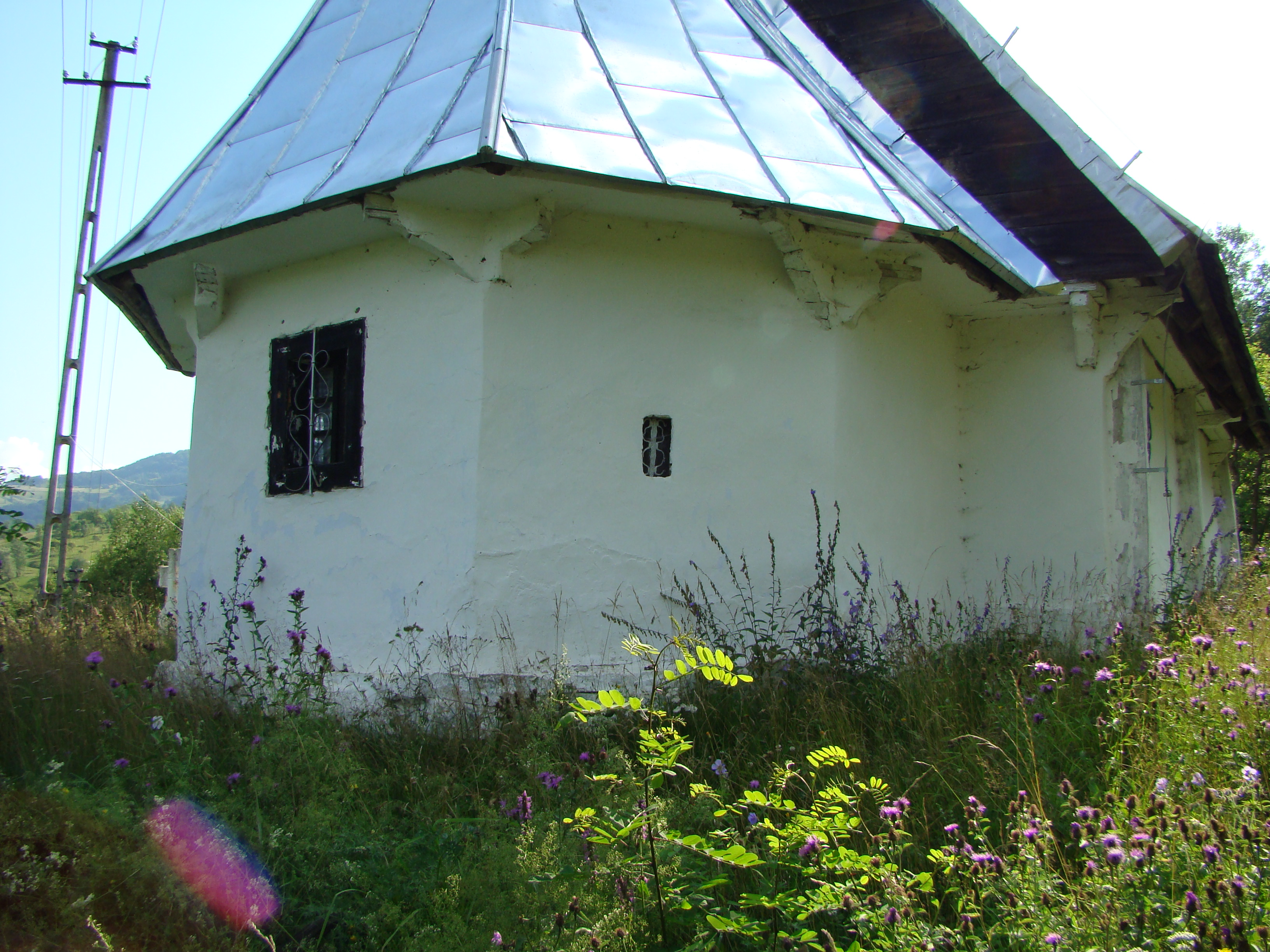
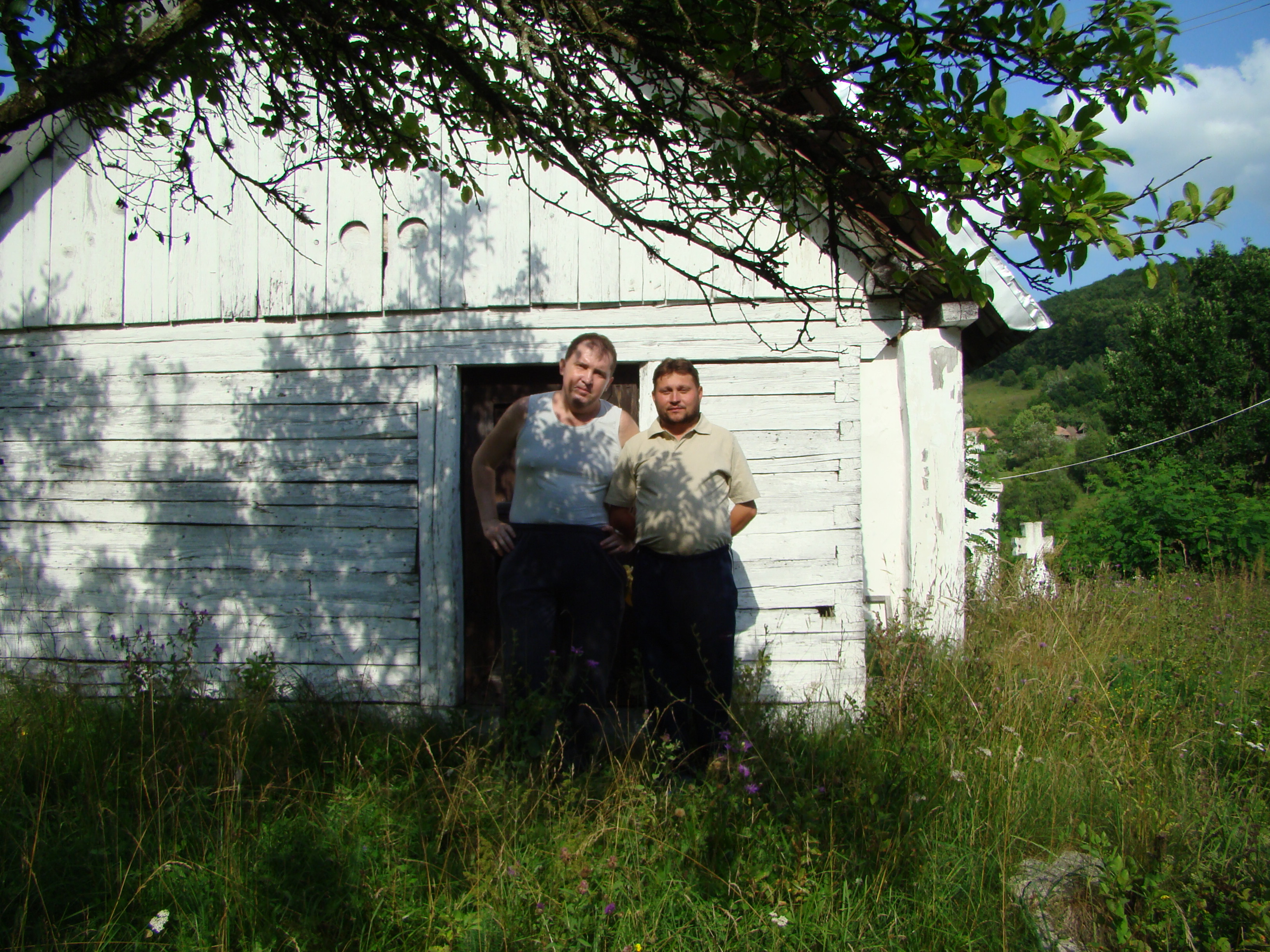
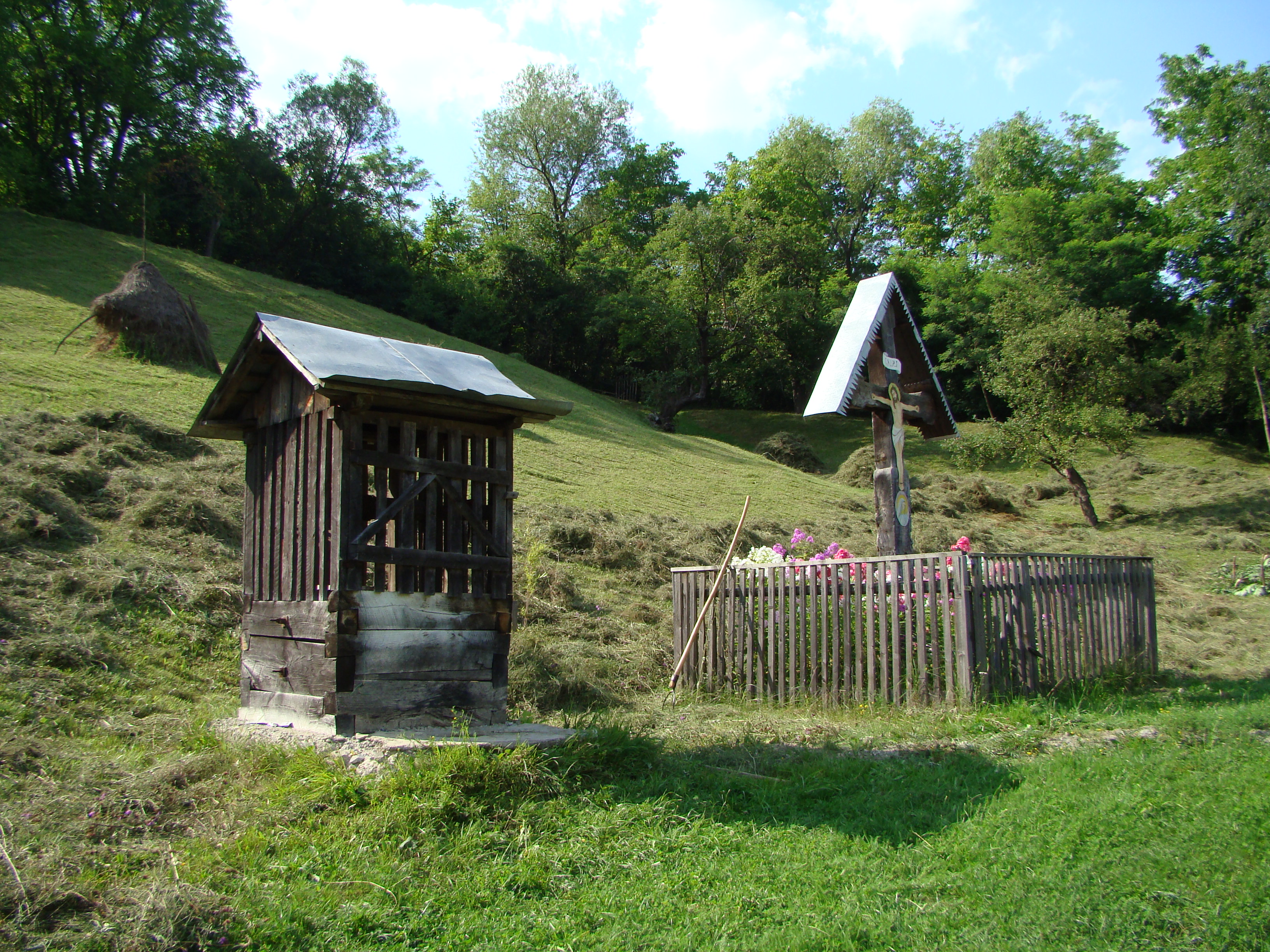
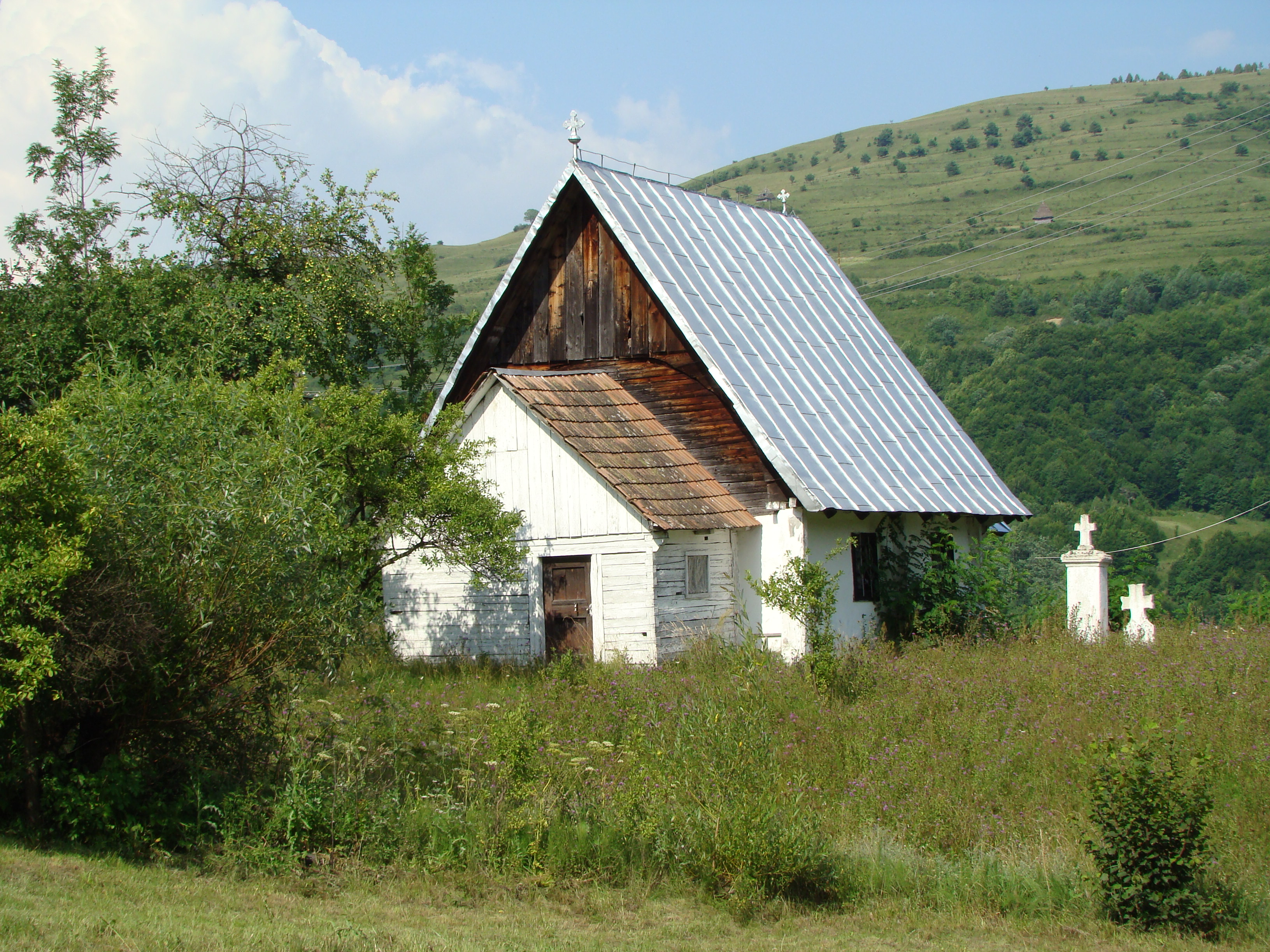
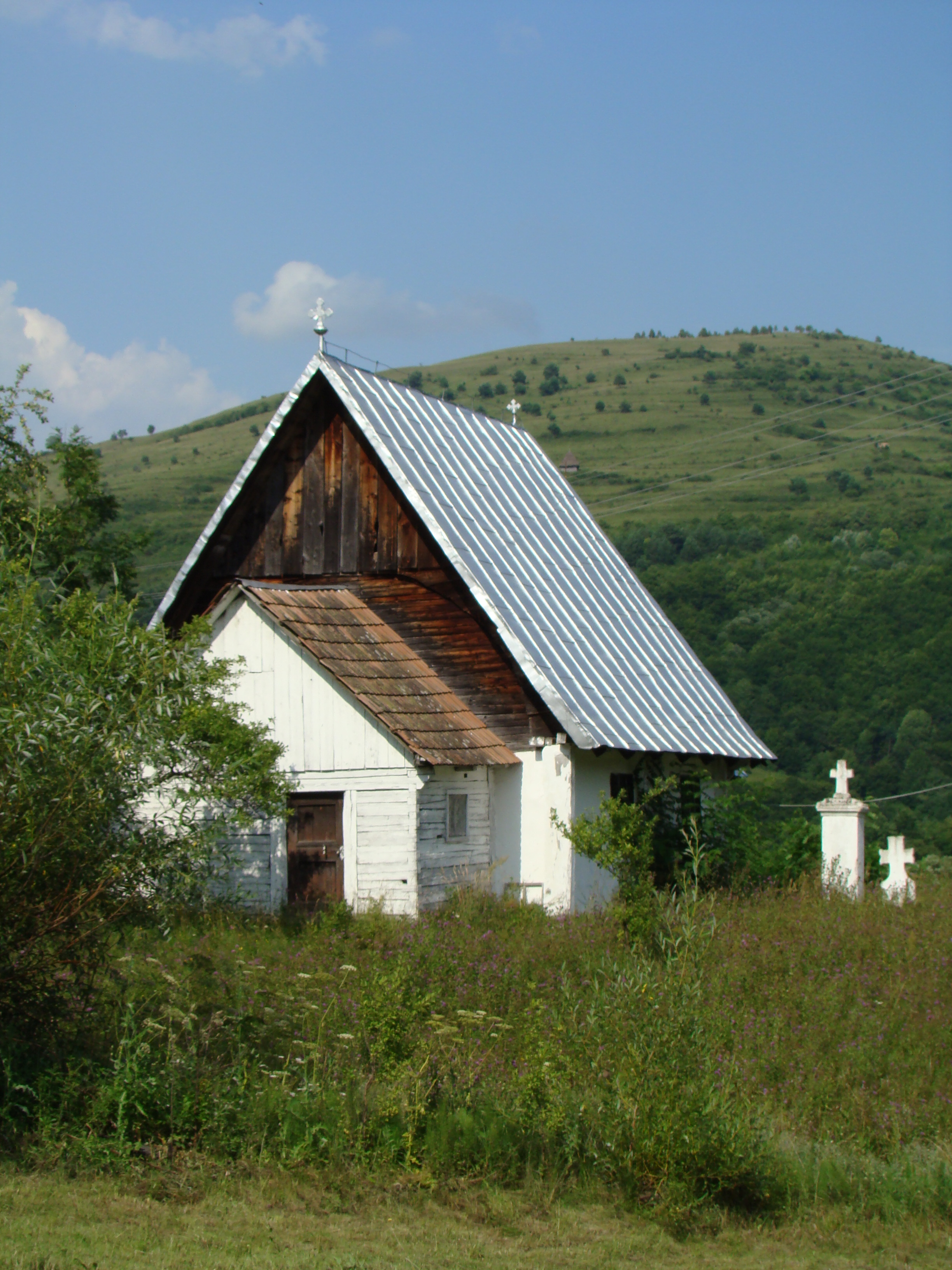

## Imagini din interior

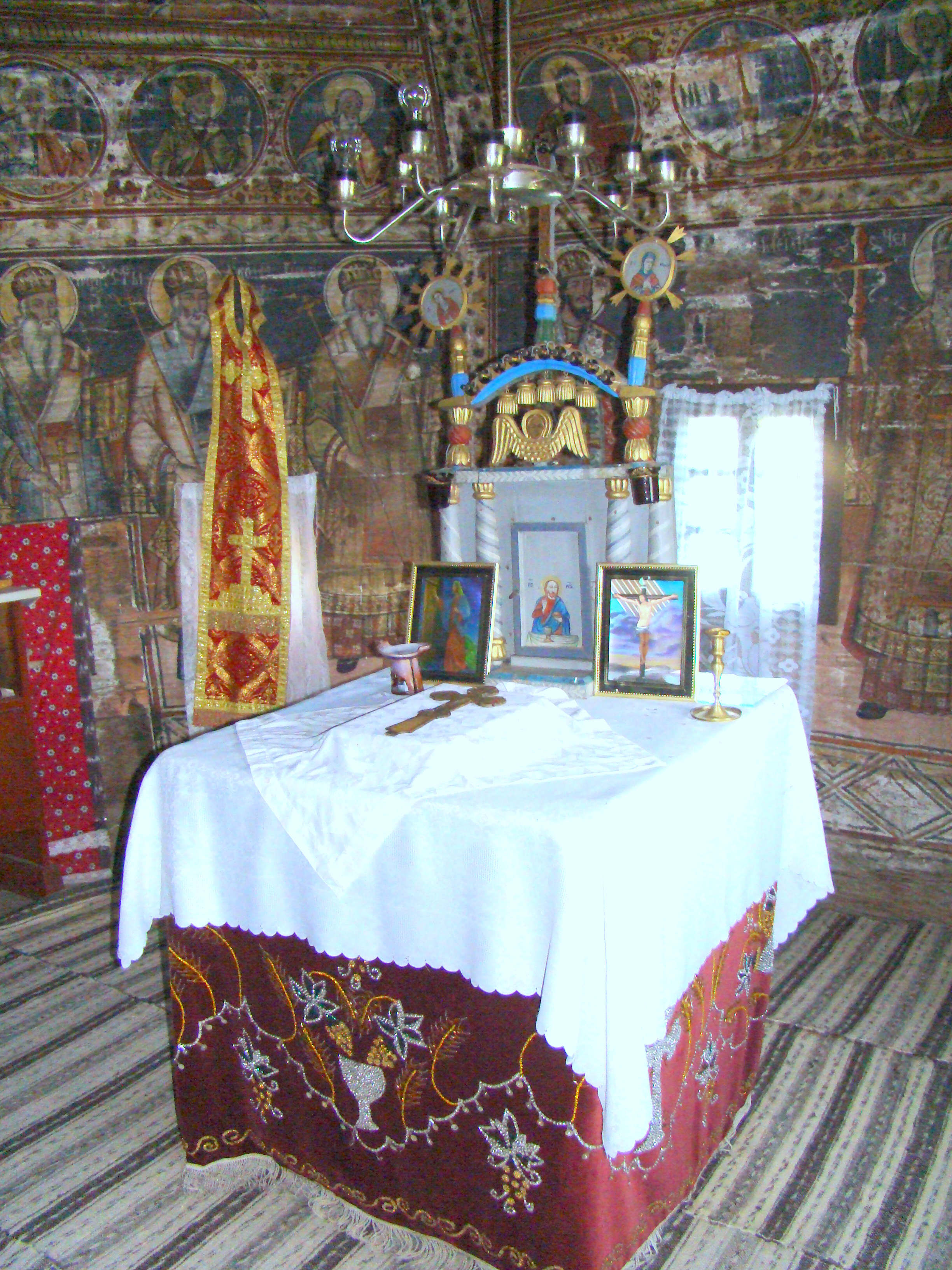
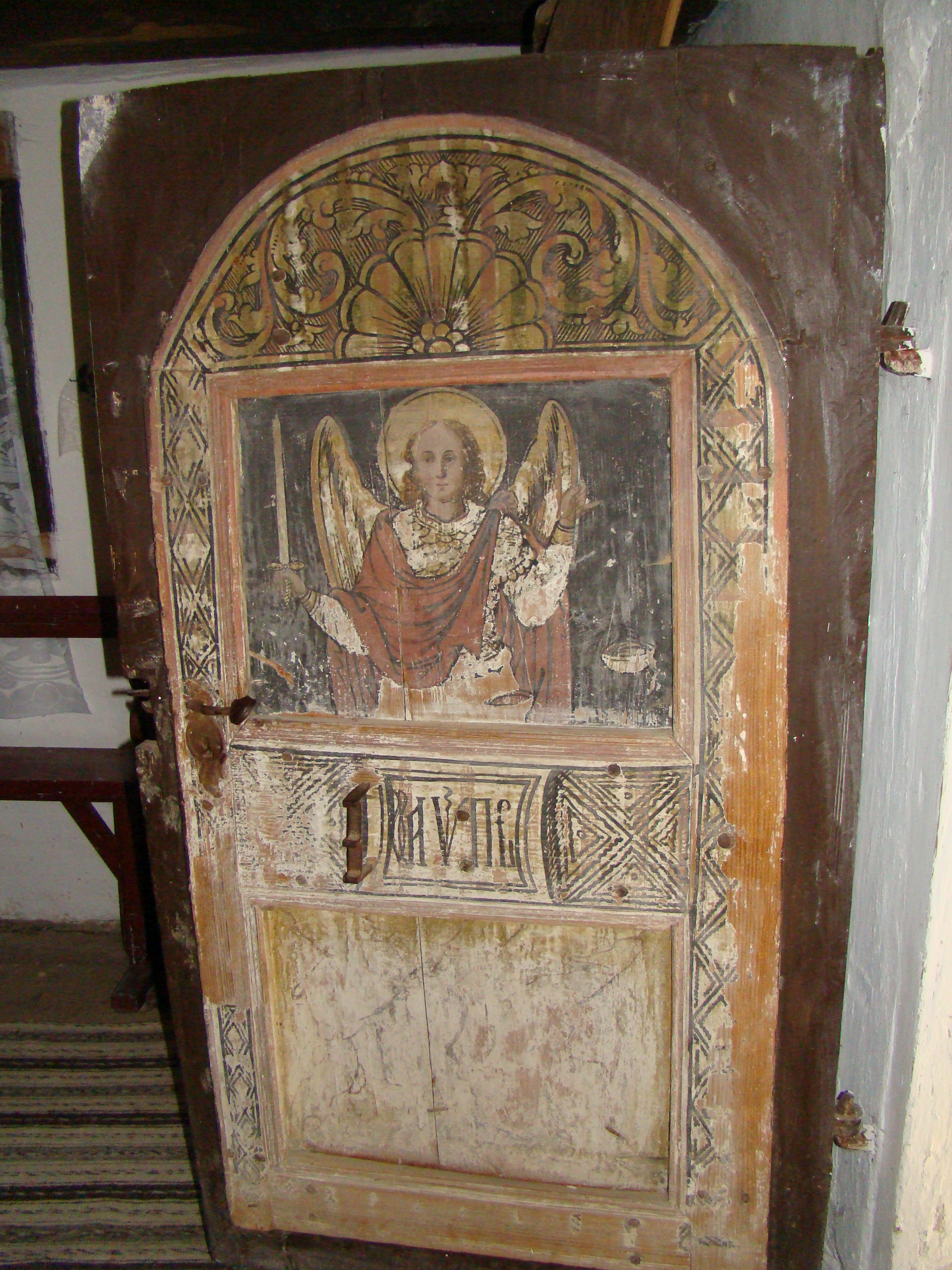
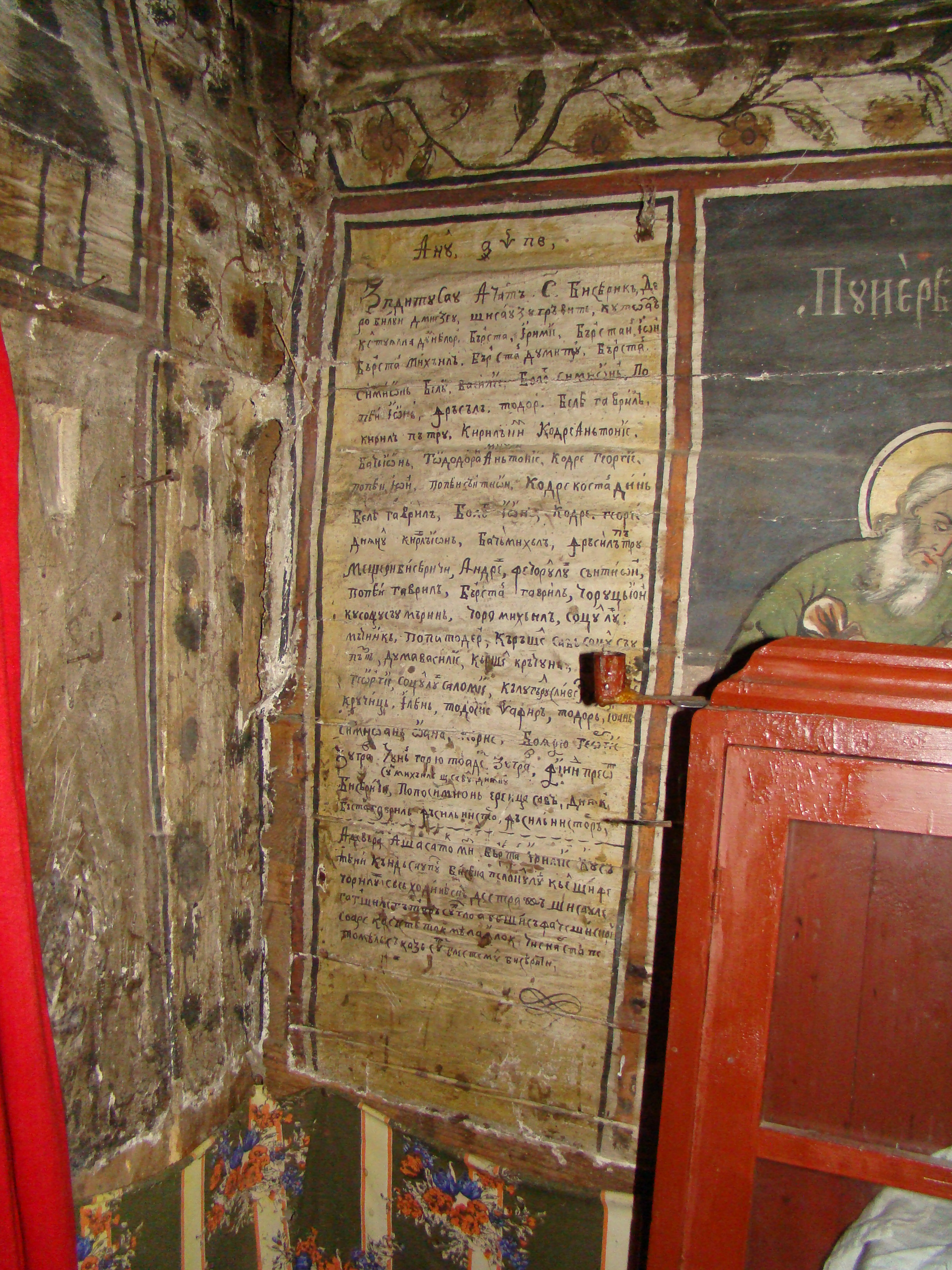
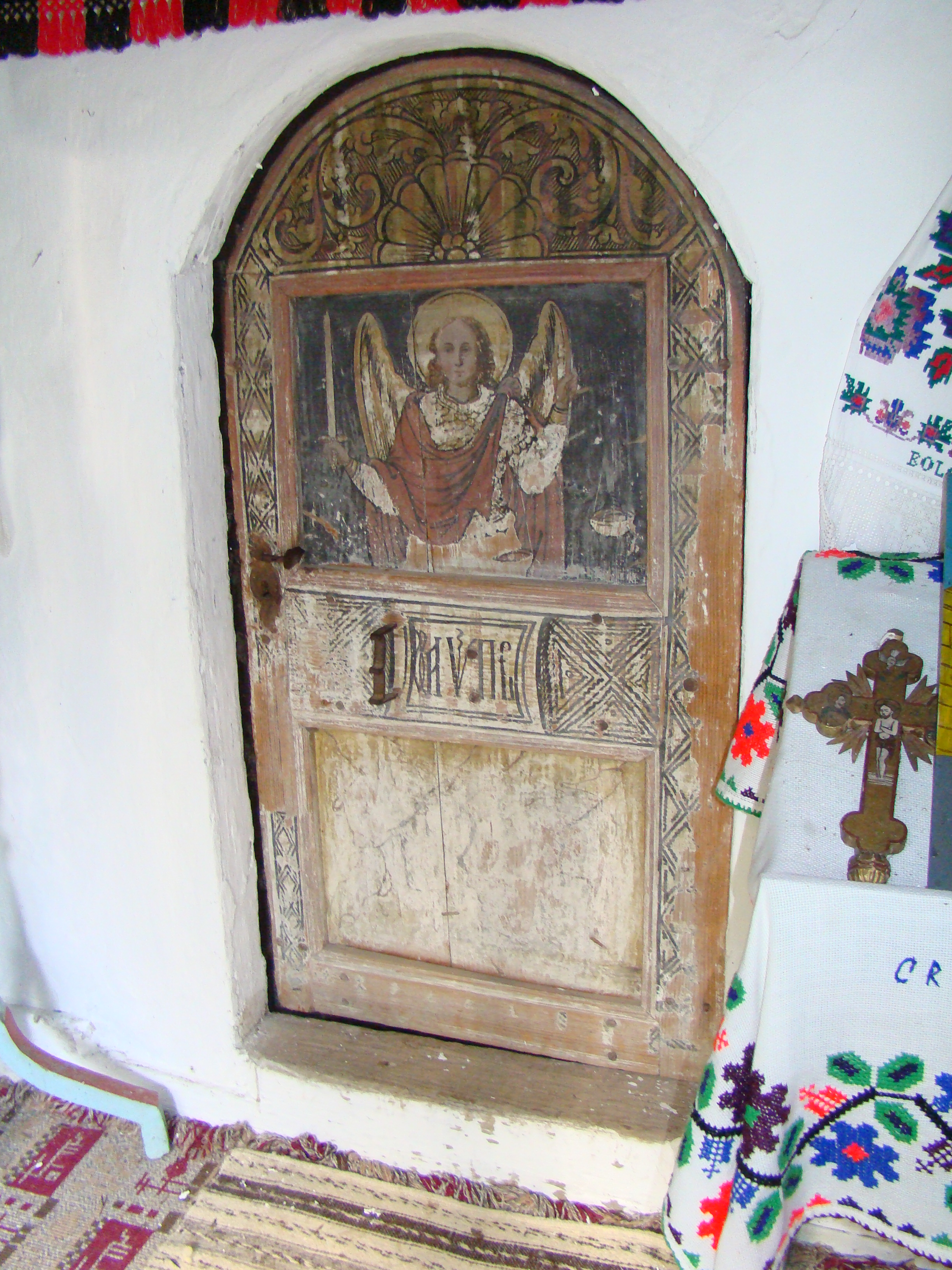
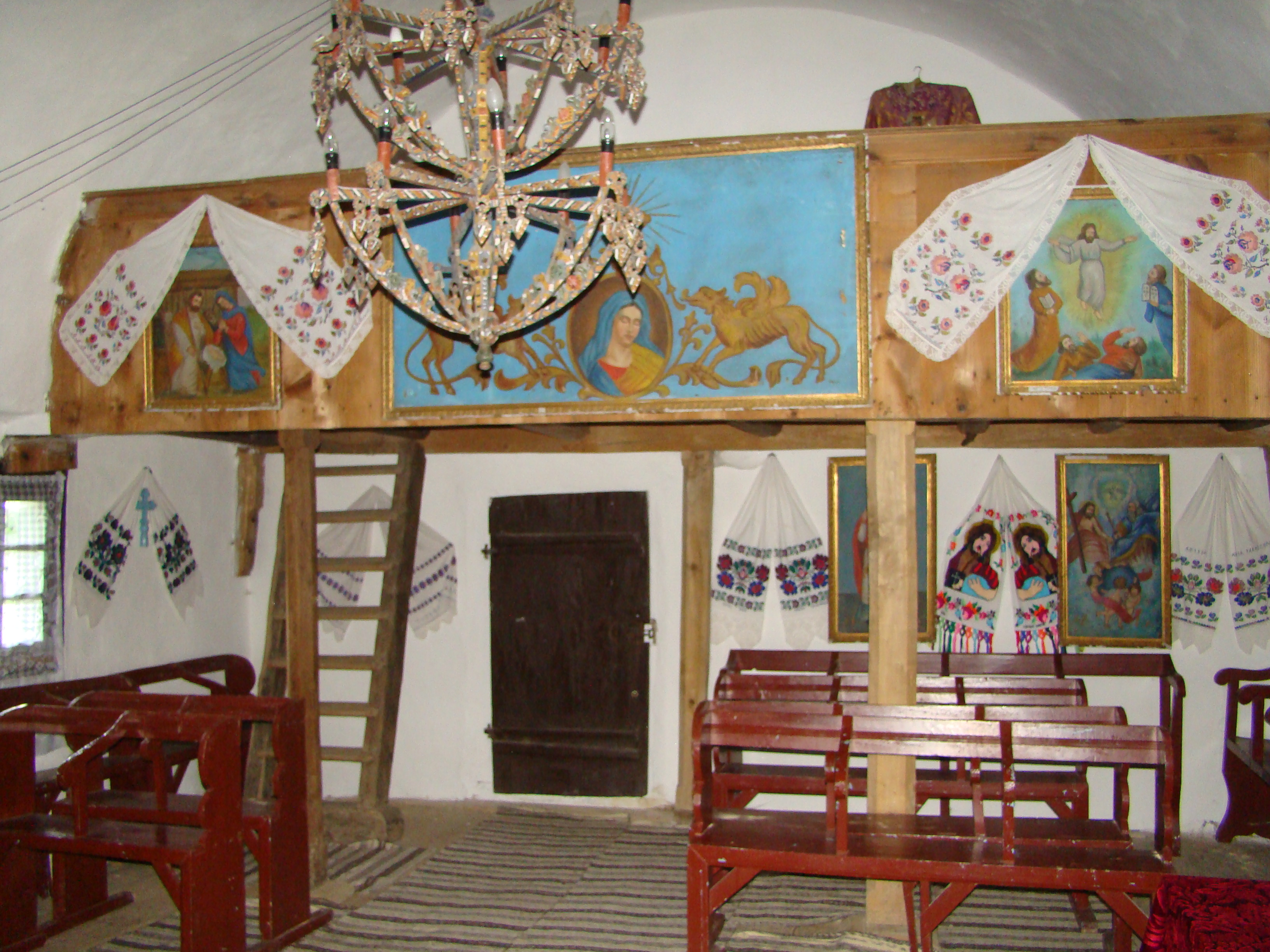
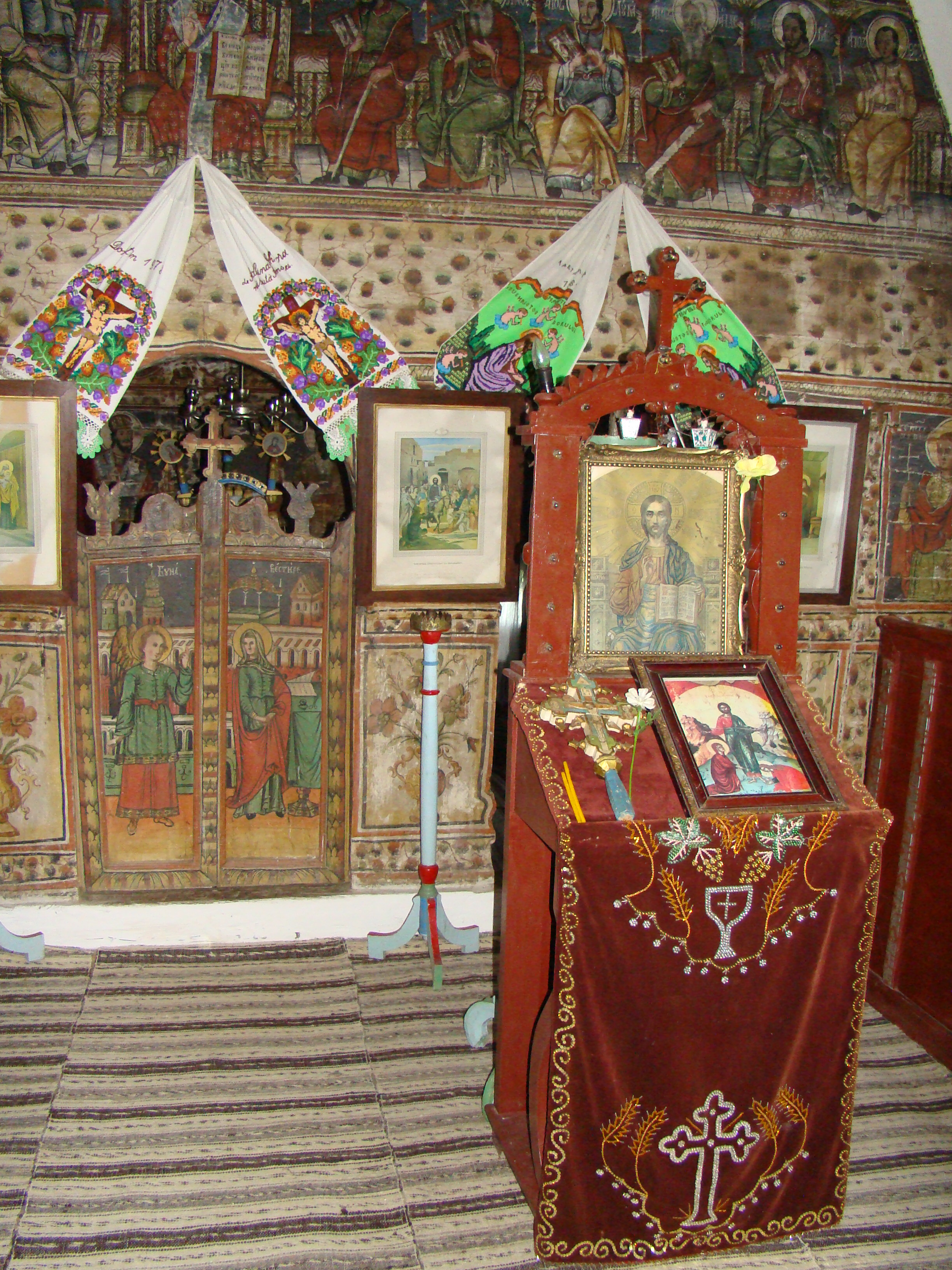
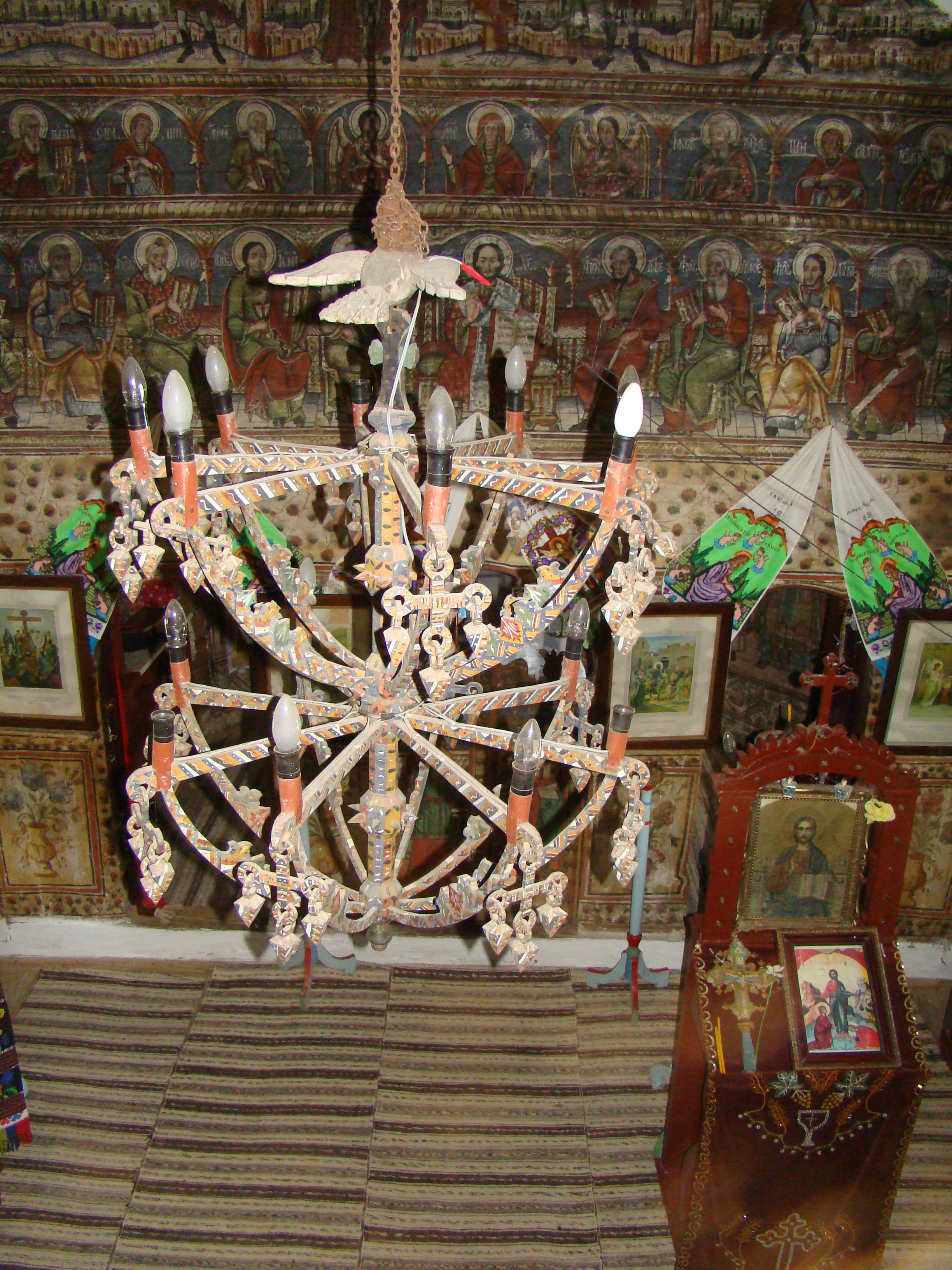
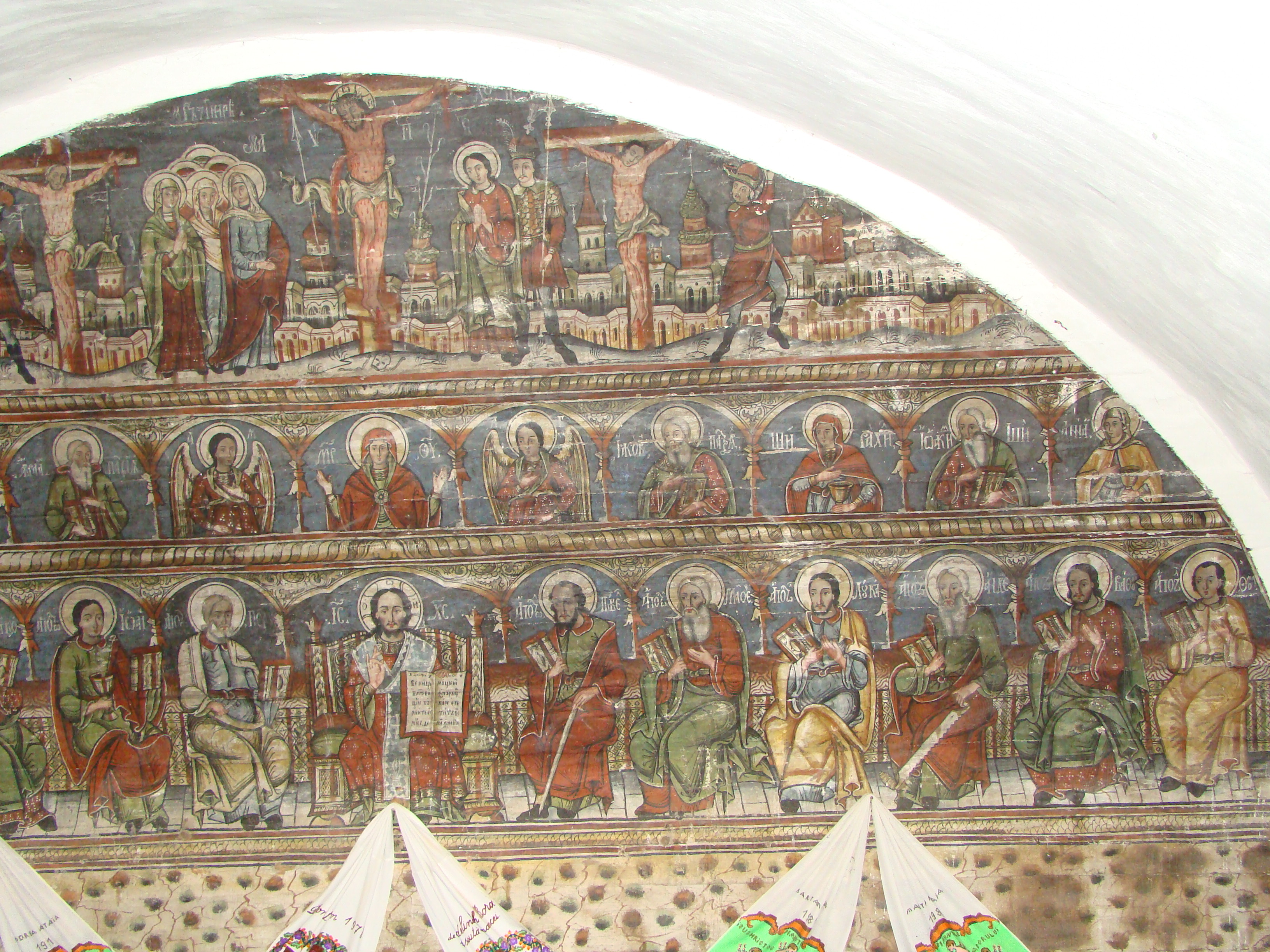
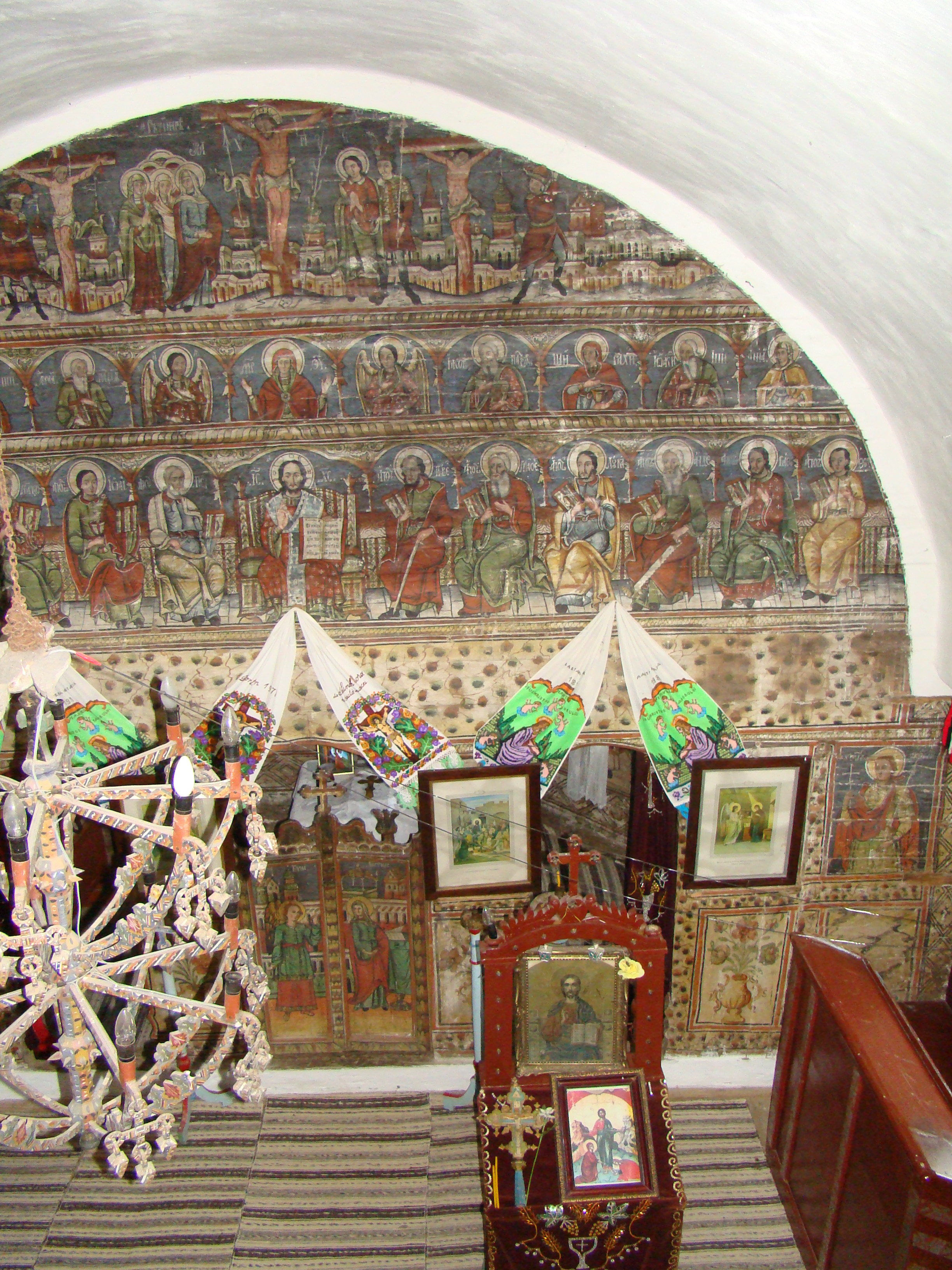
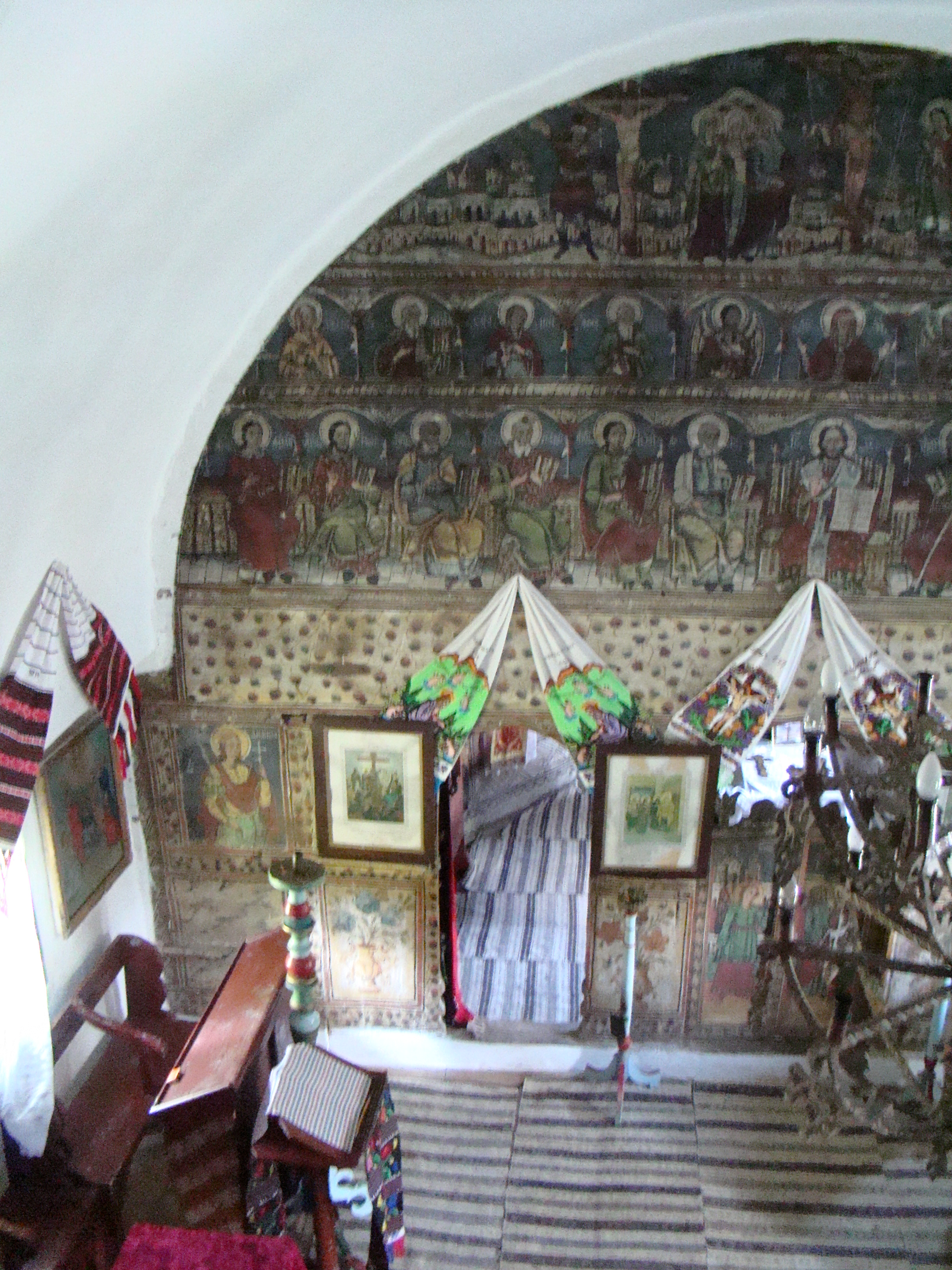
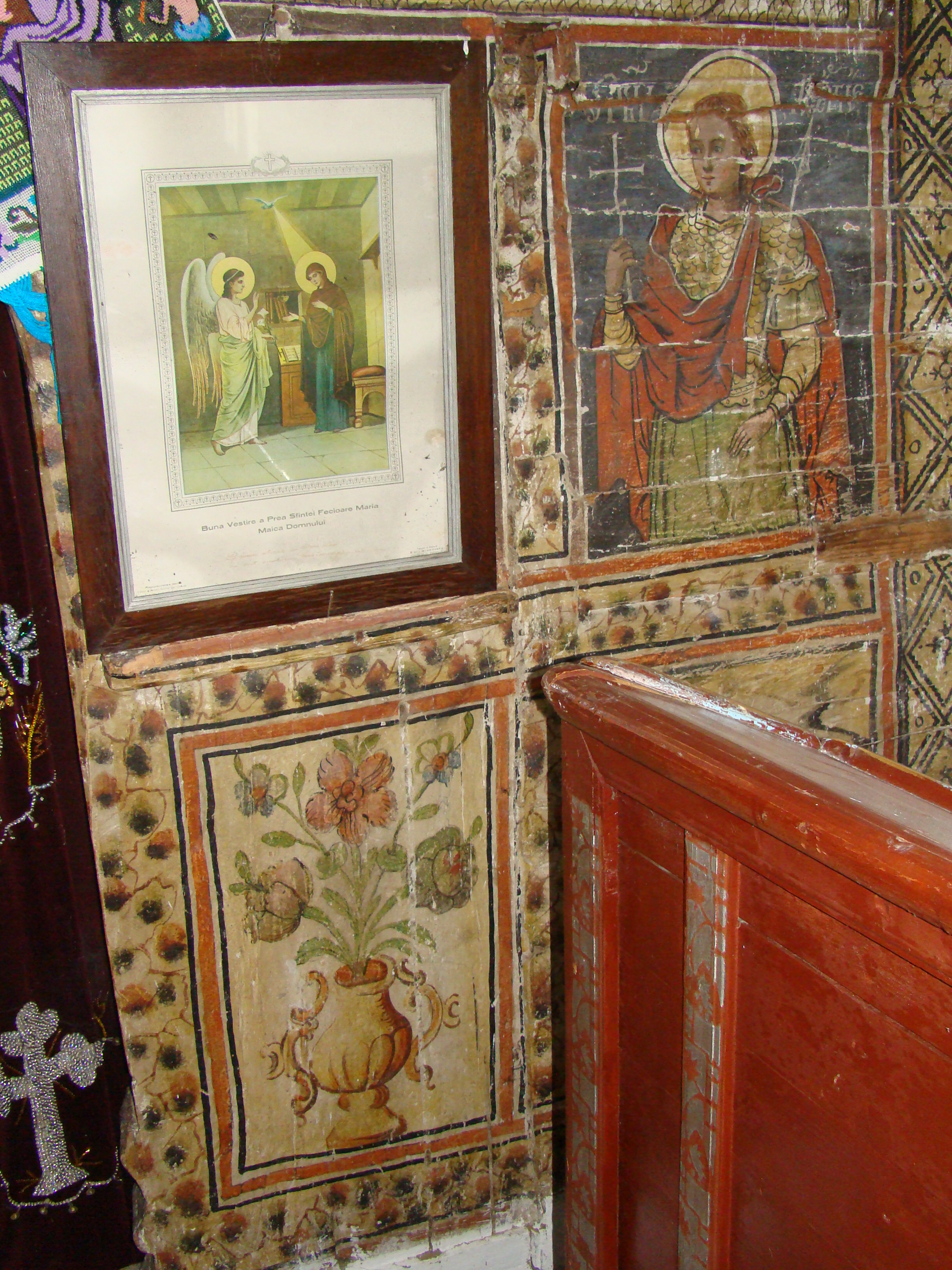
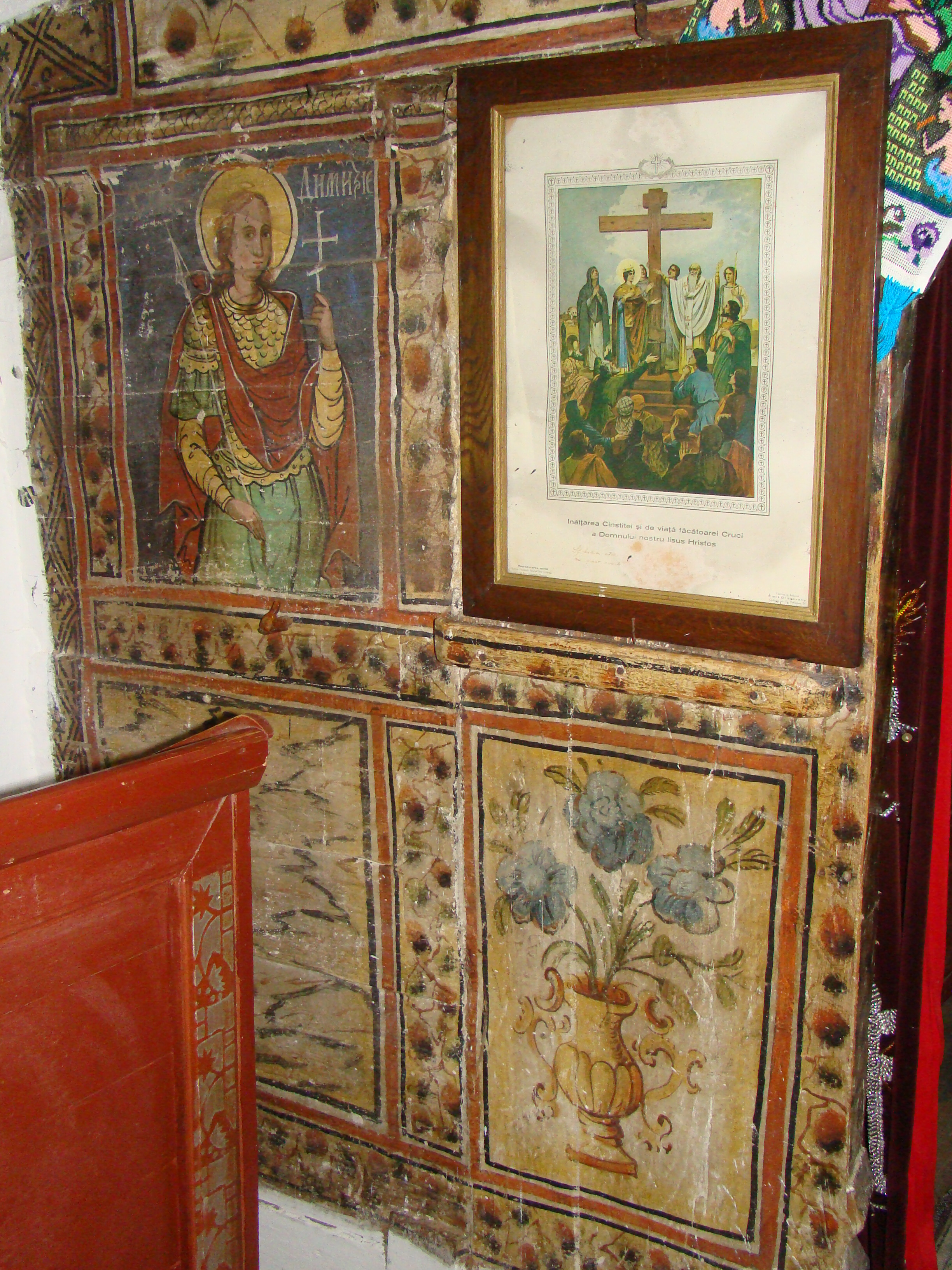
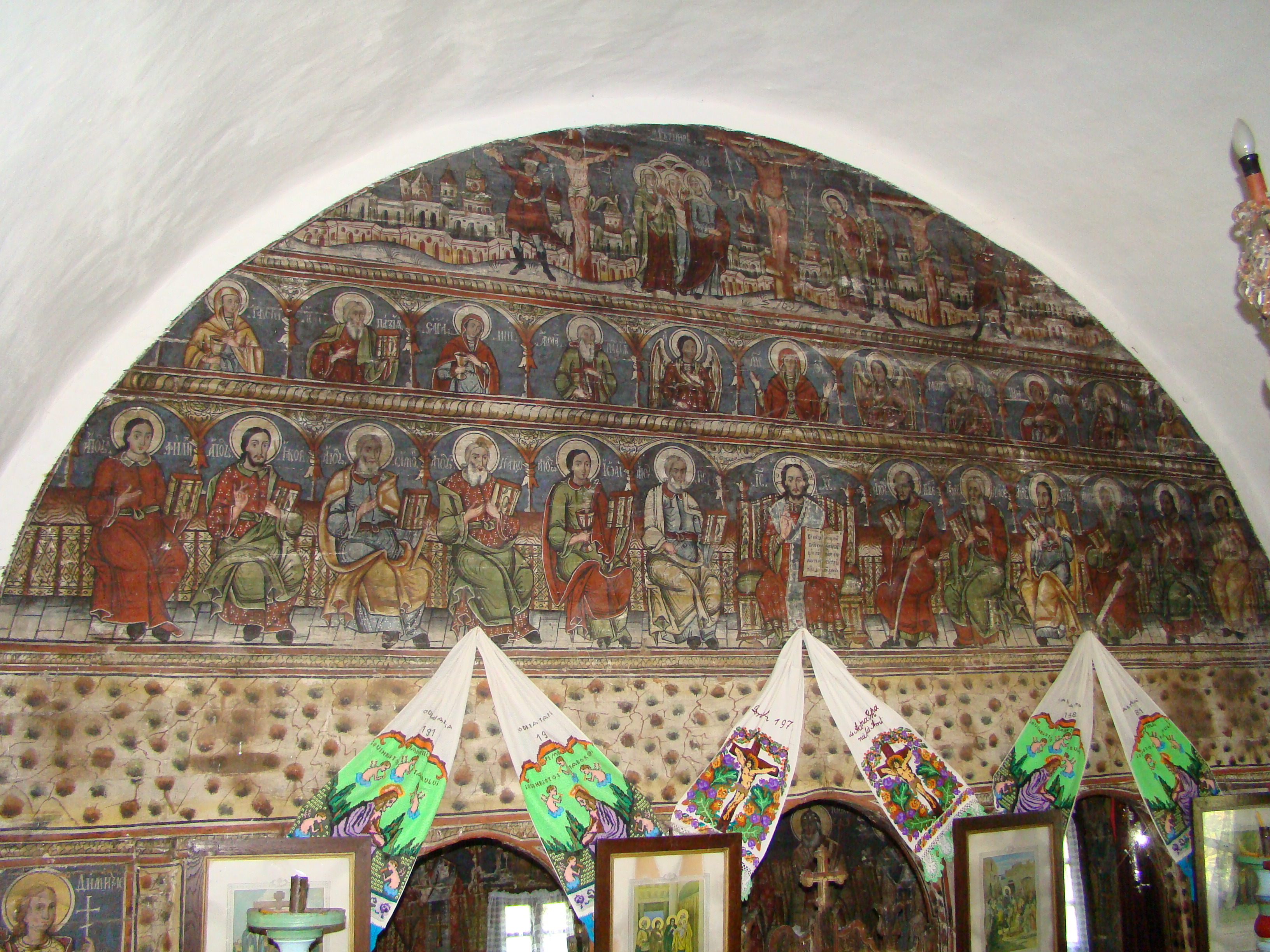
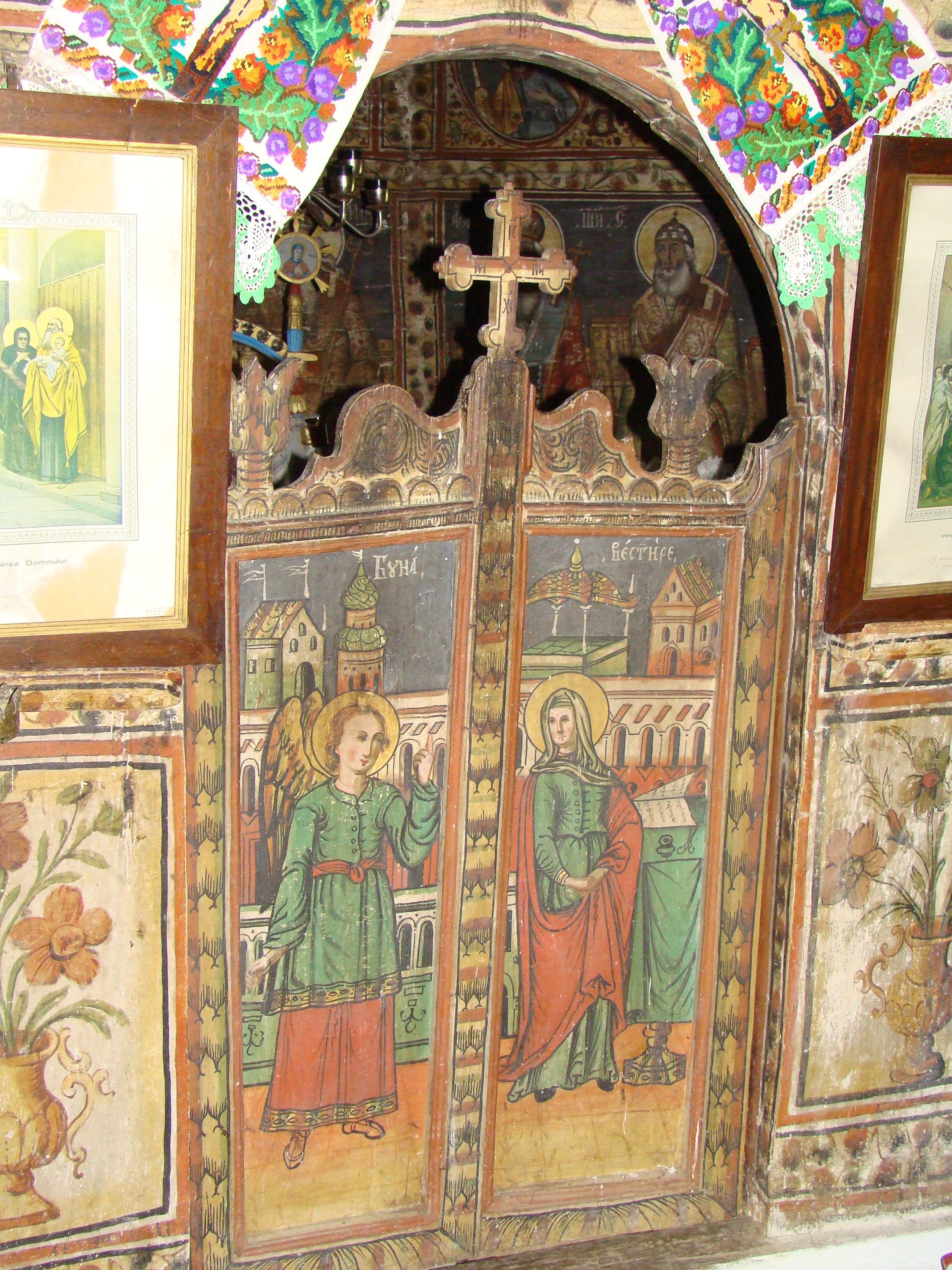

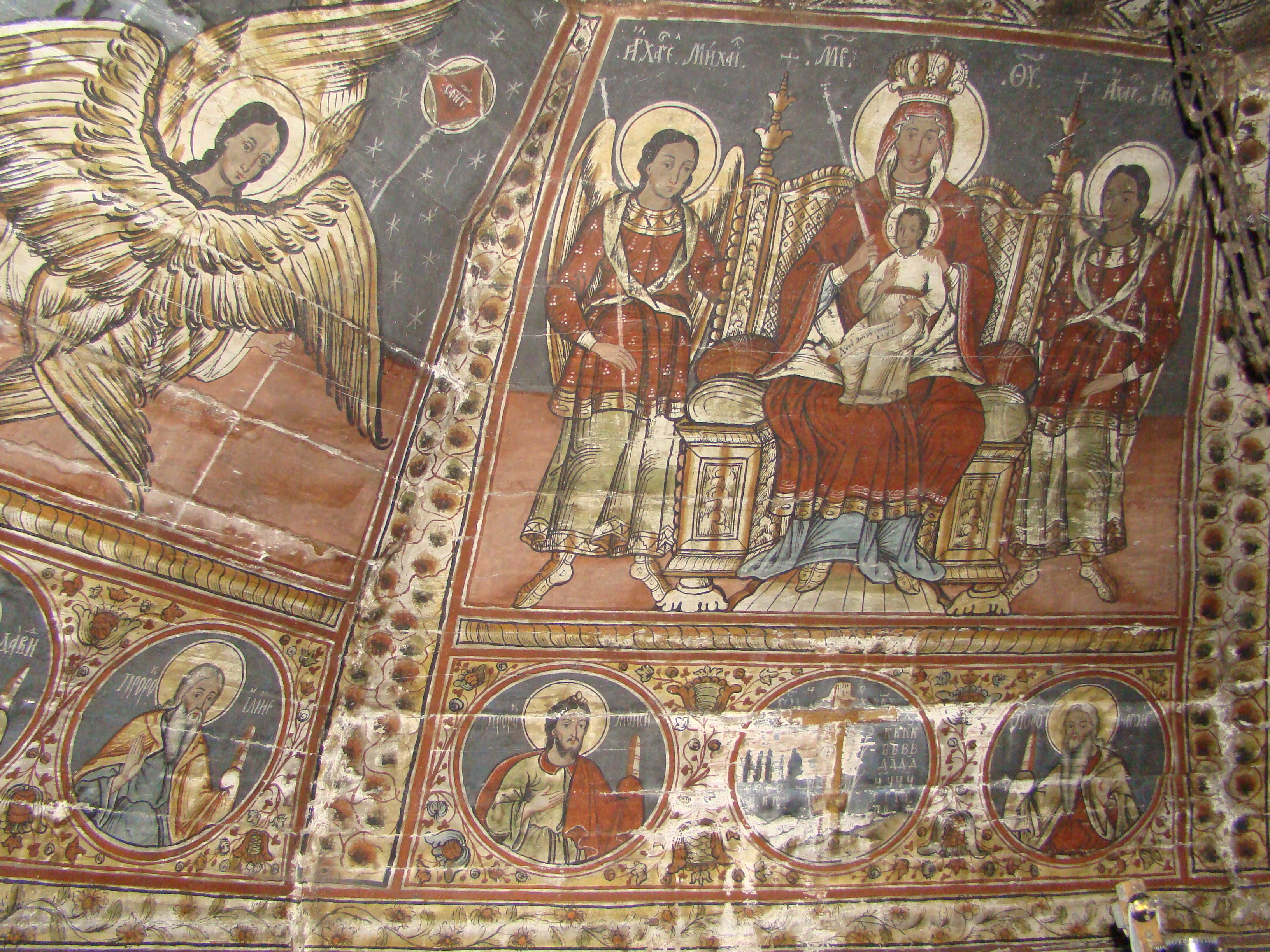
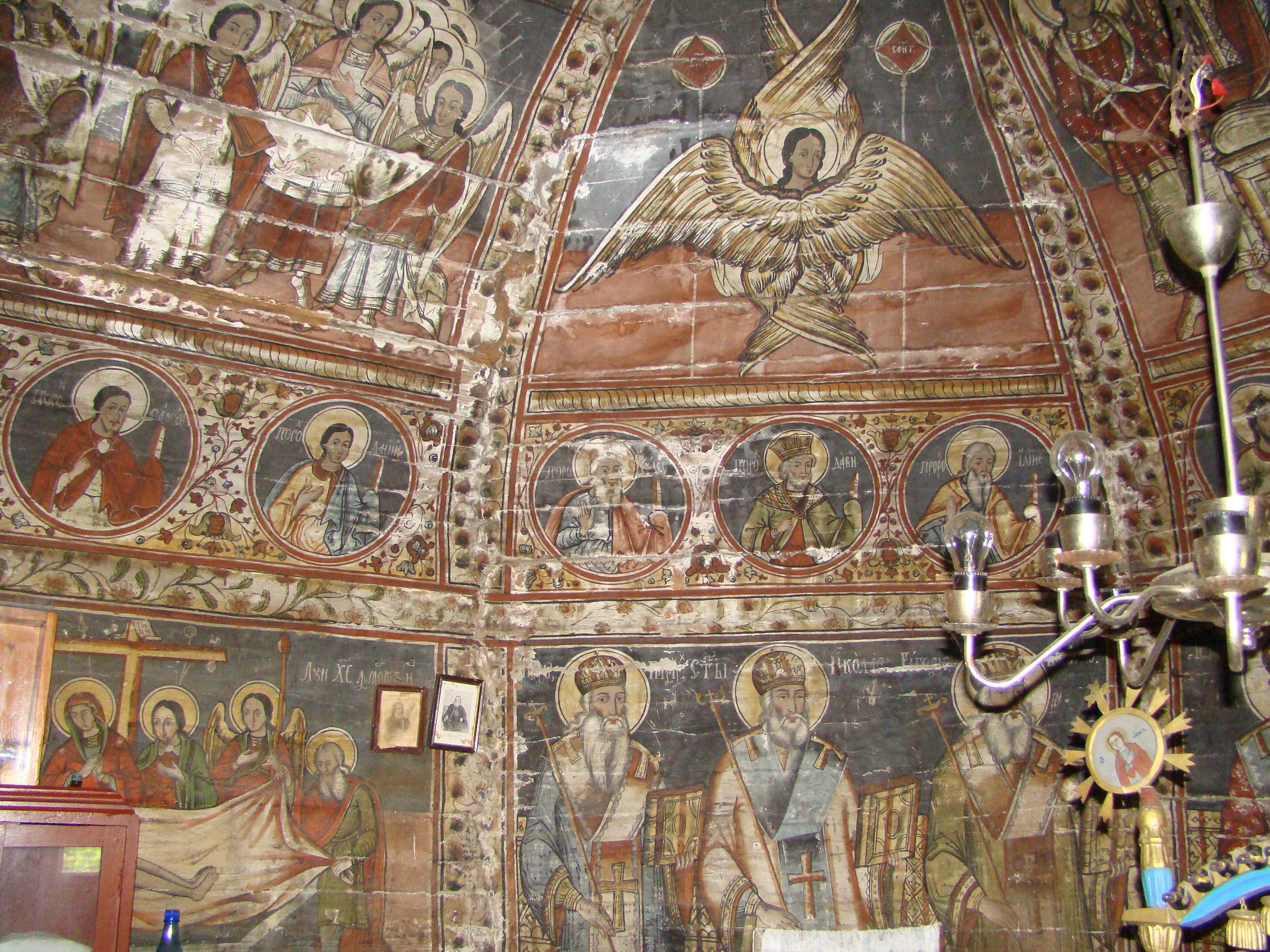
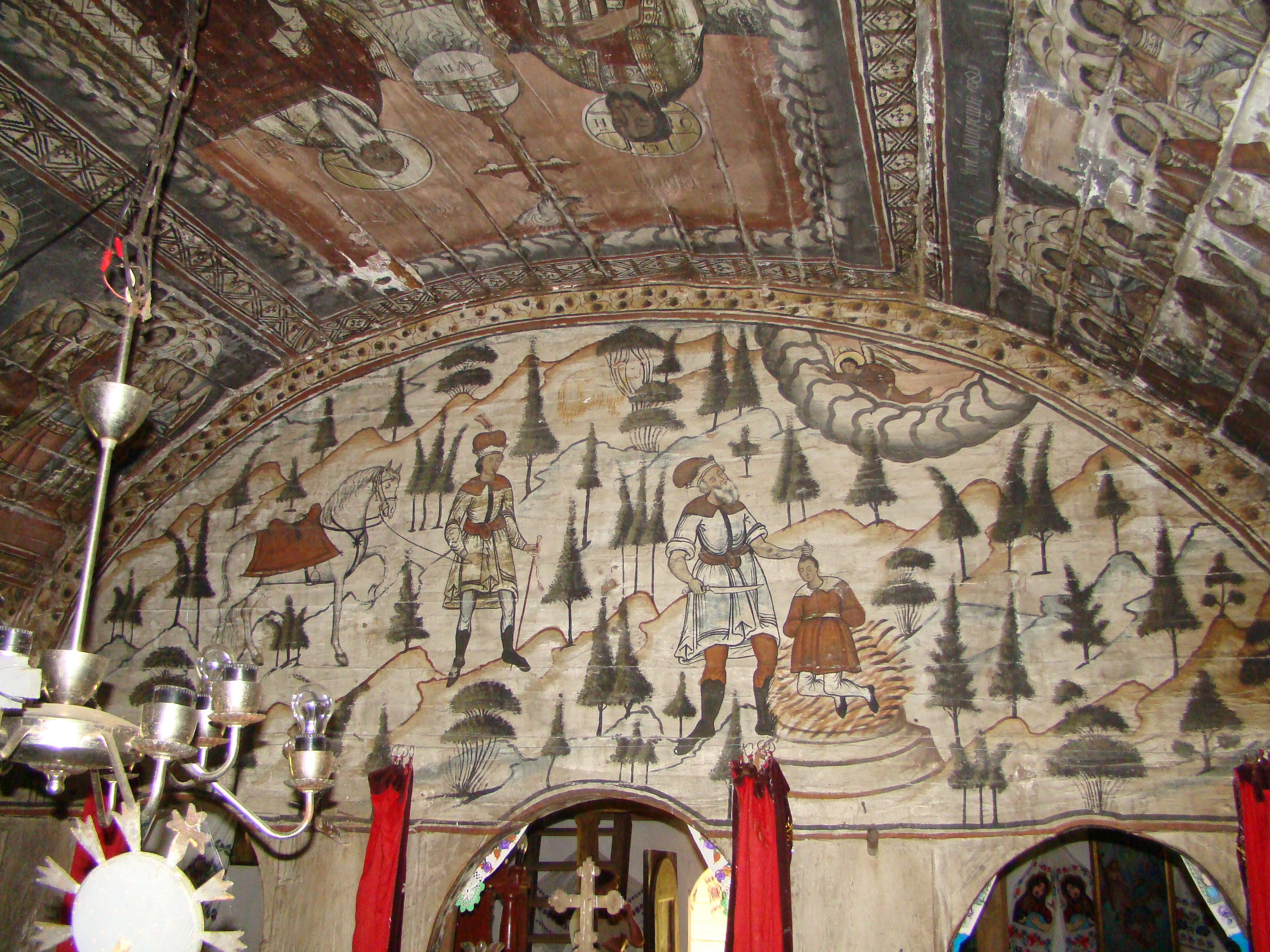
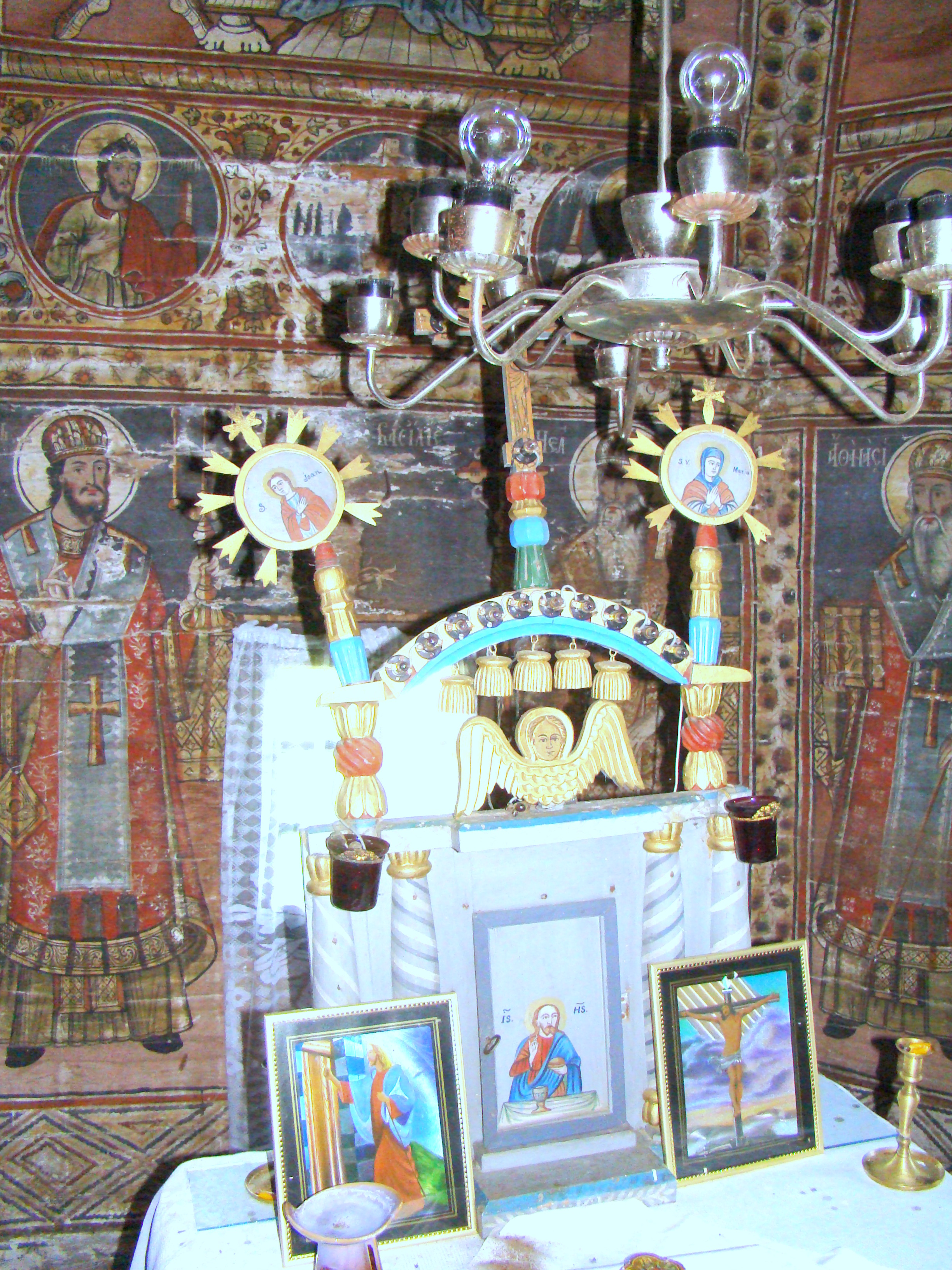
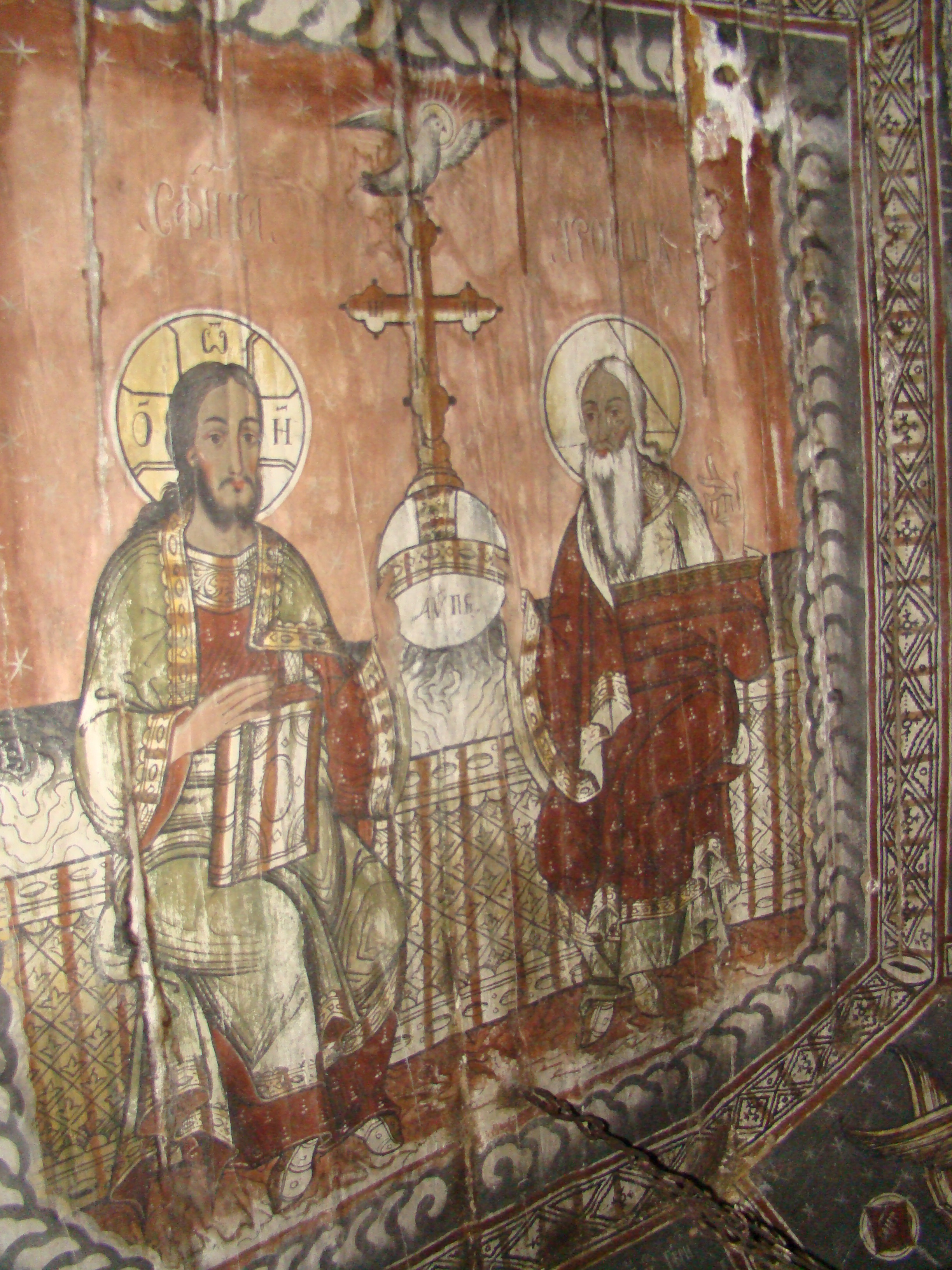
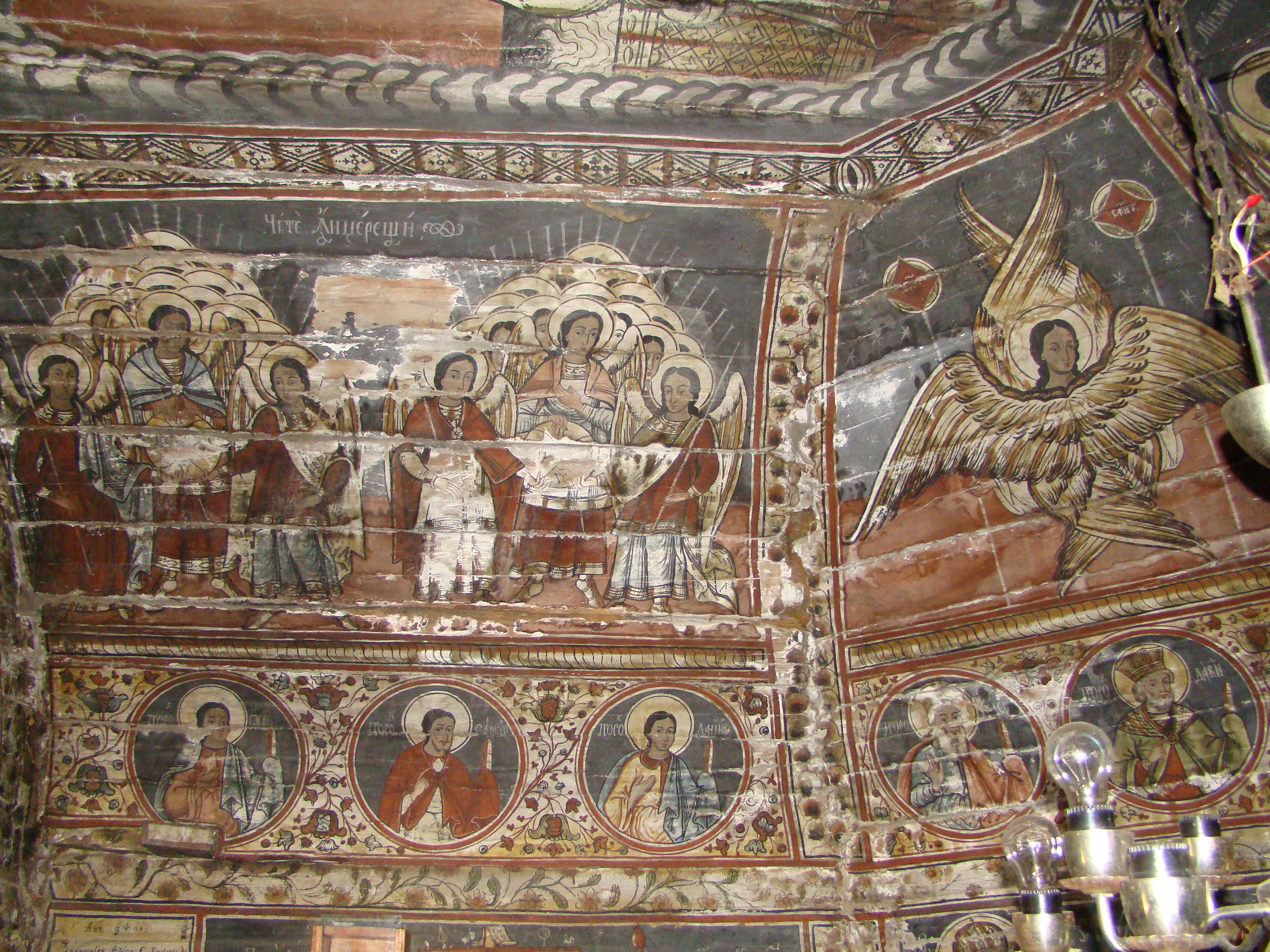
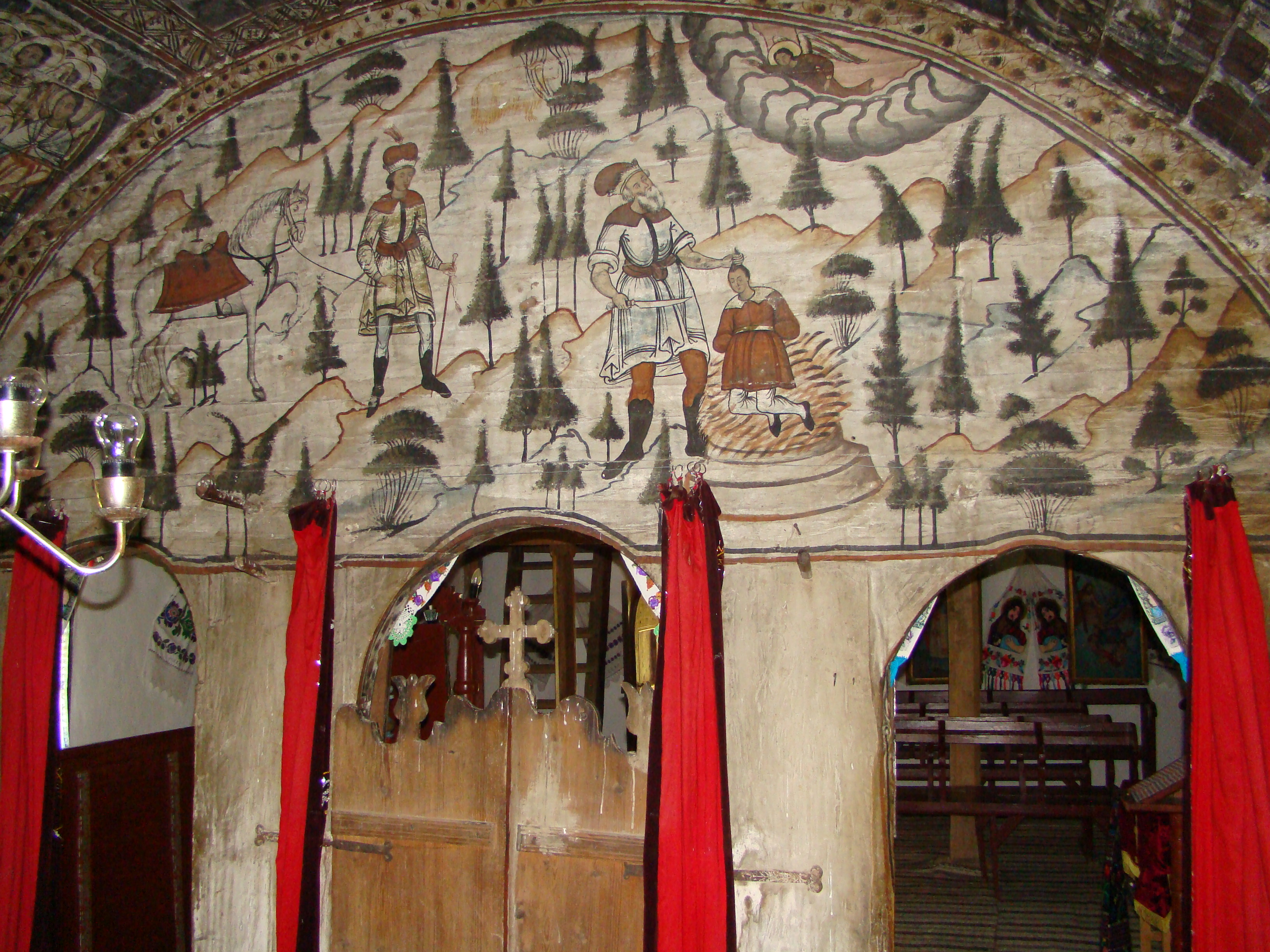
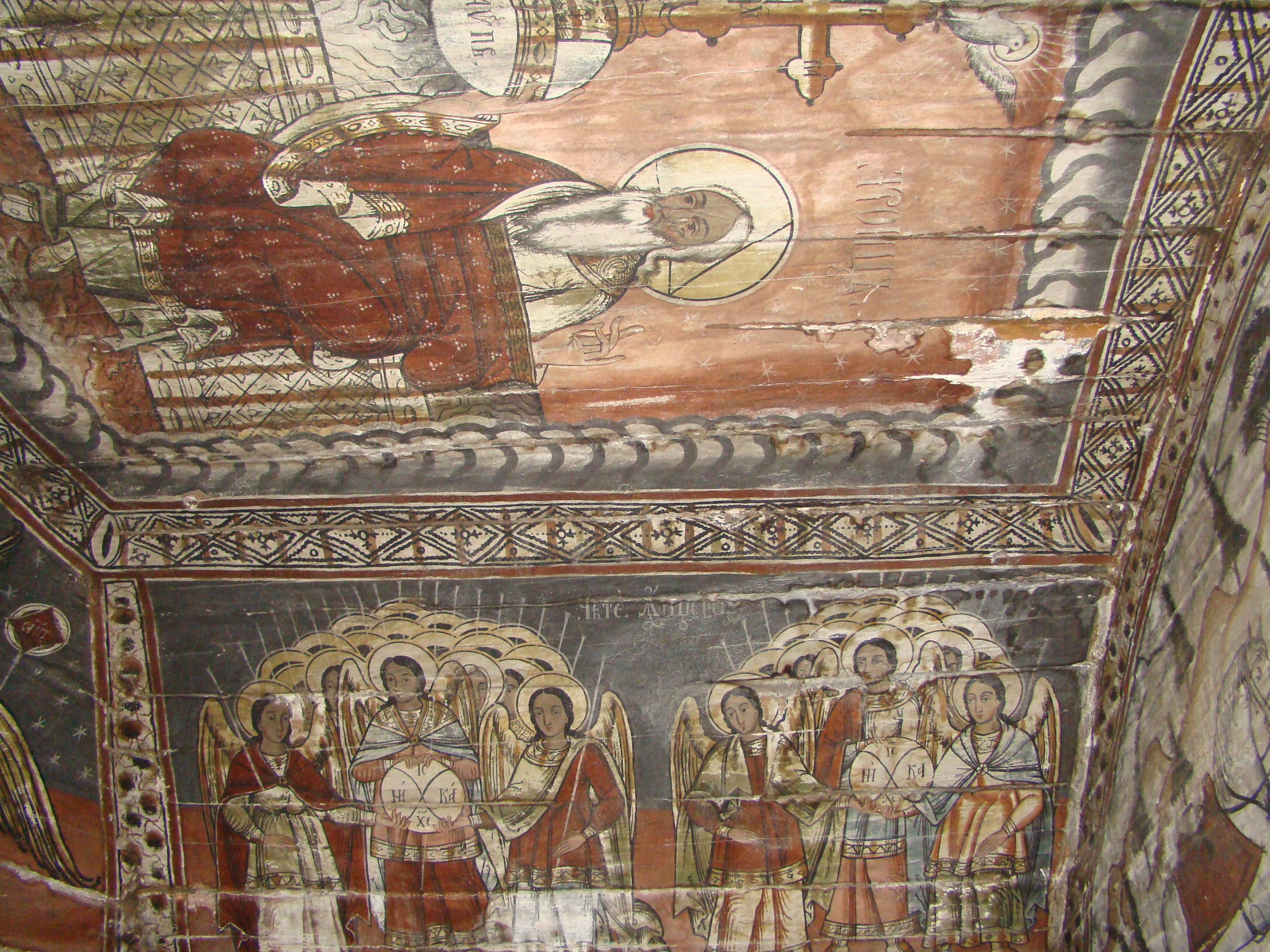
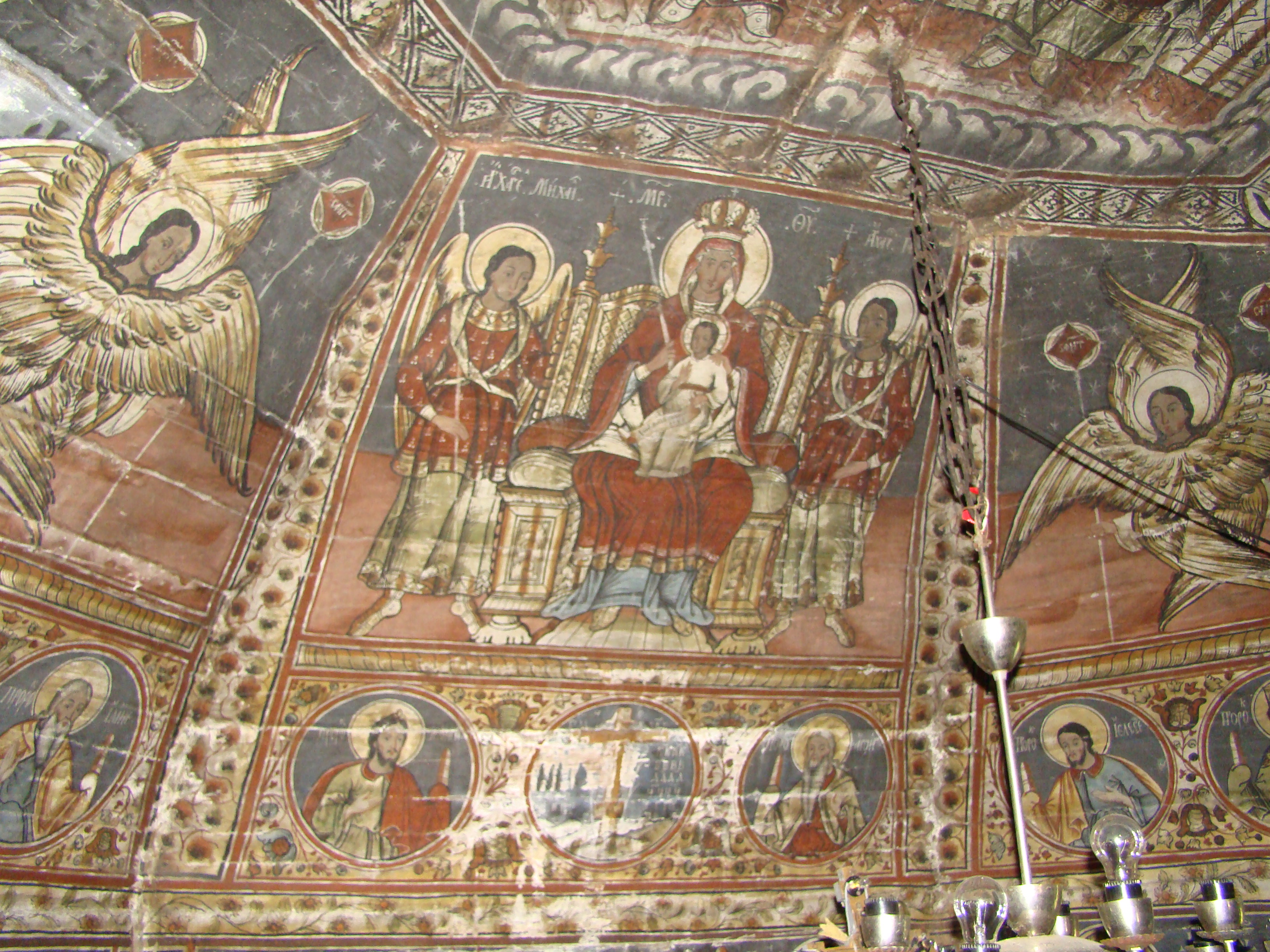
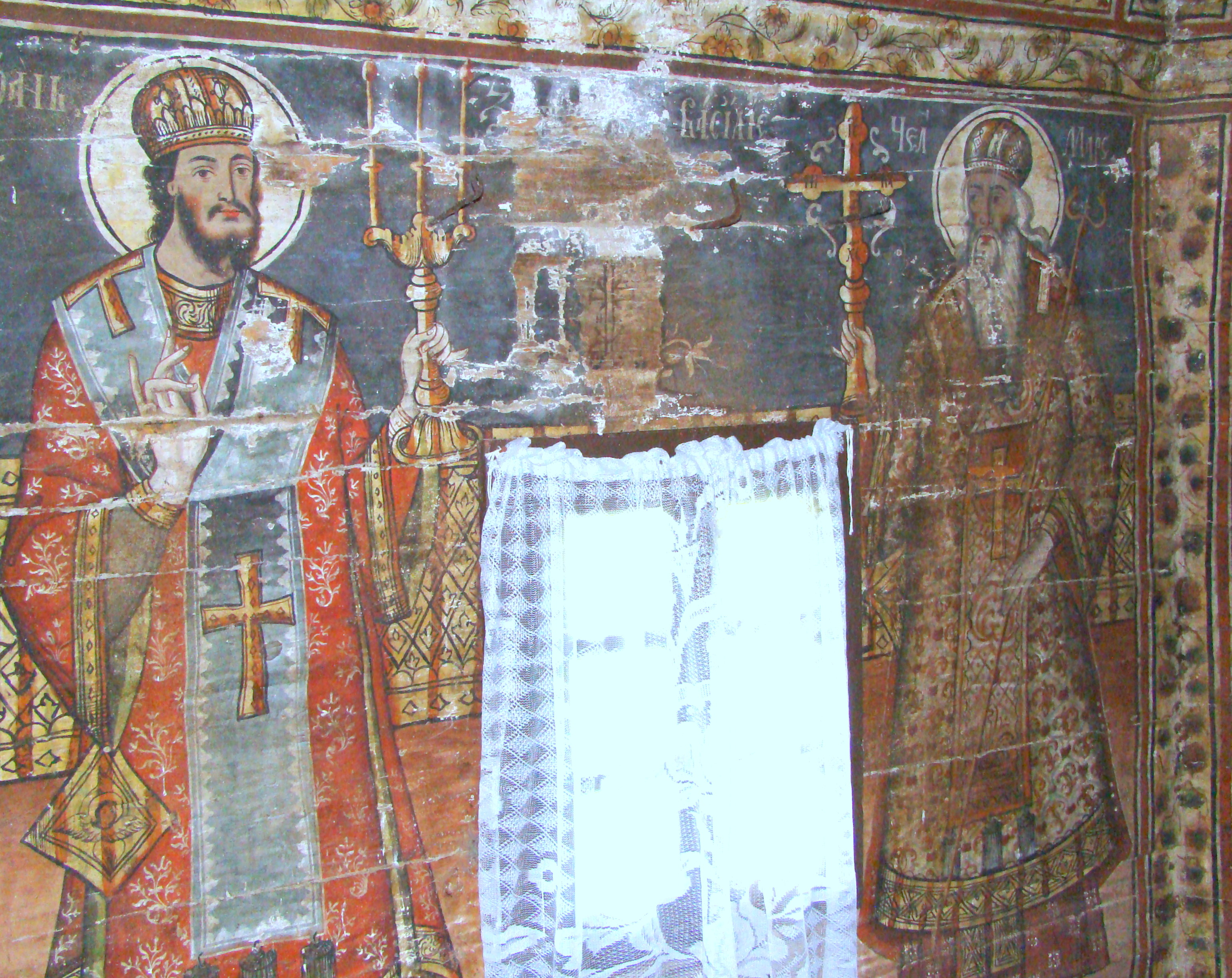
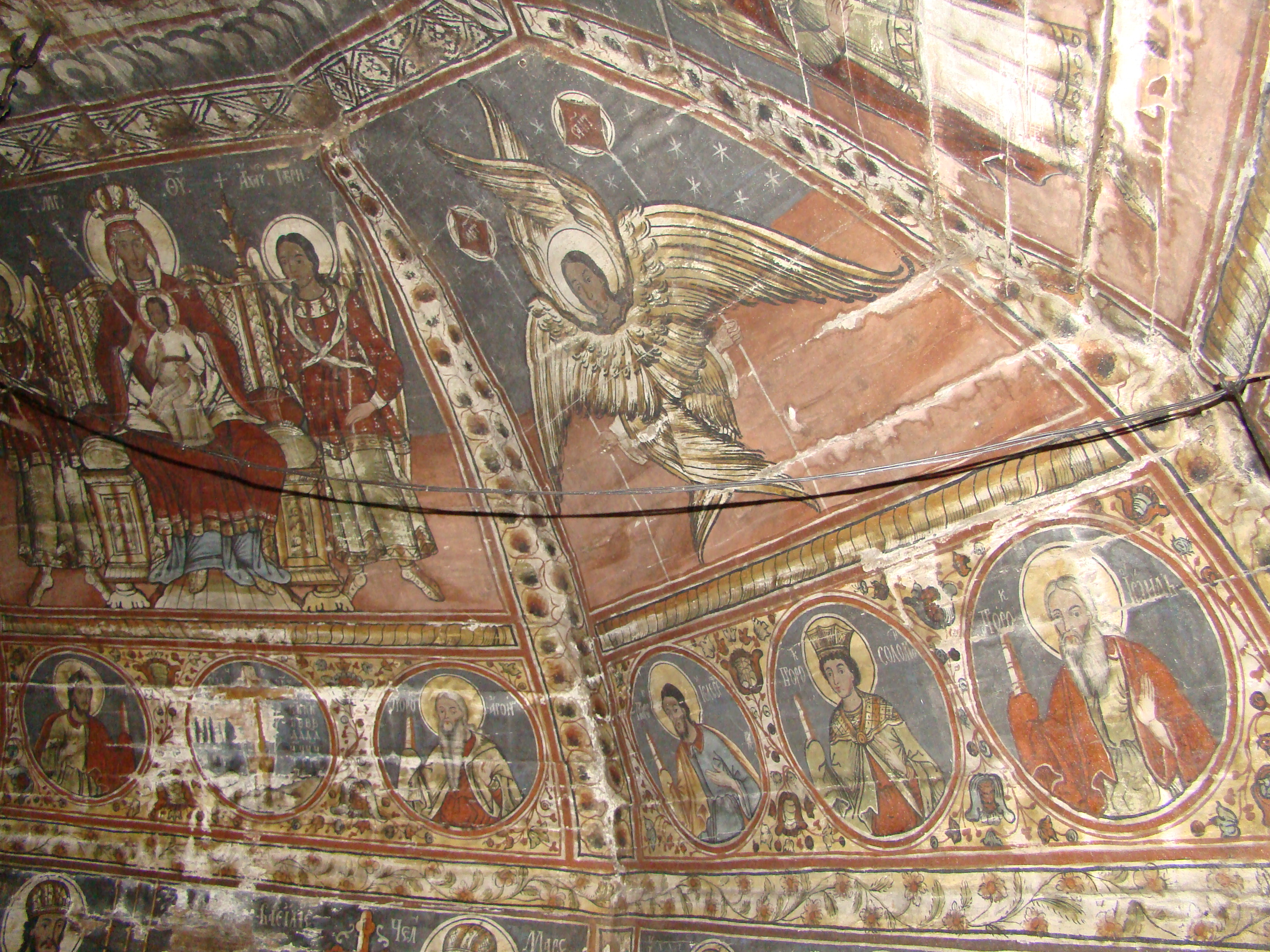
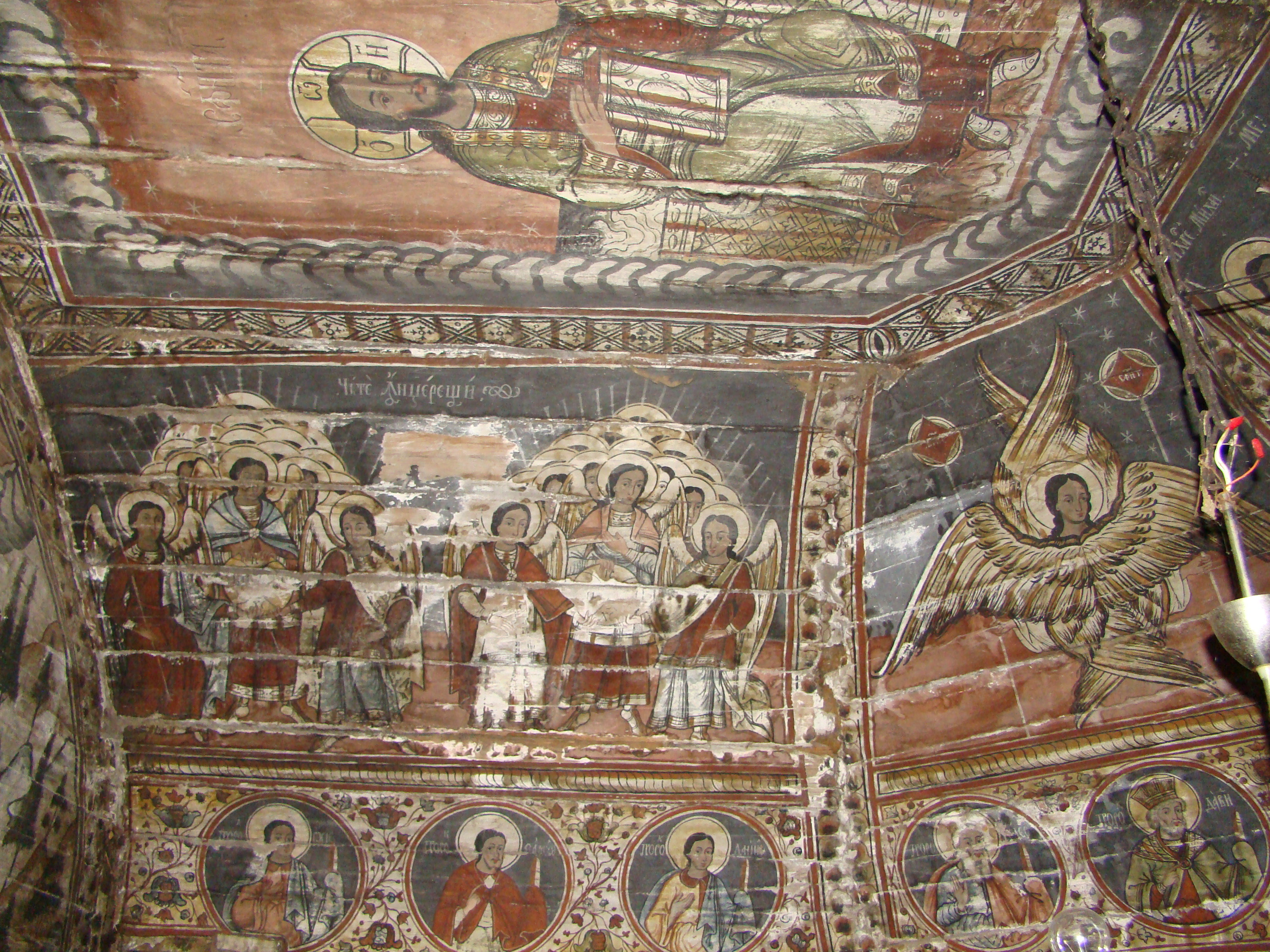